# Personaggi di One Piece

La ciurma di Cappello di paglia. Da sinistra verso destra: Nami, Sanji, Brook, Jinbe, Monkey D. Rufy, il generale Franky, TonyTony Chopper, Nico Robin, Roronoa Zoro e Usop.

Questa è la lista dei personaggi di One Piece, manga scritto e disegnato da Eiichirō Oda. Gli stessi compaiono anche nella serie televisiva anime e nei media derivati.
Il mondo di One Piece è popolato da umani e da numerose altre razze senzienti: come uomini-pesce, visoni (una razza di animali antropomorfi), nani e giganti. Il potere è nelle mani del Governo mondiale (世界政府?, Sekai Seifu), che detiene il controllo di 180 paesi del mondo. Esso è in continua lotta con i pirati e con l'Armata rivoluzionaria (革命軍?, Kakumei gun), un'organizzazione che opera con l'intento di rovesciare lo status quo. La principale forza armata sotto il controllo del Governo mondiale è la Marina (海軍?, Kaigun), che agisce con lo scopo di mantenere la pace e punire i criminali. Per arginare il dilagante problema della pirateria, il Governo ha, inoltre, stretto un patto di collaborazione con sette tra i pirati più potenti, dando vita alla Flotta dei Sette (王下七武海?, Ōka Shichibukai). Nel Nuovo Mondo agiscono invece i Quattro Imperatori (四皇?, Yonkō), i quattro pirati più forti e influenti i quali esercitano il loro potere su flotte immense e interi territori.

## Ciurma di Cappello di Paglia
La Ciurma di Cappello di Paglia (麦わらの一味?, Mugiwara no ichimi), conosciuta anche come Pirati di Cappello di Paglia (麦わら海賊団?, Mugiwara kaizoku-dan), è la ciurma protagonista di One Piece. Il numero dei suoi membri aumenta con il procedere della storia, a mano a mano che Monkey D. Rufy, il capitano, recluta nuovi compagni. Quando Usop entra nella ciurma, i pirati acquisiscono la loro nave personale, la Going Merry (ゴーイングメリー号?, Gōingu Merī-gō), sostituita in seguito dalla più grande e potente Thousand Sunny (サウザンドサニー号?, Sauzando Sanī-gō), costruita dal carpentiere di bordo Franky. Come fuorilegge, hanno tutti delle taglie sulla propria testa; inoltre, il loro coinvolgimento in una serie di eventi che ha destabilizzato l'ordine mondiale ha fatto sì che venissero inseriti fra le ciurme più pericolose al mondo, nonostante più volte abbiano contribuito a ristabilire l'ordine in luoghi in cui la negligenza del Governo stesso ha permesso lo scoppio di guerre e rivolte. Attraversata la prima parte della Rotta Maggiore, i membri della ciurma sono separati all'Arcipelago Sabaody da Orso Bartholomew e spediti in destinazioni diverse. Dopo due anni di allenamento si ritrovano per proseguire il loro viaggio verso il Nuovo Mondo. Qui stringono un'alleanza con Trafalgar Law, la tribù dei visoni e il clan Kozuki per deporre Kaido, uno dei Quattro Imperatori. Dopo i fatti di Dressrosa, la ciurma acquisisce una flotta, denominata Grande Flotta di Cappello di paglia (麦わら大船団?, Mugiwara Dai-sendan) e formata da 5 640 pirati di sette diverse ciurme; Rufy tuttavia rifiuta l'idea di comandare tutti questi uomini, e organizza così la sua armata in modo tale che ogni divisione possa operare indipendentemente, ma che tutte debbano accorrere quando una di loro si trovi in pericolo. Dopo l'attacco all'imperatrice Big Mom Rufy viene proclamato informalmente quinto Imperatore; tale titolo viene confermato a seguito della sconfitta di Kaido e Big Mom nel paese di Wa. Dopo tale avvenimento i nove membri principali della ciurma iniziano ad essere definiti come i “grandi ufficiali” della flotta, mentre Rufy ne diventa il “grande capitano”.
- Monkey D. Rufy (モンキー・D・ルフィ?, Monkī Dī Rufi), soprannominato "Cappello di Paglia" (麦わら?, Mugiwara) e chiamato Rubber nell'edizione italiana dell'anime fino all’episodio 578, è il capitano, un ragazzo che nutre il sogno di diventare il Re dei pirati. Per questo prende il mare e raccoglie intorno a sé una ciurma con cui poter raggiungere Raftel e trovare il leggendario One Piece. Ingenuo e spensierato, si dimostra sempre leale schierandosi spesso a protezione dei suoi compagni e amici. Ha ingerito il frutto del diavolo Gom Gom, che ha trasformato il suo corpo in gomma, caratteristica che sfrutta per realizzare svariate tecniche di combattimento. La sua taglia ammonta a 3 miliardi di berry.
- Roronoa Zoro (ロロノア・ゾロ?) è il primo compagno a unirsi a Rufy, un tempo cacciatore di taglie. Il suo obiettivo è diventare il più forte spadaccino del mondo per onorare una promessa fatta da bambino a Kuina. Ha un pessimo senso dell'orientamento e quando non si allena o non è impegnato in scontri, ama poltrire e bere, mentre in combattimento mostra sempre grande forza e determinazione. Padroneggia la tecnica delle tre spade, tenendone una per mano e la terza in bocca. La sua taglia ammonta a 1 miliardo e 111 milioni di berry.
- Nami (ナミ?) è il terzo elemento ad entrare nella ciurma. È una ragazza di bell'aspetto, intelligente e testarda. Eccellente cartografa e infallibile navigatrice, il suo sogno è quello di disegnare la carta nautica di tutti i mari del mondo. È inoltre un'abile ladra, attirata da guadagni e ricchezze. La sua taglia ammonta a 366 milioni di berry.
- Usop (ウソップ?, Usoppu), Usopp nell'edizione italiana dell'anime, si unisce alla ciurma nel ruolo di cecchino e cannoniere. Oltre ad avere una mira infallibile, è un grande inventore e anche un discreto carpentiere e disegnatore. Bugiardo e pavido, aspira tuttavia a diventare un coraggioso guerriero del mare per rendere fiero il padre Yasop. In combattimento ricorre ad una grossa fionda. La sua taglia ammonta a 500 milioni di berry.
- Sanji (サンジ?) è il cuoco del gruppo. Giovane di bell'aspetto, ha un debole per il gentil sesso, invaghendosi di qualsiasi donna attraente incontri. Le sue tecniche di combattimento sono basate sull'utilizzo delle gambe e sui calci poiché preferisce preservare le proprie mani per cucinare. Desidera trovare l'All Blue, il leggendario luogo dove si dice convergano tutti i mari e le correnti del mondo e dove sarebbe quindi possibile trovare ogni tipo di pesce esistente. La sua taglia ammonta a 1 miliardo e 32 milioni di berry.
- TonyTony Chopper (トニートニー・ チョッパー?, Tonītonī Choppā), chiamato RennyRenny Chopper nell'edizione italiana dell'anime, è una renna che ha ingerito il frutto Homo Homo, assumendo aspetto e comportamenti antropomorfi. È il medico della ciurma. Estremamente ingenuo e innocente, si unisce alla ciurma per espandere i propri orizzonti e rendere fiero il suo mentore Hillk. Il suo sogno è quello di diventare un medico in grado di curare qualsiasi tipo di malattia. La sua taglia ammonta a 1000 berry.
- Nico Robin (ニコ・ ロビン?, Niko Robin) è un'archeologa che ha mangiato il frutto Fior Fior, che le dà la capacità di far apparire ovunque e senza limite qualunque parte del suo corpo. Inizialmente una loro avversaria, si unisce ai pirati di Rufy dopo gli eventi di Alabasta, finendo presto per affezionarsi ai suoi nuovi compagni. Il suo sogno consiste nel trovare il Real Poignee Griffe e fare luce sul Secolo vuoto. La sua taglia ammonta a 930 milioni di berry.
- Franky (フランキー?, Furankī) è un cyborg e il carpentiere che ha costruito la Thousand Sunny. Il suo sogno è realizzare una nave capace di solcare ogni mare e si unisce alla ciurma per verificare se la Thousand Sunny sia effettivamente in grado di farlo. Geniale inventore e costruttore, ha impiantato nel suo corpo e nella nave una serie di dispositivi da usare nelle situazioni più disparate. La sua taglia ammonta a 394 milioni di berry.
- Brook (ブルック?, Burukku) è un vecchio scheletro musicista e schermidore con i capelli afro. Ha mangiato il frutto Yomi Yomi, che gli ha permesso di ritornare in vita dopo essere morto; tuttavia, essendosi la sua anima persa nella nebbia nel tentativo di ritornare al suo corpo, questa lo ha ritrovato dopo un anno, quando ormai era diventato uno scheletro. Il suo sogno è tornare dalla balena Lovoon, così da rispettare la promessa fattale. La sua taglia ammonta a 383 milioni di berry.
- Jinbe (ジンベエ?, Jinbē)[3], Jinbei nell'edizione italiana dell'anime, è un uomo-pesce di tipo squalo balena e un ex membro della Flotta dei Sette noto con il soprannome "Il cavaliere del mare" (海侠?, Kaikyou). Jinbe è uno dei massimi esperti del karate degli uomini-pesce grazie al quale è in grado di manipolare l'acqua come se fosse una sostanza solida. È un eccellente timoniere. La sua taglia è di 1 miliardo e 100 milioni di berry.

## Mare Orientale

### Pirati Kuroneko
I pirati Kuroneko (クロネコ海賊団?, Kuroneko kaizoku-dan) sono una ciurma pirata capitanata da Kuro e attiva nel Mare Orientale.

#### Kuro
Kuro (クロ?) è il capitano della ciurma, un uomo scaltro e calcolatore. È molto attento a elaborare i suoi piani, infatti secondo lui nessuno di questi è mai fallito. Oda ha rivelato che si tratta del secondo personaggio più intelligente del Mare Orientale. Prima di ritirarsi dalla pirateria aveva sulla testa una taglia di 16 milioni di berry. Stufo di doversi sempre guardare dalla Marina, Kuro finse la sua morte e si ritirò nel villaggio di Shirop dove iniziò a lavorare per una ricca famiglia sotto il nome di Krahador. Dopo la morte dei due genitori, Kuro pianifica di convincere Kaya a fare testamento in suo favore e quindi di ucciderla con il supporto della sua ciurma, ma il suo piano viene udito da Usop e riferito alla ciurma di Cappello di paglia, che li sconfiggono. La ciurma riprende così il corpo del capitano e scappa dall'isola. Le principali armi di Kuro sono due guanti con attaccate delle lunghe lame, che usa in combinazione con la sua velocità squarciando indistintamente chiunque si trovi sulla traiettoria dei suoi attacchi. È doppiato nella serie anime da Kōichi Hashimoto e in italiano da Claudio Moneta (ep. 9, 11-17) e Matteo Zanotti (ep. 280+); nell'adattamento live action è interpretato da Alexander Maniatis e doppiato da Gabriele Sabatini in italiano.

#### Jango
Jango (ジャンゴ?) è il vice-capitano della ciurma e, in assenza di Kuro, ricopre il ruolo di capitano. Indossa sempre degli occhiali a forma di cuore che nascondono i suoi occhi, anch'essi a forma di cuore. Dopo la sconfitta di Kuro abbandona la ciurma e conosce Fullbody, con cui stringe amicizia, e successivamente si arruola nella Marina dove diventa un sottoposto di Hina insieme al suo amico. Inizialmente ricopriva il rango di recluta, ma dopo il salto temporale, lui e Fullbody sono stati promossi a capitani di corvetta. Come pirata, aveva una taglia di 9 milioni di berry. Jango è un ipnotizzatore che si serve di un chakram per far addormentare il proprio avversario o costringerlo a compiere il proprio volere, anche se spesso finisce per auto-ipnotizzarsi. Può inoltre usare il suo chakram come arma da lancio. È doppiato da Kazuki Yao, Wataru Takagi (sotto ipnosi) e da Claudio Beccari (ep. 1-17), da Gianluca Iacono (ep. 128-129, 462-466).

### Flotta di Creek
La flotta di Creek (首領・クリークの海賊艦隊?, Don Kuriku no kaizoku kantai) compare per la prima volta quando Rufy e la sua ciurma si trovano sul ristorante galleggiante Baratie, dove la nave di Creek giunge in cerca di cibo. Infatti, pochi giorni prima, la flotta era entrata nella Rotta Maggiore, ma 49 delle 50 navi erano state distrutte da Drakul Mihawk e l'unica superstite era stata costretta a far ritorno nel Mare Orientale. Sanji accetta di dare del cibo a Creek ma questi, dopo essersi saziato, ordina ai suoi sottoposti di catturare la nave ristorante, che ha intenzione di usare per tendere degli agguati dalla Marina. Sebbene i cuochi vengano sconfitti, Rufy e Sanji riescono a neutralizzare Creek e i suoi sottoposti.

#### Creek
Creek (首領・クリーク?, Don Kurīku), Don Krieg nell'edizione italiana dell'anime, è il capitano della flotta, ed è uno dei pirati più temuti del Mare Orientale. La sua taglia ammonta a 17 milioni di berry. Pirata arrogante e crudele, pone molta fiducia nella sua superiorità, nonostante gli errori che potrebbe commettere e crede seriamente che la sua armata e il suo potente arsenale di armi possano sconfiggere qualunque nemico. Tenta di mettere le mani sulla Baratie, poiché costituirebbe un'ottima nave per cogliere di sorpresa le ignare vittime della ciurma, ma viene sconfitto da Rufy e successivamente viene tramortito e portato via da Gin. Indossa una spessa armatura fatta di metallo Wootz, uno dei più resistenti del mondo di One Piece, e piena di armi di ogni sorta. Nel suo arsenale rientrano la bomba velenosa MH5 e la Lancia della devastazione (大戦槍?, Daisensō), arma che provoca un'esplosione a ogni contatto. Nonostante sia molto forte, combatte sempre utilizzando esclusivamente le sue armi e non compie mai attacchi fisici diretti. È doppiato da Fumihiko Tachiki e Vittorio Bestoso (ep. 21-29);  nell'adattamento di Netflix è interpretato da Milton Schorr, e doppiato in italiano da Gabriele Tacchi.

#### Gin
Gin (ギン?) è il vice comandante della flotta. Viene inviato da Creek a cercare una nuova nave e giunge così al Baratie, dove Sanji, vedendolo in preda alla fame, gli offre del cibo. Grato per l'aiuto ricevuto, Gin torna dal suo capitano e gli riferisce del Baratie, scongiurandolo però di non fare del male a nessuno. Combatte impiegando con grande destrezza due  tonfa di ferro terminanti con sfere. Durante il combattimento sul Baratie neutralizza Pearl, che stava combattendo con Sanji, in quanto afferma di voler essere lui stesso ad ucciderlo ma, quando sta per infliggergli il colpo di grazia, non riesce a farlo per la riconoscenza verso colui che l'ha nutrito. Creek, furioso, gli ordina di non indossare la maschera antigas mentre lui spara il gas velenoso MH5, e questi obbedisce. Riesce a sopravvivere anche se agonizzante e, dopo che Rufy sconfigge il suo capitano, lo porta via dalla nave ristorante, affermando che d'ora in avanti lo seguirà meno ciecamente. È doppiato da Kenichi Ono e Oliviero Corbetta.

#### Pearl
Pearl (パール?, Pāru) è uno dei membri più forti della flotta di Creek. È un uomo alto e imponente, protetto da tutti i lati da pesanti scudi che usa negli scontri. Il suo stile di lotta è piuttosto scorretto: durante il combattimento contro Sanji riesce a colpirlo soltanto sfruttando i suoi attimi di distrazione e solo perché Gin tiene Zef come ostaggio. Malgrado si vanti di non essere mai stato ferito durante le sue numerose battaglie ha molta paura di essere colpito, essendo emofobico: quando Rufy gli tira un pugno involontariamente, cede al panico e scatena un incendio, frizionando tra loro gli scudi. Viene neutralizzato da un solo colpo da Gin, che assistendo alla sua lotta con Sanji resta disgustato dalla sua slealtà. È doppiato da Kawamoto Hiroyuki e Gianluca Iacono.

### Ciurma di Arlong
La ciurma di Arlong (アーロン一味?, Āron ichimi) è un gruppo di pirati uomini-pesce con ideali razziali e di superiorità nei confronti degli uomini. Un tempo i membri della ciurma di Arlong facevano parte dei pirati del Sole, ma dopo che Jinbe entrò a far parte della Flotta dei Sette, si staccarono e si insediarono nel Mare Orientale. Così, otto anni prima dell'inizio della storia, giunsero al Villaggio di Coco, dove imposero a tutti gli abitanti un tributo per aver salva la vita. Grazie alla debolezza degli abitanti dell'isola e al funzionario della Marina corrotto Nezumi, riuscirono a mantenere la loro dittatura per otto anni. Anche Nami entra a far parte della ciurma, in modo da racimolare i soldi necessari a comprare la libertà per il suo villaggio, ma viene raggirata da Arlong; in suo aiuto si schierano quindi Rufy e compagni, i quali sconfiggono la ciurma e la fanno arrestare.

#### Arlong
Arlong (アーロン?, Āron) è il capitano della ciurma, un uomo-pesce di tipo squalo sega. Ha un carattere molto crudele, a causa della tendenza tipica degli uomini-pesce di considerare gli esseri umani come inferiori e non si fa problemi nell'ucciderli, ma nonostante questa sua ferocia ha un forte attaccamento verso i suoi compagni. La sua taglia ammonta a 20 milioni di berry. Era un membro dei pirati del Sole, ma dopo la morte di Fisher Tiger venne catturato dall'allora viceammiraglio Borsalino. Venne rilasciato a seguito dell'ingresso di Jinbe nella Flotta dei Sette. Otto anni prima dell'inizio della storia, occupò il Villaggio di Orange e uccise a sangue freddo Bellmer, la madre adottiva di Nami e Nojiko. Successivamente si accorse che Nami aveva un talento incredibile per la navigazione, così la convinse a lavorare per lui. Quando comprende che Nami si sta avvicinando alla cifra di cento milioni stabilita per il riscatto del suo villaggio, tuttavia, incarica Nezumi di confiscarle tutto il denaro accumulato. Combatte contro Rufy, dal quale viene sconfitto, e viene successivamente arrestato dalla Marina. Essendo un uomo-pesce, è dotato di una forza e una velocità superiori di almeno dieci volte rispetto a quelle di un essere umano. I suoi denti possono masticare l'acciaio e hanno una capacità rigenerativa praticamente istantanea. Ricorre inoltre spesso al suo naso tagliente e a una grande spada dentata, chiamata Kiribachi (キリバチ?). È doppiato da Jūrōta Kosugi, da Diego Sabre (ep. 31-44) e Paolo De Santis (ep. 539+); nell'adattamento di Netflix interpretato da McKinley Belcher III, e doppiato in italiano da Massimo Bitossi.

#### Hacchan
Hacchan (はっちゃん?), chiamato Hachi dalla maggior parte dei personaggi ed Octy nell'edizione italiana dell'anime, è un grosso uomo-pesce di tipo polpo con sei braccia. Come membro della ciurma di Arlong ha una taglia di 8 milioni di berry. È piuttosto ingenuo, ma è un abile spadaccino e grazie ai suoi arti padroneggia la Tecnica delle sei spade (六刀流?, Rokutōryū). Inoltre, può usare il caratteristico inchiostro per accecare i nemici. Nonostante rispetti gli ideali del suo capitano, non odia gli umani: proprio per questo è amico di Rayleigh e Shakuyaku. Combatte contro Zoro, ma sebbene riesca a metterlo in difficoltà, viene infine sconfitto. Mentre tutti i suoi compagni sono arrestati, lui riesce a fuggire e, dopo aver incontrato Kayme e Pappagu, realizza con loro il suo sogno di gestire un chiosco di takoyaki. In seguito la ciurma di Cappello di paglia lo salva dai Tobiuo Riders e, riappacificatosi con loro, li guida per le Isole Sabaody. Rimane a guardia della Thousand Sunny per due anni, difendendola dagli attacchi della Marina, ma deve poi tornare all'Isola degli uomini-pesce per curarsi. Quando Rufy e compagni giungono sull'isola, egli tenta di dissuadere Hody Jones e la sua ciurma dall'attaccarli, ma non viene ascoltato ed è anzi gravemente ferito da Vander Decken IX. È doppiato da Toshiyuki Morikawa e in italiano da Giuseppe Calvetti, Raffaele Fallica (ep. 387-400) e Oliviero Corbetta (ep. 534+).

#### Altri membri della ciurma di Arlong
- Kuroobi (クロオビ?), chiamato Blackbelt nell'edizione italiana dell'anime, è un uomo-pesce di tipo razza, ufficiale in seconda e braccio destro di Arlong. È uno dei membri più attenti e severi della ciurma, e ha sempre avuto dubbi sulla lealtà di Nami. Combatte contro Sanji e inizialmente ha la meglio in quanto il combattimento si svolge sott'acqua, ma appena lo scontro si sposta sulla terraferma viene sconfitto senza troppa difficoltà. È un esperto utilizzatore del karate degli uomini-pesce. È doppiato da Hisao Egawa e Mario Zucca; nell'adattamento di Netflix è interpretato da Jandré Le Roux, e doppiato in italiano da Francesco Rizzi.
- Pciù (チュウ?, Chū) è un sottufficiale della ciurma, un uomo-pesce di tipo pesce arciere. In combattimento ricorre alla sua capacità di immagazzinare e sparare acqua dalla bocca alla velocità di un proiettile. Viene sconfitto da Usop dopo un combattimento arduo e strategico. Ha una taglia di 5 milioni e 550mila berry. È doppiato da Masaya Onosaka e Claudio Beccari; nell'adattamento di Netflix è interpretato da Len-Barry Simons, e doppiato in italiano da Dimitri Winter.

### Abitanti del Mare Orientale

#### Kuina
Kuina (くいな?) è una ragazzina del Villaggio di Shimotsuki, figlia del maestro in un dojo di spadaccini, Koshiro. Kuina, allenata dal padre, aveva una grande abilità, tuttavia non riusciva a goderne appieno perché sapeva che in futuro, essendo femmina, sarebbe diventata più debole di altri. Si scontra spesso con il giovane Roronoa Zoro, che era giunto in quel dojo per mettersi alla prova, uscendone vincitrice per ben duemila volte. I due si scambiano la promessa che uno dei due sarebbe diventato il migliore spadaccino del mondo. Tuttavia, per una fatalità, Kuina cadde dalle scale e morì all'età di 11 anni. Zoro si fece dare da suo padre la sua spada, la Wadō Ichimonji, che usa ancora adesso, allenandosi duramente e sconfiggendo ogni spadaccino per tenere fede alla promessa fatta all'amica. È doppiata da Machiko Toyoshima e Renata Bertolas; nella serie televisiva Netflix è interpretata da Audrey Cymone e doppiata in italiano da Chiara Fabiano.

#### Kaya
Kaya (カヤ?) è una ragazza benestante che vive al Villaggio di Shirop. Dopo la morte dei suoi genitori, è stata accudita da Krahador, un maggiordomo sotto le cui sembianze si cela in realtà il pirata Kuro. Ammalatasi a causa della prematura morte dei suoi genitori, Kaya è costretta a letto per la maggior parte del tempo, dove riceve le visite di Usop, che viene alla sua finestra a raccontarle incredibili storie. Quando Kuro si rivela per ciò che è, ordina a Jango di imprigionarla, ma Zoro e Usop riescono a neutralizzarlo. Dopo la sconfitta di Kuro, Kaya dona alla ciurma di Cappello di paglia la nave Going Merry, costruita dal suo maggiordomo Merry (メリー?, Merī), in segno di gratitudine. È doppiata da Mariko Kouda e Giovanna Papandrea (ep. 9-45); nella serie televisiva Netflix è interpretata da Celeste Loots e doppiata in italiano da Sara Labidi.

#### Zef
Zef (ゼフ?, Zefu) è il cuoco gestore del ristorante galleggiante Baratie. Un tempo era uno spietato pirata soprannominato "Gamba rossa" (赫足?, Aka Ashi) a causa del sangue che rimaneva sulla sua gamba dopo i suoi attacchi portati con gli arti inferiori. Quando Sanji era bambino, la nave sulla quale lavorava fu attaccata dalla ciurma di Zef. Sanji cercò di difenderla, dicendo che voleva rimanere in vita per trovare l'All Blue, ma cadde in mare. Zef, per aiutare il ragazzo che aveva il suo stesso sogno, si tuffò e lo salvò, ma a causa delle onde furono sospinti su un isolotto deserto che era impossibile abbandonare, quindi si misero ad aspettare una nave. Zef diede a Sanji tutto il cibo che era caduto sull'isolotto e, per non morire, si staccò la gamba e la mangiò, rinunciando così per sempre ad essere un pirata. Nell'anime, Zef perde la gamba perché gli rimane incastrata in una catena sotto la sua nave e, per fuggire, la stacca con il peso di un'ancora. Dopo il salvataggio, Zef si fa impiantare una gamba di legno ed apre il Baratie, un ristorante sul mare che diventa molto celebre per la qualità del suo cibo. Cresce Sanji e gli insegna anche le sue tecniche. Dopo la sconfitta di Don Creek e della sua flotta, spinge il suo allievo a partire con Rufy. È doppiato nella serie anime da Kōji Yada da Mario Zucca (ep. 20-30, 794+); nella serie televisiva di Netflix è interpretato da Craig Fairbrass e doppiato in italiano da Pasquale Anselmo.

#### Bellmer
Bellmer (ベルメール?, Berumēru) è una residente del Villaggio di Coco. All'età di 22 anni decise di arruolarsi in Marina, ma dopo aver trovato due bambine che avevano perso i genitori, Nami e Nojiko, le adottò e si congedò, procurandosi da vivere con un frutteto di mandarini. Un giorno Arlong e la sua ciurma arrivarono sull'isola e imposero a tutti gli abitanti una tassa per non essere uccisi; incapace di coprire le spese per tutte e tre, Bellmer destinò i suoi risparmi per le figlie, venendo uccisa da Arlong. Sia Nami che Nojiko hanno un grande rispetto per lei e la ricordano con affetto. Bellmer incoraggiò Nami a perseguire il suo sogno di disegnare la mappa del mondo, dopo che questa le aveva mostrato la sua prima mappa. È doppiata da Noriko Hidaka e Marcella Silvestri; nella serie televisiva Netflix è interpretata da Genna Galloway e doppiata in italiano da Federica De Bortoli.

#### Curly Dadan
Curly Dadan (カーリー・ダダン?, Kārī Dadan) è il capo della Famiglia Dadan e madre adottiva di Rufy, Portuguese D. Ace e Sabo. Vive sul Monte Corvo, vicino al Villaggio di Foosha, assieme ai suoi sgherri e ha sulla testa una taglia di 7.800.000 berry. Garp le affida prima Ace e poi Rufy, con la minaccia di arrestarla per i suoi numerosi crimini se non ne avesse avuto cura. Nonostante il suo comportamento burbero si affeziona molto a Rufy, Ace e successivamente Sabo, cominciando a considerarli dei propri figli. In One Piece Green viene rilevato che inizialmente Dadan doveva essere un maschio. È doppiata in giapponese da Noriko Uemura e in italiano da Renata Bertolas.

#### Abitanti minori del Mare Orientale
- Gaimon (ガイモン?) è un ex-pirata che vive su un'isola popolata da strani animali. Vent'anni prima dell'inizio della narrazione, giunse sull'isola in cerca di qualche tesoro. Qui trovò dei bauli che pensò contenessero dei tesori, ma rimase imprigionato in un baule che divenne parte integrante del suo corpo, in quanto non poteva essere rimosso, anche se gli permette di usare mani e piedi. Quando Rufy giunge sull'isola fa amicizia con la ciurma e mostra loro la collinetta dove sono rimasti i bauli, ma Rufy scopre che sono vuoti. Gli viene offerto di unirsi alla ciurma, ma rifiuta, poiché considera gli animali dell'isola come il suo vero tesoro e decide di continuare a proteggerli[31]. Compare anche nelle miniavventure di Bagy, dove fa amicizia anche con lui. Due anni dopo la battaglia di Marineford lo si rivede in compagnia di Sarfunkel, una donna incastrata in un barile. È doppiato da Toru Ohira e Riccardo Rovatti[6].
- Carota, Cipolla e Peperone (にんじん と たまねぎ と ピーマン?, Ninjin to Tamanegi to Piiman) sono tre bambini che, insieme a Usop, formavano il gruppo dei pirati di Usop al Villaggio di Shirop. Tutti e tre credono molto in Usop e lo considerano un vero e proprio eroe. Quando Kuro cerca di far uccidere Kaya per farle fare testamento in suo favore, i tre l'aiutano a scappare da Jango[32]. Quando Usop decide di salpare per diventare un vero pirata, i tre gli rivelano quello che sognano di diventare da grandi e Usop dice loro di non permettere mai che i loro sogni e le loro ambizioni si spengano. Nelle miniavventure di Jango, essi lo scacciano dal villaggio e lo costringono a scappare dall'isola. Sono doppiati rispettivamente da Noriko Yoshitake, Makiko Ōmoto e Haruhi Terada e da Lorella De Luca, Patrizia Scianca e Irene Scalzo.
- Paty (パッテイ?, Pati) e Carne (カルネ?, Karune) sono due cuochi che lavorano al Baratie. Nonostante i modi rudi, sono molto devoti al loro lavoro e legati a Zeff e Sanji. Combattono contro la flotta di Creek ma sono entrambi messi al tappeto da Pearl[33]. Il loro nome deriva dal francese "patisserie" e dall'italiano "carne"[34] Sono doppiati rispettivamente da Tetsu Inada e Shinobu Satouchi e da Riccardo Lombardo e Riccardo Rovatti[6]; nell'adattamento Netflix appare solo Paty, interpretato da Brashaad Mayweather.
- Genzo (ゲンゾ?) è lo sceriffo e il sindaco del villaggio di Coco e per Nami e Nojiko una figura paterna. Ha il volto e il corpo coperti di cicatrici, che gli procurò Kuroobi quando cercò di impedire ad Arlong di prendere Nami da bambina[29]. Ha una girandola sul cappello, che usava per far ridere Nami quando era piccola[35]. Durante lo scontro con la ciurma di Arlong, Genzo aiuta Rufy a non affogare, tirandogli la testa fuori dall'acqua insieme a Nojiko[36]. Prima che questo partisse, gli ha promesso che se avesse fatto piangere Nami, avrebbe dovuto vedersela con lui. Riappare commentando la taglia di Nami, che trova scandalosa perché la foto la rappresenta in bikini, tuttavia la appende nel suo ufficio. È doppiato da Kōzō Shioya e Riccardo Rovatti[6]; nella serie live-action Netflix è interpretato da Grant Ross e doppiato in italiano da Stefano Thermes.
- Nojiko (ノジコ?) è la sorella maggiore adottiva di Nami. È l'unica a sapere che Nami si è alleata con Arlong solo per liberare i suoi amici[37]. Durante lo scontro con la ciurma di Arlong, aiuta Rufy a non affogare, tirandogli la testa fuori dall'acqua insieme a Genzo[36]. Nella serie anime è doppiata in originale da Wakana Yamazaki e in italiano da Debora Magnaghi[6]; nella serie televisiva Netflix è interpretata da Chioma Umeala e doppiata in italiano da Federica Simonelli[8].
- Yosaku e Johnny (ヨサク と ジョッニ?, Yosaku to Jonni) sono due fratelli cacciatori di taglie, amici di Zoro. Johnny è più coraggioso rispetto al suo compagno ma, anche se spesso si dimostra più serio, è molto disinformato e ignorante. Yosaku invece tende ad essere più scherzoso. Appaiono per la prima volta nel mare vicino al Baratie, quando Nami salva Yosaku dallo scorbuto[38]. Aiutano la ciurma di Cappello di paglia fino alla sconfitta di Arlong e poi si congedano, anche se non prendono molto parte ai combattimenti[35]. Nell'anime, viene mostrato che avevano conosciuto Zoro in occasione della cattura da parte sua del ricercato Dick. Zoro sconfigge Dick con facilità e salva la vita di Yosaku e Johnny, che lo stavano affrontando per proteggere una fattoria; dopo di ciò i due, impressionati dalla forza dello spadaccino, gli chiedono di unirsi a loro e lui accetta[39]. Sono doppiati rispettivamente da Yasuhiko Tokuyama e Masaya Takatsuka e da Ambrogio Colombo e Alberto Sette.
- Bluejam (ブルージャム?, Burūjamu) è il capitano di una ciurma che imperversa nel Mare Orientale, e ha una taglia di 14.300.000 berry. Viene ingaggiato dal padre di Sabo perché riporti a casa suo figlio con l'uso della forza, e si accorda con la nobiltà e col re del Regno di Goa per dare alle fiamme il Grey Terminal in cambio di un titolo nobiliare. Dopo aver causato l'incendio, cerca di ripararsi in città, ma i nobili decidono di non aprirgli le porte, poiché non vogliono accettarlo come loro simile. In seguito affronta Ace e Curly Dadan, e viene da loro sconfitto. È doppiato da Akihiko Ishizumi e Marco Balbi.

## Little Garden

### Dori e Brogi
Dori (ドリー?, Dorī), detto "Il demone blu" (青鬼?, Aooni), e Brogi (ブロギー?, Burogī), detto "Il demone rosso" (赤鬼?, Akaoni), sono due giganti originari di Erbaf, cresciuti da bambini con Harald, futuro re dell'isola, e da adulti presero il comando dei pirati Guerrieri Giganti. Cento anni prima dell'inizio della storia i due uccisero un Re del mare ciascuno, ma una ragazzina chiese loro quale dei due fosse più grande, provocando così uno scontro tra i due giganti. Il resto del gruppo tornò ad Erbaf, lasciando i due capitani ad affrontarsi a Little Garden. Quando erano capitani, avevano una taglia di 100 milioni di berry sulla testa. Quando Rufy e compagni giungono sull'isola, Mr. 3, che li aveva seguiti, piazza una bomba nel rum di Dori e sabota il duello seguente per farlo perdere. Dopo il combattimento con Mr. 3 e dopo aver aiutato Rufy e la sua ciurma a lasciare l'isola, i due giganti si riappacificano e riprendono il loro secolare combattimento. Dopo i due anni intercorrenti tra la prima e la seconda metà della storia, si riconciliano con i loro vecchi sottoposti Oimo e Karsee e fanno ritorno a Erbaf per poi andare a soccorrere la ciurma di Rufy a Egghead: ciò determina il ritorno dopo più di un secolo dei pirati Giganti Guerrieri, il che fa sì che sulla testa di Dori e Brogi venga posta sulla testa una nuova taglia di 1.800.000.000 berry ciascuno. Sono doppiati rispettivamente da Daisuke Gōri e Tetsu Inada e in italiano da Maurizio Trombini e Tony Fuochi.

## Drum

### Pirati Bliking
I pirati Bliking (ブリキング海賊団?, Burikingu kaizoku-dan) sono una ciurma capitanata da Wapol e composta da coloro che un tempo governavano l'isola di Drum.

#### Wapol
Wapol (ワポル?, Waporu) era in origine il re di Drum, ma agiva in modo autoritario e crudele, preoccupandosi solo del suo bene personale. Per avere interamente nelle proprie mani la rinomata scienza medica di Drum, giunse addirittura a bandire tutti i dottori dal regno salvo venti che dovevano essere unicamente al suo servizio. Quando la ciurma di Barbanera attaccò l'isola, Wapol fuggì, diventando un pirata e fondando la ciurma dei pirati Bliking. Tempo dopo Wapol scoprì che Barbanera aveva lasciato il regno e decise così di ritornare a prenderne possesso. Viene però ostacolato e sconfitto dalla ciurma di Cappello di paglia. Appare in seguito nelle miniavventure a lui dedicate, in cui, atterrato su un'altra isola, prende a produrre giocattoli amati dai bambini, aprendo un'azienda tutta sua e sposando Miss Universo. Dopo il salto temporale viene rivelato che grazie alla creazione del Wapometal, i Nobili mondiali hanno concesso a Wapol un nuovo regno, chiamato Black Drum, su cui è andato a vivere assieme alla moglie; in qualità di re si presenta poi al Reverie. Assiste casualmente alla morte di Cobra per mano di Im e degli Astri di Saggezza: dopo essere stato scoperto, è costretto a fuggire portandosi dietro Bibi trovando rifugio alla sede del giornale di Morgans. Ha mangiato il frutto Paramisha Gnam Gnam (バクバクの実?, Baku Baku no Mi), che gli permette di mangiare qualsiasi oggetto e di assimilarne l'uso. Egli può inoltre acquisire i poteri di altre persone inghiottendole o fondere due o più persone insieme. Mangiando sé stesso, infine, può modificare la propria corporatura a seconda delle esigenze. Wapol è riapparso come antagonista principale nel film One Piece - Il miracolo dei ciliegi in fiore. È doppiato da Bin Shimada e Mario Zucca e Marco Balbi (ep. 751+) .

#### Altri membri dei pirati Bliking
Altri membri della ciurma oltre a Wapol sono: Chess (チェス?, Chesu), Scacco nell'edizione italiana dell'anime, un abile arciere vestito da giullare; e Cromarlimo (クロマリモ?, Kuromarimo), Kuromarino nell'edizione italiana dell'anime, un uomo dalla capigliatura afro che combatte con dei guanti che nascondono delle punte di acciaio. Per lo scontro con Chopper al castello reale di Drum vengono fusi insieme dal frutto Gnam Gnam di Wapol, ma sono sconfitti ugualmente con facilità. Sono doppiati rispettivamente da Yusuke Numata e Kenji Nomura e in italiano da Alberto Olivero e Silvio Pandolfi.

### Abitanti di Drum

#### Dorton
Dorton (ドルトン?, Doruton), chiamato Dolton nell'edizione italiana dell'anime, era una guardia del re di Drum Wapol, ma non condivideva i suoi metodi troppo autoritari e violenti. Ribellatosi dopo il sacrificio di Hillk, fu rinchiuso in prigione; venne liberato in seguito all'invasione della ciurma di Barbanera e assunse la carica di re. Nobile e coraggioso, Dorton si cura delle condizioni della popolazione e per questo tutti sull'isola si fidano di lui. Al ritorno di Wapol e della sua ciurma, Dorton si schiera a difesa del regno e dei suoi abitanti, ma viene ferito gravemente da Chess. Guarito dai venti medici a servizio di Wapol e dopo la sconfitta del tiranno, Dorton diventa ufficialmente il re di Drum, che rinomina Regno di Sakura. Dopo il timeskip si presenta al Reverie accompagnato da Kureha. Ha mangiato il frutto Zoo Zoo Cow Cow, modello bisonte (ウシウシの実 モデル野牛?, Ushi Ushi no Mi, Moderu Baison), che gli permette di trasformarsi in un bisonte; ciò gli conferisce una grande forza fisica. È doppiato da Kenichi Ono e Marco Balzarotti e Ivo De Palma (ep. 778+) .

#### Hillk
Hillk (ヒルルク?, Hiruruku), chiamato Hiruruku nell'edizione italiana dell'anime e Hiluluk in altri adattamenti, era un dottore di Drum e insieme a Kureha l'ultimo rimasto sull'isola. Da giovane era un ladro al quale era stata diagnosticata una malattia mortale, ma riuscì a guarire vedendo un albero di ciliegio in fiore. Dopo essere guarito, iniziò a credere che non ci fosse male al mondo che non potesse essere curato grazie alla fioritura dei ciliegi e prese a curare la gente, sebbene non ne avesse le competenze. In realtà il suo sogno più grande era quello di scaldare i cuori delle persone dell'isola gelata facendo fiorire i ciliegi e impiegò gli ultimi trent'anni della sua vita in questo progetto. In seguito adotta la piccola renna TonyTony Chopper e le insegna i rudimenti della medicina. Informato da Kureha della sua morte imminente, Hillk preferisce farsi saltare in aria piuttosto che essere catturato dagli uomini di Wapol. È doppiato da Shigeru Ushiyama e Sergio Romanò.

#### Kureha
Kureha (クレハ?), chiamata Koreka nell'edizione italiana dell'anime, è l'ultima dottoressa rimasta a Drum. Nonostante i suoi 139 anni, ha un corpo simile a quello di una giovane donna e si considera una giovane bellezza. A causa del suo trattamento atipico verso i pazienti, forza, solitudine e aspetto, è spesso chiamata "strega". Inoltre è un'accanita bevitrice e ha sempre una bottiglia con sé. Nonostante i suoi metodi poco ortodossi è un'ottima dottoressa, capace di curare malattie rare o molto gravi. Dopo aver diagnosticato a Hillk che gli mancavano pochi giorni da vivere, accolse riluttantemente la sua richiesta di far diventare Chopper un buon medico e gli insegnò tutto ciò che sapeva. Affezionatasi alla renna e intuendo i suoi sentimenti, incoraggia Chopper a unirsi alla ciurma di Cappello di paglia. Dopodiché porta a termine il sogno di Hillk, sparando in cielo una polvere chimica che crea un effetto simile ad una immensa fioritura di ciliegi. È doppiata da Masako Nozawa e Caterina Rochira.

## Alabasta

### Famiglia Nefertari
La famiglia Nefertari (ネフェルタリ家?, Neferutari-ke) è una stirpe di sangue reale che governa sul regno di Alabasta da almeno ottocento anni: al termine del Secolo buio, infatti, la regina di allora, Nefertari D. Lily (ネフェルタリ・D・リリィ?, Neferutari Dī Rirī), fu una dei venti regnanti che fondarono il Governo mondiale, ma si rifiutò (a differenza degli altri diciannove) di insediarsi a Marijoa e scomparve misteriosamente, motivo per cui il governo di Alabasta passò al fratello minore.

#### Nefertari Cobra
Nefertari Cobra (ネフェルタリ コブラ?, Neferutari Kobura) è il re di Alabasta e padre di Nefertari Bibi. Sovrano saggio e rispettato, tiene molto al regno e ai suoi abitanti. Scoperto che la siccità che durava da tre anni nel regno era dovuta alla Baroque Works, Cobra ordina all'esercito di prepararsi a marciare sul quartier generale nemico. Contemporaneamente, però, la Baroque Works invia Mr. 2 Von Clay a Nanohana, il quale, impersonando Cobra grazie ai poteri del suo frutto del diavolo, afferma di aver rubato la pioggia al regno per la sola capitale e facendo così infuriare gli abitanti che decidono di ribellarsi. Catturato dalla Baroque Works, Cobra è costretto a condurre Nico Robin al Poignee Griffe di Alabasta. Dopo la sconfitta di Crocodile, viene reso noto il complotto della Baroque Works e Cobra torna ad essere un sovrano amato. Due anni dopo, appare in condizioni di salute ormai precarie, che lo costringono su una sedia a rotelle, ma partecipa comunque al Reverie per poter conferire direttamente coi Cinque Astri di Saggezza sul Secolo vuoto, mosso dal suo confronto con Nico Robin due anni prima e, nel corso dell'assemblea, promuove insieme a re Riku Dold III di Dressrosa l'abolizione della Flotta dei Sette. Nel corso del suo colloquio con gli Astri, viene a conoscenza dell'esistenza di Im, scoperta che gli costa la vita e la colpa del suo assassinio viene attribuita a Sabo, che era invece intervenuto per tentare di salvarlo. È doppiato da Iemasa Kayumi, Toshiya Ueda (ep.512+) da Sergio Romanò e da Luca Ghignone (ep. 512).

#### Nefertari Bibi
Nefertari Bibi (ネフェルタリ・ビビ?, Neferutari Bibi) è la figlia di Cobra e la principessa di Alabasta. È stata cresciuta dal padre e dal fidato Igaram e fin da piccola ha come animale domestico un papero a lei molto devoto: Karl (カルー?, Karū). Anche se è una principessa, non si comporta in modo arrogante o egocentrico; si preoccupa del bene dei suoi sudditi e del suo paese e non esita a mettere in gioco la propria vita. In combattimento ricorre ad una danza chiamata Mermaidance (魅惑のメマーイダンス?, Miwaku no Memāidansu), che ha lo scopo di ipnotizzare o ammaliare l'avversario: nell'anime tale danza è stata sostituita da un profumo che ha lo stesso effetto. Le sue armi sono due gioielli affilati attaccati ad un filo e ai suoi mignoli con degli anelli, i quali, venendo fatti roteare velocemente, creano un'arma da taglio chiamata Peacock Slasher (孔雀スラッシャー?, Kujakki Surasshā).
Da bambina era solita uscire di nascosto per andare a giocare con i bambini della città di Alubarna, tra i quali Kosa, mostrandosi sempre una principessa molto attenta alla felicità e al benessere dei suoi sudditi. Anni dopo, quando lei e Igaram scoprirono il piano di Crocodile per rovesciare la famiglia reale e impadronirsi del regno, si infiltrò nella Baroque Works con il nome in codice di Miss Wednesday (ミス・ウェンズデー?, Misu Wensudē, Miss Mercoledì nell'edizione italiana dell'anime). Sotto queste spoglie incontra la ciurma di Cappello di paglia, ai quali rivela la sua identità e i traffici di Crocodile: assieme a loro visita Little Garden e il regno di Drum, giungendo ad Alabasta dove ormai imperversa una guerra civile. Durante gli scontri nella capitale tenta inizialmente di fermare i rivoltosi, riuscendoci dopo la sconfitta di Crocodile per mano di Rufy: terminato il conflitto i suoi compagni le chiedono di unirsi ufficialmente alla loro ciurma, ma lei rifiuta preferendo rimanere ad Alabasta per risanare il suo paese. Nonostante ciò continua a seguire le avventure della ciurma sui giornali, aiutando nel mentre il padre nelle faccende di stato: assieme a lui infatti, due anni dopo, si dirige al Reverie dove fa amicizia con Shirahoshi e Rebecca. Durante il Reverie il padre Cobra viene ucciso dagli Astri di Saggezza per aver scoperto l'esistenza di Im: Bibi riesce a salvarsi grazie a Wapol e a Morgans, assieme ai quali scopre le ultime notizie su Rufy. È doppiata da Misa Watanabe e in italiano da Elisabetta Spinelli.

### Esercito reale

#### Igaram
Igaram (イガラム?, Igaramu) è il capo della guardia reale. Si infiltra nella Baroque Works insieme a Nefertari Bibi sotto l'identità di Mr. 8, ma, smascherato, viene attaccato da Nico Robin. Travestendosi da Bibi, riesce tuttavia a depistare la Baroque Works, permettendo alla principessa di fare ritorno ad Alabasta. Ricompare in seguito a Nanohana dove smaschera il complotto di Crocodile e pone fine alla ribellione. Combatte con un sassofono che spara quando viene suonato e ha anche piccole pistole nei capelli, che estrae e utilizza grazie a un finto fiocco posto sul petto. È doppiato da Keiichi Sonobe e Mario Scarabelli.

#### Chaka
Chaka (チャカ?) è il guerriero più forte del regno insieme a Pell e una delle guardie reali di Alabasta. Quando i ribelli si avvicinano ad Alubarna, Chaka raccomanda ai soldati di combattere fino alla morte per garantire la sicurezza del re e della principessa. Cerca due volte di sconfiggere Crocodile per evitare il colpo di Stato, ma l'avversario lo sconfigge facilmente, ferendolo quasi mortalmente. Chaka è uno spadaccino e porta sempre una grossa spada sul fianco destro. Ha mangiato il frutto Zoo Zoo Dog Dog, modello sciacallo (イヌイヌの実 モデル ジャッカル?, Inu Inu no Mi, Moderu Jakkaru), che gli permette di trasformarsi in uno sciacallo, aumentando le sue prestazioni fisiche in battaglia. Inoltre ha allenato Kosa quand'era un ragazzino. È doppiato da Kihachirō Uemura e Andrea De Nisco.

#### Pell
Pell (ペル?, Peru) è il guerriero più forte del regno insieme a Chaka ed è una delle guardie reali di Alabasta. Compare per la prima volta quando salva Bibi da un gruppo di Millions; poi duella anche contro Nico Robin venendo sconfitto. Ripresosi, interviene per salvare Rufy dopo che questo si era scontrato con Crocodile e, aiutato anche da Robin, lo porta ad Alubarna. In seguito, si sacrifica eroicamente per trasportare la bomba posizionata da Crocodile per eliminare in un sol colpo i ribelli e l'esercito reale lontano dalla città; tuttavia riesce a salvarsi e dopo essersi curato nell'oasi di Goro fa ritorno ad Alabasta. Ha mangiato il frutto Zoo Zoo Avis Avis, modello falco (トリトリの実 モデル隼?, Tori Tori no Mi, Moderu Farukon) che gli permette di trasformarsi in un falco. Trasformandosi Pell ottiene, oltre alla capacità di volare, una maggiore velocità di spostamento e artigli affilati con cui attaccare i nemici. È doppiato da Kenji Nojima e Flavio Arras.

### Abitanti di Alabasta
- Kosa (コーザ?, Kōza) è un amico d'infanzia di Bibi, col quale ha legato in seguito a una zuffa, e leader del Clan Sand Sand in cui poi si è impegnato a introdurre la ragazzina. Viene ingannato come gli altri dalla Baroque Works e pensa che Cobra stia mettendo in atto una cospirazione, così inizia a sobillare la popolazione, diventando il capo dell'esercito ribelle che in seguito guida ad Alubarna. Durante l'attacco, Kosa entra nel palazzo reale e scopre la verità riguardo al piano di Crocodile per impossessarsi del regno; cerca quindi di avvertire i ribelli, ma è ferito da un agente della Baroque Works. Dopo la fine dell'ostilità, torna a Yuba e aiuta il padre Toto a ricostruire la città. Due anni dopo, viene mostrato nelle miniavventure dove si scopre che è diventato ministro dell'ambiente[64]. È doppiato da Takeshi Kusao e Davide Garbolino[65].
- Toto (トト?) è il padre di Kosa. Anche dopo l'esodo della popolazione, rimane ostinatamente a Yuba a cercare l'acqua, nutrendo fiducia incondizionata in Cobra. A Yuba incontra Bibi e i pirati di Cappello di paglia, e dona a Rufy una borraccia d'acqua che gli sarà fondamentale nello scontro con Crocodile. È doppiato da Masaaki Tsukada e Alberto Olivero[66].

## Jaya e Skypiea

### Ciurma di Bellamy
La ciurma di Bellamy (ベラミーの一味?, Beramī no ichimi) è un gruppo di pirati capitanati da Bellamy e a loro volta sottoposti di Donquijote Do Flamingo. I membri di questo gruppo credono nella cosiddetta "Nuova Era", in cui i pirati non cercano tesori leggendari ma si concentrano sull'accumulare quelli reali che si trovano intorno a loro, ridendo di chiunque creda ancora in quella che loro definiscono "l'epoca dei pirati sognatori". La ciurma di Bellamy nacque nella ricca città di Nortis, ma decisero di abbandonarla per divenire dei pirati, trovando noiosa la vita piena di comfort della città. Sconfitti da Rufy e usciti dalle grazie di Do Flamingo, i pirati di Bellamy raggiungono Skypiea e lì Bellamy perde la sua intera ciurma, ma riesce ad impossessarsi di una colonna d'oro che consegna a Do Flamingo, il quale lo fa diventare un suo subordinato

#### Bellamy
Bellamy (ベラミー?, Beramī), soprannominato "La iena" (ハイエナ?, Haiena), è il capitano della ciurma, un giovane pirata arrogante e crudele. Ha sulla testa una taglia di 55 milioni di berry, poi salita a 195 dopo il salto temporale. Compare per la prima volta a Jaya, dove si imbatte in Nami, Zoro e Rufy mentre stanno cercando informazioni su Skypiea e li deride e umilia, senza che questi reagiscano Scoperto che Montblanc Cricket ha trovato dell'oro, lo attacca ferendo lui, Mashira e Orangutan. Infuriato per ciò che è stato fatto ai suoi amici, Rufy decide di tornare in città per dare una lezione a Bellamy e lo sconfigge duramente. In seguito alla sua sconfitta viene punito da Do Flamingo, che lo caccia dalla sua cerchia. Due anni dopo partecipa al Colosseo di Dressrosa, e, una volta eliminato, riceve ordine da Do Flamingo di uccidere Rufy. Tuttavia esita e Do Flamingo dà prima ordine a Dellinger di sopprimerlo e poi lo manipola per attaccare Rufy, dal quale viene infine sconfitto. Dopo la sconfitta di Do Flamingo, fugge dall'isola insieme ai compagni di Rufy e si congeda da quest'ultimo. Durante le miniavventure, viene rivelato che Bellamy ha abbandonato la pirateria per dedicarsi alla tintura di merci in un'isola rinomata per tale attività, in particolare di Jolly Roger. Ha mangiato il frutto Paramisha Coil Coil (バネバネの実?, Bane Bane no Mi, Spring Spring nell'edizione italiana dell'anime), grazie al quale può trasformare parti del proprio corpo in molle, ottenendo la capacità di scagliarsi contro l'avversario ed effettuare potenti attacchi. Il suo nome deriva da quello del pirata del '700 Samuel Bellamy. È doppiato da Wataru Takagi e Gabriele Calindri e Claudio Beccari (solo episodio 207).

#### Cirkeys
Cirkeys (サーキース?, Sākīsu, Sarquiss), soprannominato "Bigknife" (ビッグナイフ?, Biggunaifu), è il vice di Bellamy, con cui condivide pienamente l'ideale della Nuova Era della pirateria. In combattimento impiega un grosso kukuri come arma, ma è comunque un pirata di scarso valore, visto la facilità con cui viene atterrato da Barbanera. Dopo la sconfitta della ciurma viene manipolato da Do Flamingo che lo costringe a ferire Bellamy. La sua taglia ammonta a 38 milioni di berry. È doppiato da Yūji Ueda e Gianluca Iacono.

### Famiglia Montblanc

#### Montblanc Noland
Montblanc Noland (モンブラン ノーランド?, Monburan Nōrando) è un uomo che visse quattrocento anni prima dell'inizio della narrazione ed è conosciuto come il bugiardo personaggio di una fiaba molto nota nel Mare Settentrionale. Secondo la fiaba, Noland era un esploratore che affermava di aver trovato un'isola piena d'oro, ma quando addirittura il re si mosse per recarsi sul posto, non trovò traccia dell'isola e lo fece giustiziare. In realtà Noland era approdato su Jaya, dove grazie alle sue conoscenze di botanica aveva aiutato la tribù Shandia ad arginare una malattia degli alberi e aveva trovato la città d'oro di Shandora. Tornato in seguito a Jaya, Noland non si era accorto che una porzione dell'isola era stata sbalzata in cielo dalla corrente Knock Up Stream, e venne per questo ritenuto un bugiardo. Durante i fatti di Dressrosa e Green Bit, Usop e Nico Robin scoprono che nel Regno di Tontatta Noland è considerato un eroe: in quanto l'uomo giunse nel regno dei nani e li aiutò a combattere contro gli uomini che stavano tentando di distruggere il loro regno. La sua arma era una lunga katana con l'elsa a forma di castagna; con essa è riuscito ad uccidere con un solo colpo un enorme serpente della stessa specie che Zoro e Wiper non riescono nemmeno a scalfire. Era anche un esperto botanico e medico essendo riuscito da solo a curare il villaggio degli Shandia dalla febbre del legno. È doppiato da Hōchū Ōtsuka e Diego Sabre.

#### Montblanc Cricket
Montblanc Cricket (モンブラン・クリケット?, Monburan Kuriketto) è il capo della coalizione della montagna delle scimmie e discendente di Montblanc Noland, a causa del quale è costretto a vivere nell'infamia. Proprio a causa di questo diventò un pirata, in quanto così sarebbe riuscito a sfuggire all'onta arrecatagli dal suo antenato. Tuttavia un giorno giunse sull'isola di Jaya e decise di voler cercare la città d'oro per provare l'innocenza del suo avo, riscattando anche il suo nome, e lasciò la sua vecchia ciurma, che non aveva intenzione di aiutarlo. Incontra per la prima volta la ciurma di Cappello di paglia quando questi arrivano nei pressi di casa sua, e li attacca, ma sviene a causa di un'embolia, causatagli dalle troppe immersioni fatte. I pirati gli prestano soccorso e diventano così amici. Rufy riesce infine a trovare la città d'oro e suona la campana d'oro, la quale viene udita anche da Cricket che, così, ha finalmente la conferma della veridicità delle parole del suo antenato. È doppiato da Takashi Taniguchi e Sergio Romanò.

### Coalizione della montagna delle scimmie
La coalizione della montagna delle scimmie (猿山連合?, Saruyama Rengō) è una flotta di pirati che opera a Jaya, abili ricercatori di tesori sommersi. Inizialmente diffidenti di Rufy e compagni, aiutano in seguito la ciurma di Cappello di paglia a recarsi su Skypiea, ma vengono attaccati da Bellamy. Il capo dell'alleanza è Montblac Cricket.
- Mashira (マシラ?) è somigliante ad un gorilla e sulla sua testa pende una taglia da 23 milioni di berry[74]. È doppiato da Aruno Tahara e in italiano da Riccardo Lombardo e Federico Danti (ep. 193-195).
- Orangutan (ショウジョウ?, Shōjō) è il fratello di Mashira somigliante ad un orango e con una taglia da 36 milioni di berry[75]. Possiede una voce molto particolare che usa come sonar per trovare relitti sommersi. È doppiato da Isamu Tanonaka e Riccardo Rovatti.

### Popolazione celeste

#### Gan Forr
Gan Forr (ガン・フォール?, Gan Fōru), Gan Foll nell'edizione italiana dell'anime, era il dio di Skypiea prima che Ener lo spodestasse. Nobile e premuroso, Gan Forr cerca di porre fine alla guerra quadrisecolare tra Shandia e abitanti del cielo; privato della sua carica, continua ad aiutare chi si trova in pericolo usando il nome di "Cavaliere celeste" (空の騎士?, Sora no kishi). Interviene quindi per aiutare la ciurma di Cappello di paglia e per salvare Konis e Pagaya dall'ira di Ener. In seguito e sconfitto da Shura e, ripresosi, da Ener. Dopo la sconfitta di Ener sia gli Shandia sia la popolazione celeste lo pregano di riprendere la sua posizione di dio. Nei due anni che seguono da via a una politica di pace e convivenza con gli Shandia. In combattimento ricorre ai Dial e a una lancia; cavalca inoltre Pierre (ピエール?, Piēru), un grosso uccello a pois che ha ingerito il frutto Zoo Zoo Ippo Ippo, che gli permette di trasformarsi in un cavallo alato. È doppiato da Jōji Yanami e Maurizio Scattorin.

#### Konis
Konis (コニス?, Konisu) è la figlia di Pagaya e la prima persona che la ciurma di Cappello di paglia incontra dopo essere entrata a Skypiea. È una ragazza amichevole, forte, coraggiosa, piena di speranza e si preoccupa del benessere altrui. È costretta a tradire la ciurma di Cappello di paglia contro la sua volontà, ma, non riuscendo a sopportare il peso del tradimento, confessa tutto, pronta ad accettare la punizione di Ener; dalla quale viene salvata in tempo da Rufy. Riappare sulla Going Merry mentre accudisce Sanji e Usop, fulminati da Ener. In seguito riesce a convincere la popolazione celeste a lasciare Angel Island prima che Ener la distrugga. È doppiata da Rieko Takahashi e Laura Brambilla.

#### Pagaya
Pagaya (パガヤ?) è il padre di Konis e un brillante inventore. Aiuta la ciurma di Rufy, nonostante essi siano etichettati come criminali. Dopo la battaglia rimette in funzione il Waver trovato da Nami. È doppiato da Mahito Ōba e Mario Scarabelli.

### Ener e suoi seguaci
I sacerdoti dell'Upper Yard sono i quattro principali aiutanti di Ener, il dio di Skypiea. Hanno poteri diversi ma sono tutti generati dai Dial. Possono inoltre usare il Mantra, un'abilità innata che permette di prevedere le mosse dell'avversario. Provenienti dall'isola del cielo Bilca, si diressero verso Skypiea dopo averla distrutta e sconfissero l'allora dio Gan Forr. Ener diventò così il nuovo dio di Skypiea e nominò i suoi quattro seguaci suoi sacerdoti. Al servizio di Ener vi sono, oltre ai sacerdoti, cinquanta soldati capeggiati da Yama, che formano il suo esercito divino.

#### Ener
Ener (エネル?, Eneru), Eneru nell'edizione italiana dell'anime, è il dio di Skypiea. Sebbene "dio" rappresenti tradizionalmente solo l'appellativo usato per il regnante dell'isola del cielo, Ener lo prende alla lettera, obbligando la popolazione a venerarlo e servirlo. Ha ingerito il frutto Rogia Rombo Rombo (ゴロゴロの実?, Goro Goro no Mi), che gli consente di tramutare il suo corpo in elettricità, produrre scariche elettriche e muoversi alla velocità del fulmine. Inoltre è in grado di ricorrere al Mantra, il quale, potenziato dalle onde elettromagnetiche prodotte dal suo frutto del diavolo, gli permette di estendere il suo udito a tutta Skypiea e di punire immediatamente chi osa parlare contro di lui. Il suo sogno è quello di raggiungere e conquistare il Warth fatato, un territorio che si trova ancora più in alto dell'Upper Yard, e che si scopre essere la Luna. A questo scopo si fa costruire l'imponente Arca Maxim (方舟マクシム?, Hakobune Makushime), una nave volante creata con l'oro prelevato dalla città di Shandora. All'arrivo della ciurma di Cappello di paglia, dà inizio a un gioco di sopravvivenza in cui sconfigge Sanji, Usop, Kamakiri e Laki. Quindi si reca nella città di Shandora per accogliere i sopravvissuti: Gan Forr, Nico Robin, Zoro e Wiper, i quali rifiutano la proposta di partire con lui e vengono sconfitti. Una volta fatta decollare l'Arca Maxim, Ener distrugge Angel Island con il suo potere ampliato da delle nuvole temporalesche create dall'arca, ma l'intervento di Rufy, che lo sconfigge, salva Shandora e tutti gli abitanti del cielo. Come mostrato nelle miniavventure, alla fine Ener riesce a raggiungere il Warth Fatato e qui, dopo aver sistemato i pirati spaziali e aver scoperto l'origine dei popoli di Shandora, Skypiea e Bilca, forma un esercito di robottini pronto alla conquista della Luna. È doppiato da Toshiyuki Morikawa da Giorgio Bonino.

#### Satori
Satori (サトリ?) è il responsabile della prova della sfera ed è il primo sacerdote a comparire. Mette in difficoltà Rufy e Sanji con il suo Mantra e degli Dial Impact posizionati sotto ai guanti. Satori può creare, con degli appositi Dial, sfere che hanno diversi effetti, dall'esplosione all'uscita di un fiore; unendole dà luogo al suo attacco più potente, un drago di sfere esplosive. Viene infine immobilizzato da Rufy e finito da Sanji con un poderoso calcio. Satori ha inoltre due fratelli gemelli che fanno parte dell'esercito divino, Hotori e Kotori (ホトリとコトリ?) che vengono sconfitti da Nami e Gan Forr. È doppiato da Yasuhiro Takato e Riccardo Peroni.

#### Gedatsu
Gedatsu (ゲダツ?) è il supervisore della prova della palude. È un uomo molto bislacco, e molto spesso si comporta in maniera assurda senza rendersene conto. Usa dei Dial per emettere dalle mani delle particolari nubi in grado di intrappolare l'avversario e ha ai piedi dei Milky Dial per volare. Inoltre può servirsi del Jet Dial, per dare una spinta enorme al suo pugno. Viene sconfitto da Chopper, il quale, togliendogli un Milky Dial dal piede, lo rende incapace di volare e lo fa rimanere intrappolato nella sua stessa palude. Successivamente, come viene mostrato nelle miniavventure, cade da Skypiea e finisce nell'oasi di Yuba ad Alabasta. Nel Mare Blu si rende utile aiutando a rimettere a posto l'oasi e costruendo una sorgente termale che verrà a visitare anche la principessa Nefertari Bibi. È doppiato da Masaya Takatsuka e Sergio Romanò.

#### Shura
Shura (シュラ?) è il supervisore alla prova del filo, un posto nella foresta dell'Upper Yard dove sono tesi centinaia di fili invisibili che immobilizzano chi ci si avventura. La sua arma è una lancia con al suo interno un Dial riscaldatore che la rende incandescente, chiamata Heat Javelin (熱の槍 (ヒートジャベリン?, Hīto Jaberin). Inoltre, Shura è solito cavalcare Fuza (フザ?), un grosso uccello rosso in grado di sputare fuoco grazie ad un Dial riscaldatore inserito nel becco. Shura sconfigge Chopper e Gan Forr, ma viene sopraffatto da Wiper con l'uso del Dial Reject. È doppiato da Shin'ichirō Ōta e Marcello Cortese.

#### Ohm
Ohm (オーム?, Ōmu) è il responsabile della prova del ferro, che si svolge in un'arena con dei pulsanti nascosti nel terreno che fanno scattare una serie di trappole. Si lamenta sempre del fatto che gli esseri umani, pur sapendo di avere un'esistenza limitata, cerchino in continuazione la felicità, vivendo atroci sofferenze, e crede che uccidendoli possa salvarli, in quanto chi è morto non ha desideri né problemi. Ohm maneggia una spada fatta di una nuvola ferrosa, con un Dial nell'impugnatura che permette di allungarla e deformarla per colpire i nemici anche a distanza. È accompagnato da Holy (ホーリー?, Hōrī), un grosso cane addestrato a stare in piedi su due zampe; è molto fedele a Ohm, che gli ha insegnato le arti marziali, però è decisamente tonto e obbedisce a chiunque, tendenzialmente al più forte. Dopo aver sconfitto Chopper, Ohm si chiude in una gabbia di fil di ferro insieme a Gan Forr, alcuni Shandia, il serpente gigante Nola, alcuni soldati dell'esercito divino e Zoro, che lo sconfigge dopo un accanito combattimento. È doppiato da Eiji Takemoto e Alberto Olivero.

#### Yama
Yama (ヤマ?, Yama)) è il capo dell'esercito divino fedele ad Ener. Ha un'elevata forza fisica e, nonostante la sua mole, un'incredibile agilità. Possiede inoltre una cintura con dieci Axe Dial, chiamata Ten-Fold Axe (10連斬撃?, Jūren Akkusu), che, usata in combinazione con la sua mole, può contemporaneamente schiacciare e tagliare i suoi nemici. Dà prova della sua forza sconfiggendo il guerriero shandia Genbo, venendo però battuto poco dopo da Nico Robin, furiosa perché durante il loro combattimento Yama aveva deliberatamente danneggiato delle antichissime rovine. È doppiato da Hidenari Ugaki e Cesare Rasini.

### Shandia
Gli Shandia (シャンディア?) sono una tribù che vive nei pressi di Skypiea. Come gli abitanti di Skypea possiedono delle piccole ali sulla schiena, caratteristica che avevano ben prima di arrivare in cielo. Quattrocento anni prima della narrazione gli Shandia abitavano sull'isola di Jaya, proteggendo Shandora, la città d'oro, dagli stranieri. Erano una delle culture più rilevanti della Rotta Maggiore, ma durante il secolo vuoto furono invasi dai venti regni, poiché essi custodivano un Poignee Griffe. Riuscirono a respingere gli invasori, ma il loro regno finì in rovina e rimase in vita soltanto una piccola tribù. Un giorno vennero colpiti da un'epidemia degli alberi che uccise molti di loro, ma vennero salvati da Montblanc Noland. Qualche anno dopo, a causa della Knock Up Stream, essi vennero scagliati insieme ad una parte dell'isola nei mari del cielo, dove iniziarono un conflitto con gli abitanti di Skypiea per il possesso dell'Upper Yard, cioè la parte di Jaya giunta in cielo.

#### Wiper
Wiper (ワイパー?, Waipā), discendente di Calgara, è il guerriero più potente degli Shandia. Il suo sogno è riuscire a eliminare Ener e riprendere possesso dell'Upper Yard. È molto impulsivo, orgoglioso e di indole aggressiva. Le sue armi sono un bazooka e un Dial Reject, specie estinta di Dial con la stessa funzione di un Dial Impact, ma che risulta essere dieci volte più potente e che danneggia severamente chi lo usa, tanto che se non si è molto resistenti si muore dopo averlo usato un paio di volte. È l'uomo che la ciurma di Cappello di paglia incontra al loro arrivo nel cielo, coperto da una maschera, e che viene allontanato da Gan Forr. In seguito, lui e i suoi uomini attaccano l'Upper Yard e Wiper sconfigge Shura. Durante lo scontro alle rovine di Shandora, riesce praticamente ad uccidere Ener, che però poi si rianima grazie ai poteri del suo frutto e lo fulmina facendolo svenire. Dopo essere rinvenuto e aver appreso le motivazioni di Rufy, Wiper aiuta ad inclinare il Giant Jack per permettere al giovane di raggiungere Ener. Nelle miniavventure si scopre che due anni dopo è diventato il capitano delle guardie di Gan Forr. È doppiato da Masaki Aizawa e Gabriele Calindri.

#### Aisa
Aisa (アイサ?) è una bambina Shandia con il dono del Mantra. Molto legata a Laki, vorrebbe diventare una potente guerriera come gli altri Shandia, ma spesso è spaventata da Wiper a causa della sua irruenza. È lei a rivelare alla sua tribù la sconfitta di Satori e Gan Forr, dato che col Mantra riesce a percepire le loro voci che svaniscono. In seguito, per cercare di fermare le violenze, si reca nell'Upper Yard e lì incontra la ciurma di Cappello di paglia; nonostante inizialmente sia diffidente, fa amicizia con loro e aiuta anche Rufy a trovare Ener. Il suo nome deriva dallo smergo. È doppiata da Masami Suzuki e Sabrina Bonfitto.

#### Calgara
Calgara (カルガラ?, Karugara) era il più forte combattente degli Shandia quattrocento anni prima dell'inizio della narrazione e l'antenato di Wiper. In passato difendeva il suo villaggio dall'assalto di tutti i pirati che passavano per la sua isola, depredandoli a sua volta. Di primo impatto irascibile e scontroso, si rivela una persona onesta e leale, stringendo una profonda amicizia con Montblanc Noland, il quale era riuscito a limitare l'espandersi della malattia degli alberi che stava decimando la sua popolazione. Quando l'Upper Yard venne mandato nel cielo, Calgara cadde nel tentativo di salvare la sua patria dall'invasione della popolazione celeste. Combatteva con una lancia e possedeva una grande forza fisica. In alcune occasioni utilizzava un'enorme palla di ferro legata ad una catena per affondare le navi nemiche. È doppiato da Hidekatsu Shibata e Riccardo Lombardo.

#### Altri Shandia
- Braham (ブラハム?, Burahamu) è uno tra i guerrieri più forti di Shandora e usa due pistole con un Flash Dial incorporato, chiamate Flash Gun (閃光銃?, Furasshu Gan), coi quali abbaglia i nemici per poi sparargli, e un Milky Dial che usa per spostarsi ovunque. Si scontra con Zoro e viene sconfitto anche se inizialmente riesce a metterlo in difficoltà. È doppiato da Kenji Nomura e Mario Zucca.
- Genbo (ゲンボウ?, Genbō) è il guerriero Shandia più grosso. Usa come arma un bazooka che spara palle di ferro, col quale sconfigge alcuni componenti dell'esercito divino, ma viene sconfitto facilmente da Yama. È doppiato da Osamu Ryūtani e da Riccardo Rovatti.
- Kamakiri (カマキリ?) è un guerriero che viaggia su uno skateboard e combatte con una lancia che nasconde nel manico un Breath Dial, il quale se azionato sprigiona una lama di gas incendiato, il Burn Blade (燃焼剣?, Bān Burēdo). Viene sconfitto da Ener. È doppiato da Keisuke e Stefano Albertini.
- Laki (ラキ?, Raki) è una buona amica di Kamakiri e Aisa. Qualche volta entra in conflitto con Wiper a causa del loro diverso modo di pensare; la sua arma è un fucile. Mentre cerca di avvisare Wiper della potenza di Ener, quest'ultimo la ferma e la neutralizza con una potente scarica. È doppiata da Michie Tomizawa e Stefania Patruno.
- Nola (ノーラ?, Nōra) è un gigantesco serpente che vive nell'Upper Yard. Senza volerlo ingoia Rufy, Nami, Aisa e Gan Forr, i quali scoprono che al suo interno si trovano delle rovine, per poi uscirne. Ener, infastidito dalla sua incontrollabilità, lo fulmina e gli fa perdere i sensi. Durante la battaglia finale tra Rufy ed Ener, quando il pirata ha bisogno che il Giant Jack venga inclinato, Nola si scaglia contro la pianta, facendola vacillare e svenendo nuovamente. Dopo la battaglia, inizia a convivere pacificamente con la popolazione celeste. Suo nonno, Kashi (カシ神?, Kashigami) era venerato come un dio dagli antichi Shandia.

## Longring Longland

### Tonjit
Tonjit (トンジット?, Tonjitto) è un anziano nomade che vive a Longring Longland. È una persona molto gentile e semplice, che rimase intrappolata per dieci anni su un paio di trampoli fatti di canne di bamboo alte diverse centinaia di metri, perdendo così il traino della sua tribù che nel frattempo si era spostata su un'altra isola dell'arcipelago approfittando della bassa marea. Quando i protagonisti giungono sull'isola, Rufy viene spaventato dai due bamboo e li spezza con un calcio, facendo cadere Tonjit a terra. La sua cavalla, Shelly, viene catturata da Foxy, ma viene in seguito liberata da Rufy durante il Davy Back Fight. Tonjit riesce in seguito ad attraversare il mare cavalcando Shelly grazie all'ammiraglio Aokiji, che ghiaccia tutto il mare dell'arcipelago di Longring Longland. Negli episodi filler dell'anime, Tonjit si presta anche come giudice ad una prova ed infine raggiunge la sua famiglia grazie a suo nipote e alla sua talpa, e non grazie ad Aokiji. È doppiato da Naoki Tatsuta e Maurizio Scattorin.

### Ciurma di Foxy
La ciurma di Foxy (フォクシーの味?, Fokushī no ichimi) è un gruppo di pirati specializzato nel Davy Back Fight (デービーバックファイト?, Dēbī Bakku Faito), una competizione fra pirati in tre match dove si mettono in palio i componenti delle due ciurme. Foxy, il capitano della ciurma, ha vinto 920 volte, ottenendo 499 sottoposti; i componenti della ciurma gli sono tutti fedeli e orgogliosi di esserne entrati a far parte. Giunto a Longring Longland, Foxy spara a Sherry, la cavalla di Tonjit, per impossessarsene, facendo andare su tutte le furie Rufy che accetta di sfidarlo al Davy Back Fight. Dopo aver perso e ripreso Chopper nei primi due match, la ciurma di Cappello di paglia esce vincitrice quando Rufy sconfigge Foxy nella terza sfida. Invece di prendere un membro della ciurma rivale, Rufy decide di sottrarre la loro bandiera pirata e di sostituirla con una nuova disegnata piuttosto malamente da lui. Nell'anime il Davy Back Fight è stato allungato e alcuni match modificati. Da ultimo Rufy sconfigge Foxy e riprende Robin e Chopper insieme a 497 dei 499 subordinati di Foxy e alla sua bandiera; quindi libera i nuovi componenti della ciurma nemica appena ottenuti, che si mettono a inseguire il loro vecchio capitano.

#### Foxy
Foxy (フォクシー?, Fokushī), detto "La volpe argentata" (銀キツネ?, Gin-kitsune), è il capitano della ciurma. Sulla sua testa pende una taglia di 24 milioni di berry. Nonostante si mostri sempre sicuro di sé, si preoccupa eccessivamente per le opinioni che gli altri hanno su di lui, tanto che per un semplice insulto da parte di un nemico ha sempre un'improvvisa depressione. Sfida con la sua ciurma i pirati di Cappello di paglia al Davy Back Fight, ma, nonostante le sue scorrettezze, viene sconfitto. Nell'anime ricompare in seguito due volte: prima poco dopo il Davy Back Fight per cercare di riconquistare la sua ciurma e vendicarsi di Rufy; poi, dopo gli eventi di Thriller Bark, a Spa Island, un'isola di villeggiatura dove cerca di rubare a una bambina gli appunti che suo padre ha scritto su come creare una speciale gemma. Foxy ha mangiato il frutto Paramisha Noro Noro (ノロノロの実?, Noro Noro no Mi); ciò gli permette di emettere dalle mani un raggio ad anelli, che rallenta per trenta secondi ogni corpo che ne viene investito. Inoltre, se una persona colpita dal raggio riceve dei colpi, li accusa tutti insieme allo scadere del tempo. È doppiato da Bin Shimada e Giorgio Bonino.

#### Altri membri della ciurma di Foxy
- Polluce (ポルチェ?, Poruche) è la spalla di Foxy e una giovane donna dal naso appuntito che partecipa alla prima prova. Cerca di attaccare la barca di Nami, Usop e Robin con una specie di bastone da parata che lancia una raffica di rose che al posto del gambo hanno coltelli. Grazie all'aiuto di Foxy che blocca la barca di Nami con il Raggio Noro Noro, riesce ad arrivare prima. Avendo vinto, decide di prendere dalla ciurma di Cappello di paglia Chopper, perché lo trova estremamente carino. È doppiata da Sara Nakayama e Debora Magnaghi.
- Hamburg (ハンバーグ?, Hanbāgu) è la spalla di Foxy e un uomo corpulento, simile a un gorilla. Nonostante sia il più piccolo in dimensioni, è leader dei Groggy Monster e partecipa alla seconda prova contro Zoro e Sanji. Come arma utilizza due grosse clave di ferro. È doppiato da Hirohiko Kakegawa e Massimiliano Lotti.

## Water Seven

### Galley-La Company
La Galley-La Company (ガレーラカンパニー?, Garēra Kanpanī), Galley Company nell'edizione italiana dell'anime, è un'organizzazione che riunisce tutti i carpentieri dell'isola di Water Seven. Precedentemente alla sua creazione, a Water Seven si trovavano sette compagnie. L'economia dell'isola era carente, a causa degli scarsi collegamenti, e la grande concorrenza non aiutava. La costruzione del treno marino, però, permise un maggiore volume di scambi e la stessa Water Seven conobbe una nuova rinascita commerciale ed economica. Il suo capo, Iceburg, diventato poi anche sindaco della città, iniziò a lavorare per un'unione fra le compagnie e, grazie alle sue capacità di mediazione, riuscì nel suo intento. Sorse così la Galley-La Company, diventata poi il fornitore ufficiale del Governo mondiale per quanto riguarda le navi. All'interno della compagnia si infiltrano tuttavia tre agenti del CP9, Rob Lucci, Kaku e Califa, inviati dallo stesso Governo per recuperare i progetti dell'Arma ancestrale Pluton, che si presumeva fossero custoditi da Iceburg, allievo di Tom, loro precedente possessore.

#### Iceburg
Iceburg (アイスバーグ?, Aisubāgu), Iceberg nell'edizione italiana dell'anime, è il sindaco della città di Water Seven e il presidente della Galley-La Company. Uomo serio e integerrimo, è molto amato dagli abitanti di Water Seven e dai suoi dipendenti. Iceburg era, insieme a Cutty Flam, un allievo del brillante carpentiere Tom e viveva insieme a questi ultimi e a Kokoro. Prima di venire accusato tramite una cospirazione del CP5 e condotto a Enies Lobby, Tom lasciò i progetti di Pluton ad Iceburg. Egli decise poi di affidarli a Cutty Flam che, dopo essere creduto morto da tutti, era diventato un cyborg chiamato Franky. Otto anni dopo, il CP9, attraverso tre infiltrati e Nico Robin, esegue un attentato ai suoi danni al fine di rubargli i progetti, ma è salvato da Chopper. Iceburg ripara quindi il secondo treno del mare, il Rocket Man, per consentire a Rufy, Zoro, Nami e Chopper di raggiungere il resto della ciurma a Enies Lobby; sistema inoltre la Going Merry per permetterle il suo ultimo viaggio in aiuto della ciurma. Dopo la sconfitta del CP9, lui e alcuni membri della Galley-La aiutano Franky a costruire la Thousand Sunny; proprio Iceburg dà il nome alla nuova nave della ciurma di Cappello di paglia. È doppiato da Izō Oikawa e Marco Balbi.

#### Altri membri della Galley-La Company
- Pauly (パウリー?, Paurī) è a capo del reparto sartiame ed alberatura. Tra i cinque capomastri è il più rispettato e quello più vicino e legato ad Iceburg. Combatte usando delle lunghe corde, con uno stile che ha chiamato Rope Action. Sembra esserci, fra lui e Rob Lucci, un'accesa rivalità e i due combattono spesso, ma non portano mai il duello al termine, anche perché il secondo non si impegna mai a fondo. Prevedendo che i sospetti sarebbero ricaduti su Pauly, Iceburg gli aveva affidato dei progetti falsi di Pluton; quando in seguito viene attaccato subisce una pesante sconfitta da parte di Lucci. Si reca poi, insieme a Tilestone e Peepley Lulu, a Enies Lobby per aiutare la ciurma di Cappello di paglia. Dopo la battaglia diventa il vicepresidente della Galley-La[81]. È doppiato da Takahiro Yoshimizu e Simone D'Andrea.
- Peepley Lulu (ピープリー･ルル?, Pīpurī Ruru) dirige il reparto paranchi, pece e fabbroferraio. Ha sempre un ciuffo di capelli in disordine e, quando prova ad appiattirlo, questo spunta da un'altra parte. Spesso sta scamiciato e nel farlo esibisce una serie di vistosi tatuaggi al torace. Combatte sempre con due armi, una per mano, che cambiano ogni volta. Durante l'attacco alla Galley-La Company, utilizzando due spade, cerca di fermare Califa, ma dopo un breve combattimento viene battuto con un solo colpo da quest'ultima. Dopo essersi medicato si reca, insieme a Pauly e Tilestone, a Enies Lobby per aiutare la ciurma di Cappello di paglia. Combatte insieme a Pauly, Tilestone e la Franky Family contro Oimo e Karsee, sconfiggendoli. È doppiato da Shin'ichiro Ōta e in italiano da Dario Oppido e Raffaele Farina (ep. 256+).
- Tilestone (タイルストン?, Tairusuton) capeggia il reparto saldatura e falegnameria. È un uomo imponente e decisamente forzuto, con una barba bianca, che non riesce a dire qualcosa senza urlarlo. In battaglia sfrutta soprattutto la sua forza elevata per distruggere gli avversari, ma per i nemici a distanza usa una specie di bazooka che regge e utilizza con una mano sola. Durante l'attacco alla Galley-La cerca di attaccare Blueno, il quale lo sconfigge con un solo pugno. Ripresosi, si reca, insieme a Pauly, Peepley Lulu e la Franky Family, ad Enies Lobby per aiutare la ciurma di Cappello di paglia, dove affronta marine e i giganti Oimo e Karsee. È doppiato da Shin'ichiro Ōta e Sergio Romanò.

### Franky Family
Franky Family (フランキー一家?, Furankī Ikka) è un gruppo di smantellatori di navi che operano a Water Seven ed il loro capo è Franky. I membri dell'organizzazione sono tutti uomini che desideravano lavorare alla Galley-La Company come carpentieri ma non furono ammessi, riducendosi a compiere azioni illegali; Franky li raccolse, dando loro un lavoro e un posto dove dormire. Per arrotondare gli introiti, i membri della Franky Family compiono talvolta piccoli furti o agiscono come cacciatori di taglie. All'arrivo della ciurma di Cappello di paglia a Water Seven, rubano a Usop 200 milioni di berry che Franky usa per comprare il legno dell'Albero Adam e, per vendetta, Rufy, Zoro, Sanji e Chopper distruggono la loro base e li sconfiggono tutti. Tuttavia, quando Franky viene catturato dal CP9 per estorcergli i progetti di Pluton, si coalizzano con Rufy e la sua ciurma per cercare di liberarlo. Tornati a Water Seven, i membri della Franky Family convincono la ciurma di Cappello di paglia ad accettare Franky come carpentiere. In seguito, vengono convocati in massa alla Galley-La Company in vista di un colloquio di lavoro, per assumerli e smaltirli nei vari settori della compagnia.

#### Zambai
Zambai (ザンバイ?, Zanbai) è il leader della Franky Family in assenza di Franky. Era uno dei criminali più temuti dei bassifondi e dopo essersi scontrato ed essere stato sconfitto da Franky, si unì a lui insieme ai suoi sottoposti, diventando uno smantellatore. È uno dei membri più abili a combattere ed è armato con un bazooka e una katana. Appare per la prima volta, capeggiando alcuni sottoposti, mentre assalta la Going Merry, saputo dello sbarco della ciurma di Cappello di paglia a Water Seven, e desideroso di impossessarsi della taglia che pende sulla testa di alcuni di loro. Durante la missione di salvataggio ad Enies Lobby aiuta Rufy e la sua ciurma ad abbattere i marine per raggiungere i membri del CP9 alla Torre di Giustizia e trattiene il giudice Baskerville insieme ai suoi quattro sottoposti. È doppiato da Kenta Miyake e Claudio Ridolfo.

#### Mozu e Kiwi
Mozu e Kiwi (モズとキウィ?, Mozu to Kiwi), conosciute come le "Square Sisters" (スクエアシスターズ?, Sukuea Shisutāzu) a causa del loro taglio di capelli, sono due giovani ragazze molto simili tra loro che accompagnano Franky ovunque ed imitano i suoi movimenti; entrambe hanno un lungo naso. A Enies Lobby dimostrano di essere delle brave spadaccine combattendo contro Karsee insieme a Pauly, Peepley Lulu, Tilestone e la Franky Family. Aiutano poi la ciurma di Cappello di paglia a raggiungere la Torre della Giustizia. Come mostrato nelle miniavventure, due anni dopo gli eventi di Enies Lobby diventano delle bariste a Water Seven. I loro nomi provengono dall'averla testaditoro (in giapponese mozu) e dal kiwi. Sono doppiate rispettivamente da Miki Fukui e Yuka Shioyama e in italiano da Laura Brambilla e Gea Riva.

### Abitanti di Water Seven

#### Tom
Tom (トム?, Tomu) è un uomo-pesce di tipo pesce scatola cornuto, noto per essere un leggendario carpentiere. Nato sull'isola degli uomini-pesce, decide poi di andare a vivere a Water Seven insieme a Kokoro, e prende con sé due allievi, Iceburg e Cutty Flam. Orgoglioso ma gentile, Tom non discrimina gli umani e accetta di costruire navi per chiunque, anche per i pirati. Fra le altre, costruì anche la nave di Gol D. Roger, la Oro Jackson, e questo suo coinvolgimento gli procurò una condanna da parte del Governo mondiale. A causa del suo contemporaneo impiego nella costruzione del Treno del mare, il giudice decise di sospendere il giudizio e concesse a Tom dieci anni per portare a termine i lavori, durante i quali crea il Rocket Man (ロケットマン?, Rokettoman), un prototipo non funzionante in quanto ingovernabile, e il Puffing Tom. Tuttavia, Tom era anche il proprietario dei progetti di Pluton, dei quali il Governo mondiale era da tempo in cerca, e per ottenerli mandò l'agente Spandam a incastrare Tom, facendolo così condannare nuovamente. Venne quindi condotto a Enies Lobby dove fu giustiziato, non prima però di aver ceduto i progetti al suo allievo Iceburg. È doppiato da Yasuo Muramatsu e Pietro Ubaldi.

#### Kokoro
Kokoro (ココロ?) è la bigliettaia del Puffing Tom e vive presso la stazione del treno a poca distanza da Water Seven. È una sirena icefish. Originariamente era stata concepita dall'autore come un uomo. Un tempo era la segretaria di Tom e per questo una figura materna per Cutty Flam e Iceburg. È lei a svelare alla ciurma di Cappello di paglia, alla Franky Family e alla Galley-La Company che esiste un altro Treno del mare, il Rocket Man e a guidarli verso Enies Lobby per salvare Nico Robin e Franky. In seguito, salva Zoro, Nami, Sogeking, Sanji e Chopper dall'inondazione formatasi nel tunnel sotto il Ponte dell'Esitazione a causa di Rob Lucci. È doppiata da Ako Mayama e in italiano da Caterina Rochira.

#### Chimney
Chimney (チムニー?, Chimunī) è l'iperattiva nipote di Kokoro, che accompagna in lungo e in largo nei suoi viaggi. Il suo animaletto domestico, da cui non si separa mai, è Gonbe (ゴンベ?), un gattoniglio blu, un animale che è un misto tra gatto e coniglio. È Chimney a scoprire il passaggio segreto nella Torre di Giustizia ad Enies Lobby e salvare Rufy mentre annegava per raggiungere Spandam. È doppiata da Chiwa Saitō e Marisa Della Pasqua.

## Thriller Bark

### Pirati Rolling
I pirati Rolling (ローリング海賊団?, Rōringu kaizoku-dan) sono una ciurma che compare a Thriller Bark; in tale occasione vengono aiutati dalla ciurma di Cappello di paglia a recuperare le loro ombre, sottratte in precedenza da Gekko Moria per creare degli zombie alle sue dipendenze. Sono in viaggio dal Nuovo Mondo verso la prima metà della Rotta Maggiore.

#### Charlotte Laura
Charlotte Laura (ローラ?, Shārotto Rōra) è il capitano dei pirati Rolling nonché la ventitreesima figlia di Big Mom. Ha l'abitudine di chiedere a chiunque di sposarla; questo aspetto è motivo del suo soprannome, "La pretendente" (求婚?, Kyūkon). Tuttavia, è una donna d'onore e non esita a mettere a repentaglio la propria vita per proteggere i suoi alleati. Non volendo che la madre la destinasse a un matrimonio politico con Loki, principe di Erbaf, decise di abbandonarla per cercarsi un marito da sola. Prima della sua fuga ricopriva il ruolo di ministro del cioccolato (チョコレート大臣?, Chokorēto Daijin) di Tottoland. Tre anni prima dell'inizio della storia, giunse a Thriller Bark dove le fu rubata l'ombra da Moria insieme a quelle dei suoi sottoposti, con la quale è stato creato uno zombie femminile con corpo da facocero chiamata anch'essa Laura. Per evitare di morire, passò gli anni seguenti nascondendosi nel bosco per evitare la luce solare e, durante questo tempo, scoprì che, catturando le ombre degli zombie purificati, si potevano inserire nei corpi delle persone per dotarle di nuove abilità. Aiuta così Rufy a diventare Nightmare Rufy. Dopo la sconfitta di Moria, consegna a Nami una Vivre Card per farla giungere a sua madre nel Nuovo Mondo. Ricompare due anni dopo nelle miniavventure, nelle quali si ricongiunge con la sorella e col padre Pound, e sposa Gotti, membro dei pirati Firetank. È doppiata da Aya Hisakawa e in italiano da Rosa Leo Servidio e Jenny De Cesarei.

#### Fratelli Risky
I fratelli Risky (リスキー兄弟?, Risukī kyōdai) sono il braccio destro di Laura e due persone molto generose e riconoscenti. Presentano caratteristiche fisiche diametralmente opposte: uno è basso e tozzo e indossa un copricapo blu che gli nasconde parte del volto, mentre l'altro ha un fisico molto magro e porta i capelli acconciati in un'ampia chioma. Con le loro ombre, Moria ha creato una coppia di zombie scoiattoli. Quando Orso Bartholomew causa lo svenimento dei presenti, essi e Brook sono gli unici ad assistere al confronto tra Zoro e il membro della Flotta dei Sette e, al risveglio dei pirati di Rufy, vorrebbero raccontare ciò che è successo ma vengono fermati da Sanji che, ascoltato il racconto, proibisce loro di riferirlo agli altri. Sono doppiati da Yūsuke Numata e Tamotsu Nishiwaki e in italiano da Diego Sabre e Matteo Zanotti.

### Pirati Rumbar
I pirati Rumbar (ルンバー海賊団?, Runba kaizoku-dan) erano una ciurma pirata attiva circa cinquant'anni prima dell'inizio della storia e della quale faceva parte Brook. Era una ciurma allegra e felice che prendeva il nome dalla passione dei suoi componenti per la musica.

#### Calico Yooki
Calico Yooki (キャラコのヨーキ?, Kyariko no Yōki) era il capitano della ciurma, una persona cordiale che amava divertirsi. Viene menzionato per la prima volta da Crocus, che spiega che aveva lasciato Lovoon presso la Reverse Mountain, promettendole di tornare a prenderla. Per una malattia che il medico di bordo non riuscì a curare fu costretto ad abbandonare la Rotta Maggiore, nominando Brook come nuovo capitano. È doppiato da Yasunori Masutani e Paolo Sesana.

#### Lovoon
Lovoon (ラブーン?, Rabūn), Lovon nell'edizione italiana dell'anime, è una gigantesca balena proveniente dal Mare Occidentale, affezionatasi ai pirati Rumbar. Arrivati però presso la Reverse Mountain, si resero conto che per un cucciolo come Lovoon un viaggio del genere sarebbe stato troppo pericoloso e lo lasciarono presso il faro con Crocus, promettendogli che sarebbero tornati in futuro. Crocus scoprì in seguito che la ciurma aveva abbandonato la Rotta Maggiore e cercò di spiegare a Lovoon che non sarebbero più tornati, ma la balena non volle capire ed iniziò a sbattere la testa contro la scogliera, procurandosi grosse ferite. Quando i protagonisti arrivano presso la Reverse Mountain, Rufy ingaggia un combattimento con Lovoon, che decide poi di interrompere e gli promette che continuerà dopo aver viaggiato per tutta la Rotta Maggiore. A suggellare la sua promessa, disegna poi sulla testa della balena il suo jolly roger, dicendogli di non sbattere più la testa contro la scogliera per fare in modo che non si cancelli. In seguito Brook entra nella ciurma di Rufy proprio con lo scopo di finire il giro del mondo per arrivare a Lovoon. È doppiato da Yasunori Masutani.

## Isole Sabaody

### Tobiuo Riders
I Tobiuo Riders (トビウオライダーズ?, Tobiuo Raidāzu) sono un gruppo di malavitosi e sequestratori a scopo di estorsione che operano soprattutto nella zona tra la Linea Rossa e le Isole Sabaody. Cavalcano degli enormi pesci volanti, ma possono volare solo per cinque minuti, dato che poi i pesci necessitano di tornare in acqua. Per respirare sott'acqua dispongono di speciali mute, fornite di una sfera trasparente sulla testa. Vengono affrontati e battuti dalla ciurma di Cappello di paglia, recatasi al loro quartier generale per salvare Hacchan su richiesta di Kayme. Dopo la sconfitta e la distruzione di gran parte della loro base, si alleano con essi. In seguito alle loro malefatte, decidono di cambiare nome in Bellavita Riders (人生バラ色ライダーズ?, Jinsei Bara-iro Raidāzu). Dopo che Kayme viene rapita dalla banda degli Hound Pets, Sanji decide di chiamarli alle Isole Sabaody per farsi aiutare a ritrovare la loro amica. Dopo aver compiuto la loro missione, decidono di stare a guardia della Thousand Sunny fin quando Rufy ed i suoi compagni non ritornano dai due anni di allenamento.

#### Duval
Duval (デュバル?, Dyubaru) è il leader dei Tobiuo Riders. A causa della maschera che indossa, simile a un elmo medievale, è soprannominato "Maschera di ferro" (鉄仮面?, Tekkamen). Combatte utilizzando una pistola simile ad una gatling che spara diversi arpioni con la punta intrisa di veleno. All'inizio prova una forte avversione nei confronti di Sanji, poiché il ritratto della taglia di quest'ultimo è identico al suo viso e per questo è stato perseguitato dalla Marina e dai cacciatori di taglie. Affronta quindi Sanji in un duello e questi rimodella completamente la faccia di Duval con un calcio, rendendolo un uomo affascinante. Duval è l'unico membro dei Tobiuo Riders a cavalcare un grosso bisonte acquatico chiamato Motobaro (モトバロ?), che direziona tramite un casco con due manubri sulla testa dell'animale. Solo nell'anime, durante la fuga dalla Marina a Sabaody, Franky modifica la sella di Motobaro, aggiungendoci una sorta di motore che lo rende veloce almeno quanto i pesci volanti degli altri Tobiuo Riders. È doppiato da Toshihiko Seki e Simone D'Andrea.

### Undici Supernove
Le Undici Supernove (11人の超新星?, Jūichinin no Chōshinsei) sono un gruppo di pirati della nuova generazione che, giunti alle isole Sabaody, hanno sulla testa una taglia superiore ai cento milioni avendo attirato l'attenzione del Governo mondiale ed essendo sfuggiti più volte alla cattura. Dopo essersi fatti un nome anche nel Nuovo Mondo questi pirati, assieme a Marshall D. Teach, sono divenuti noti come "La peggiore generazione" (最悪の世代?, Saiaku no sedai); inoltre, in conseguenza delle vicende di cui sono stati protagonisti, le taglie di molti di loro sono aumentate vertiginosamente. Fanno parte del gruppo anche Monkey D. Rufy, Roronoa Zoro e Trafalgar Law.

#### Basil Hawkins
Basil Hawkins (バジル・ホーキンス?, Baziru Hōkinsu) proviene dal Mare Settentrionale ed è il capitano dei pirati di Hawkins (ホーキンス海賊団?, Hōkinsu kaizoku-dan). Inizialmente la sua taglia ammonta a 249 milioni, ma dopo il salto temporale sale a 320 milioni. Crede nel destino e sembra avere una sorta di consapevolezza riguardo al proprio futuro e a quello degli altri, dando inoltre percentuali su fatti ancora da verificarsi usando le sue carte (simili ai tarocchi): probabilmente per questo è soprannominato "Il mago" (魔術師?, Majutsushi). La sua arma è un lungo spadone dall'elsa ovale simile al volto di bambola; grazie invece ai poteri del frutto Paramisha Paglia Paglia (わらわらの実?, Wara Wara no Mi) può generare delle bambole vudù in paglia con cui trasferire i colpi subiti da lui stesso o da altre persone ad altri soggetti un numero limitato di volte nonché generare enormi figure demoniache fatte di paglia e chiodi; pare inoltre che con le sue carte possa potenziare i poteri del frutto. Alle Sabaody affronta l'ammiraglio Kizaru, che dopo l'iniziale fuga dei pirati di Rufy lo sconfigge, ma in seguito lo si rivede sull'isola di Foodvalten dove ha la meglio su Barbabruna, a cui fa perdere l'utilizzo delle gambe. Due anni dopo stringe un'alleanza con Eustass Kidd e Scratchmen Apoo allo scopo di abbattere Shanks, ma la loro riunione viene interrotta da Kaido: mentre Kidd viene sconfitto, Hawkins e Apoo decidono di assoggettarsi all'Imperatore. In seguito ricompare nel Paese di Wa dove affronta Rufy e Law. Durante l'assalto dell'alleanza a Onigashima affronta Killer, uscendone sconfitto. Il suo cognome deriva dall'ammiraglio inglese del XVI secolo John Hawkins, mentre il suo nome da Basil Ringrose, medico di bordo del XVII secolo. È doppiato da Shigenori Sōya e Dario Oppido e Maurizio Trombini.

#### Capone Bege
Capone "Gang" Bege (カポネ ギャング ベッジ?, Kapone Gyangu Bejji) è il capitano e "Padrino" dei pirati Firetank (ファイアタンク海賊団?, Faia Tanku kaizoku-dan), una banda che richiama negli atteggiamenti e nel vestiario un'organizzazione mafiosa. Possiede i poteri del frutto Paramisha Rocca Rocca (城城の実?, Shiro Shiro no Mi), che gli ha conferito la capacità di diventare un fortino umano: dal suo corpo infatti si aprono ponti levatoi, escono reggimenti di fanteria a cavallo e minuscole persone sparano da cannoni; i colpi, i cavalli, le palle di cannone e gli uomini, quando raggiungono una certa distanza dal suo corpo, diventano di dimensioni normali. Capone ha la capacità di far entrare dentro il suo corpo altre persone e può anche materializzarsi all'interno di esso per conferire con i soggetti già presenti all'interno. Nativo del mare Occidentale, in passato era il capo di una delle cinque famiglie criminali che controllano la zona, ma divenne un pirata dopo aver eliminato tutti i suoi rivali. Giunto all'arcipelago Sabaody neutralizza alcuni marines giunti per arrestarlo, per poi assistere da lontano alla battaglia di Marineford. Durante i due anni successivi sposa Charlotte Chiffon, figlia di Big Mom, diventando così un subordinato dell'Imperatrice: questa lo incarica di rapire Sanji per farlo sposare con sua figlia Pudding, in base a un accordo preso con la famiglia del cuoco. Portatolo a Tottoland, qui Bege si allea con Rufy, giunto per salvare il compagno, per eliminare Big Mom: nonostante le varie precauzioni e la partecipazione di Caesar Clown, Jinbe e alcuni membri della ciurma di Rufy il piano fallisce, costringendo i cospiratori alla fuga. Riuscito a fuggire, aiuta sua moglie a ricongiungersi con la gemella Laura. Alla sua prima apparizione possiede una taglia che ammonta a 138 milioni di berry; salita a 300 milioni nella seconda parte della storia e a 350 dopo gli avvenimenti di Tottoland. Il suo cognome deriva dal criminale Al Capone, mentre il suo nome deriva dal corsaro William Le Sauvage. È doppiato da Naoki Tatsuta e Luca Ghignone.

#### Eustass Kidd
Eustass "Captain" Kidd (ユースタス キャプテン キッド?, Yūsutasu Kyaputen Kiddo) proviene dal Mare Meridionale ed è il capitano dei pirati di Kidd (キッド海賊団?, Kiddo Kaizokudan). La sua taglia ammonta inizialmente a 315 milioni, la più alta delle Supernove, dovuta alle numerose stragi perpetrate da lui e dalla sua ciurma ai danni dei civili; dopo il salto temporale è aumentata a 470 milioni. È molto orgoglioso e attaccabrighe e, come Rufy, ambisce al titolo di Re dei pirati e a trovare lo One Piece. Possiede i poteri del frutto Paramisha Mag Mag (ジキジキの実?, Jiki Jiki no Mi) che gli permette di controllare il magnetismo e, avendone sviluppato il risveglio, di trasformare qualsiasi cosa tocca in un magnete; possiede poi l'Ambizione del re conquistatore. All'arcipelago Sabaody combatte contro la Marina e i Pacifista a fianco di Law e Rufy mentre dopo il salto temporale si scopre che ha causato alcuni problemi alla ciurma di Big Mom, affondandone due navi e ferendo uno dei Generali dei Dolci per ottenere una cosa che voleva, e che ha affrontato Benn Beckman dei pirati del Rosso, perdendo un braccio e sostituendolo con una protesi robotica. In seguito ha stretto un'alleanza con Basil Hawkins e Scratchmen Apoo al fine di rovesciare Shanks; poco dopo che tale alleanza diventa ufficiale, tuttavia, dinanzi ai tre capitani compare Kaido: rifiutando la sua offerta di unirsi a lui, Kidd e Killer vengono sconfitti e catturati, Hawkins decide di allearsi con lui, mentre Apoo si rivela essere già in precedenza alleato dell'Imperatore. Imprigionato nel Paese di Wa assieme a Killer i due incontrano Rufy, catturato anch'esso, e riescono a fuggire grazie a una sommossa fomentata da quest'ultimo; durante l'assalto a Onigashima, Kidd e Killer aiutano Rufy, Zoro e Law ad affrontare Kaido e Big Mom, alleatisi nel mentre: dopo averli separati Kidd e Law affrontano da soli Big Mom, riuscendo a sconfiggerla. In seguito a ciò, la sua taglia aumenta ulteriormente raggiungendo la cifra di 3 miliardi di berry, come Rufy e Law. Giunge poi dinnanzi all'isola di Erbaf, dove, però, lui e i suoi compagni vengono immediatamente sbaragliati da Shanks, la sua ciurma e i giganti. Il suo nome deriva da Eustachio il Monaco, un pirata religioso del XIII secolo e dal pirata del XVII secolo William Kidd. È doppiato da Daisuke Namikawa e Alessandro Maria D'Errico.

#### Jewelry Bonney
Jewelry Bonney (ジュエリー・ボニー?, Juerī Bonī) è l’unica Supernova di sesso femminile, inizialmente la sua taglia ammonta a 140 milioni fino ad arrivare a 320 milioni di berry. Capitano dei pirati di Bonney (ボニー賊団?, Bonī kaizoku-dan); possiede i poteri del frutto Paramisha Age Age (トシトシの実?, Toshi Toshi no Mi), che le consente di mutare l’età propria e delle altre persone ed è soprannominata "Pozzo senza fondo" (大喰らい?, Ō-Gurai) a causa del suo appetito pantagruelico. Figlia di Ginny (ジニー?, Jinī), Bonney nacque a Marijoa, dove la madre era schiava dei Nobili mondiali. Cacciata a causa di una malattia mortale, la madre portò la neonata Bonney nel Mare Meridionale, a Sorbet, dove, dopo la morte di Ginny, il sopraggiunto Orso Bartholomew (da sempre molto legato proprio a quest’ultima) si assunse l’incarico di crescere la figlia della donna amata, divenendone di fatto il padre adottivo. Bonney crebbe, quindi a Sorbet, finché anche lei manifestò i medesimi sintomi della malattia che aveva ucciso Ginny. Dopo qualche tempo, Orso trovò il modo per curarla portandola dal dottor Vegapunk, offrendosi come cavia da laboratorio come mezzo di scambio per tali cure. Tempo dopo essere stata riportata a Sorbet (dopo la riuscita dell’operazione), riuscì a sfuggire agli agenti cui il Governo aveva assegnato il compito di tenerla segretamente prigioniera per tenere sotto ricatto Orso e, non avendo più notizie di lui, prese il mare diventando in breve una Supernova. All'arcipelago Sabaody, Bonney impedisce a Zoro di attaccare il Drago Celeste San Charloss e successivamente affronta alcuni marine. Due settimane dopo la battaglia di Marineford viene sconfitta e catturata da Barbanera e successivamente arrestata dall'ammiraglio Akainu riuscendo tuttavia a fuggire. Due anni dopo riesce ad introdursi a Marijoa durante il Reverie per ritrovare suo padre: vedendolo ridotto nelle agghiaccianti condizioni di automa ormai schiavo dei Nobili mondiali, affida il compito di salvarlo all'armata rivoluzionaria (di cui Orso fa parte) mentre lei si reca a Egghead per costringere Vegapunk a restituire la coscienza a suo padre, imbattendosi nella ciurma di Cappello di Paglia proprio nei dintorni dell'isola. Il suo nome è ispirato alla piratessa Anne Bonny. È doppiata da Reiko Kiuchi (ep.392-736), Reiko Takagi (ep.888-in poi) e Renata Bertolas.

#### Killer
Killer (キラー?, Kirā) proviene dal Mare meridionale ed è un membro dei pirati di Kidd. Insieme a Zoro è l'unica Supernova a non essere il capitano di una ciurma; inizialmente la sua taglia ammonta a 162 milioni di berry ma dopo il salto temporale è aumentata a 200 milioni. È soprannominato "Il massacratore" (殺戮武人?, Satsuriku bujin) e in battaglia utilizza due lame ricurve simili a falcetti posizionate su un manico rotante; ha il volto celato da un elmo da cui fuoriesce una folta chioma di capelli biondi. All'arcipelago Sabaody combatte prima contro Urouge e poi contro un Pacifista insieme ai suoi compagni; due anni dopo ricompare all'interno del covo di Kidd, dove fa da mediatore tra il suo capitano, Apoo e Hawkins al fine di creare una alleanza per combattere contro Shanks. Sconfitto insieme a Kidd da un improvviso incontro con Kaido (mentre Hawkins ne diviene alleato e Apoo rivela di essersi già schierato con l'Imperatore), viene soggiogato al suo volere prendendo il nome di "Kamazo l'assassino" (人斬り鎌ぞう?, Hitokiri Kamazo) e diventando un sicario al suo servizio, venendo inoltre costretto a mangiare uno Smile difettoso e perdendo così la facoltà di mostrare espressioni che non siano un sorriso o una risata. Più avanti gli viene ordinato di uccidere O-Toko, ma viene sconfitto da Zoro e per il fallimento rinchiuso nella prigione di Udon insieme al suo capitano, con cui poi evade riunendosi alla ciurma e alleandosi con Rufy e Law per sconfiggere Kaido. Durante l'assalto a Onigashima, dopo aver affrontato brevemente Kaido e Big Mom assieme ai tre capitani e a Zoro, si imbatte in Hawkins riuscendo a sconfiggerlo. In seguito alla prosecuzione del viaggio, giunti dinanzi a Erbaf, i pirati di Kidd vengono immediatamente sbaragliati da Shanks, la sua ciurma e i giganti. È doppiato da Kenji Hamada e Matteo Zanotti e Alessandro Messina.

#### Scratchmen Apoo
Scratchmen Apoo (スクラッチメン・アプー?, Sukuracchimen Apū), soprannominato "Ruggito del mare" (海鳴り?, Umi nari), proviene dalla Rotta Maggiore e appartiene alla tribù Braccialunghe; è il capitano dei pirati On-Air (オンエア海賊団?, On Ea kaizoku-dan). La sua taglia ammonta inizialmente a 198 milioni di berry, ma durante i due anni intercorrenti tra la prima e la seconda parte della narrazione, aumenta a 350 milioni. Possiede i poteri del frutto Paramisha Oto Oto (オトオトの実?, Oto Oto no Mi), che gli dona la capacità di trasformare il suo corpo in alcuni strumenti musicali con i quali può produrre suoni che possono essere utilizzati per sferrare degli attacchi distruttivi e praticamente inevitabili, a patto che quei suoni vengono ascoltati: se l'avversario protegge le proprie orecchie dai suoi suoni, gli attacchi non vanno a segno. Compare per la prima volta in una locanda alle isole Sabaody dove comincia una violenta rissa con Eustass Kidd; in seguito viene messo fuori gioco dall'ammiraglio Kizaru. Dopo essere entrato nel Nuovo Mondo, nel corso dei due anni che separano la prima e la seconda metà della storia, tenta di attaccare il territorio di Big Mom (come fanno le altre Supernove Kidd, Capone Bege e Urouge), venendo respinto, e diviene un alleato di Kaido; in seguito, decide si siglare un'alleanza con Kidd e Basil Hawkins per sconfiggere Shanks il Rosso, ma tali trattative vengono interrotte dall'improvvisa apparizione dello stesso Kaido, che fa sfumare i progetti, poiché l'Imperatore sconfigge e cattura Kidd e Killer e costringe anche Hawkins ad allearsi con lui. Nel corso della battaglia di Onigashima, Queen gli affida l'antidoto a uno dei suoi virus, facendolo inseguire da tutti i presenti sull'isola, venendo infine sconfitto da Zoro. Il suo nome deriva dal pirata cinese del XIX secolo Chui A-poo. È doppiato da Mitsuaki Madono e in italiano da Francesco Orlando.

#### Urouge
Urouge (ウルージ?, Urūji) proviene da un'isola nel cielo ed è il capitano dei pirati Monaci Eretici (破戒僧海賊団?, Hakai Sō kaizoku-dan). È soprannominato "Il monaco pazzo" (怪僧?, Kai sō) e la sua taglia ammonta a 108 milioni di berry. Combatte utilizzando un enorme pilastro esagonale d'acciaio. Durante lo scontro con l'ammiraglio Kizaru e uno dei Pacifista aumenta più del doppio le misure del proprio corpo e della sua massa muscolare, grazie al potere del suo frutto del diavolo. Non riesce, comunque, a tenergli testa e viene infine sconfitto dall'ammiraglio. Due anni dopo s'infiltra con la sua ciurma nel territorio di Big Mom, riuscendo a sconfiggere uno dei suoi comandanti, Snack, venendo però infine battuto da un altro comandante, Cracker. Dopo i fatti di Dressrosa ricompare sull'isola nel cielo Baron Terminal mentre si riposa dal duro scontro e assiste ad un tentativo di suicidio di Kaido. Il suo nome deriva da pirata ottomano del XVI secolo Oruç Reis. È doppiato da Taiten Kusunoki e Sergio Romanò (1ª apparizione), Alessandro Maria D'errico e Dario Oppido.

#### X Drake
X Drake (X・ドレーク?, Diesu Dorēku), nativo del Mare Settentrionale, è un contrammiraglio della Marina e comandante della divisione segreta SWORD: in quanto tale agisce sotto copertura nel mondo dei pirati e, quale capitano dei pirati di Drake (ドレーク海賊団?, Dorēku kaizoku-dan), è soprannominato "Bandiera rossa" (赤旗?, Akahata); alla sua prima apparizione ha una taglia di 222 milioni di berry. La sua arma primaria è una lunga sciabola, mentre nella seconda mano brandisce un'ascia a quattro lame. Ha mangiato il frutto Zoo Zoo ancestrale Dino Dino, modello allosauro (リュウリュウの実 モデル アロサウルス?, Ryū Ryū no Mi, Moderu Arosaurusu) che gli permette di tramutarsi in un allosauro. Suo padre Diez Barrels (ディエス・バレルズ?, Diesu Bareruzu) era un ufficiale della Marina: Drake lo ammirava molto e desiderava diventare come lui, ma in seguito divenne un pirata e iniziò a maltrattare il figlio. Tredici anni prima dell'inizio della storia si recò con la ciurma del padre sull'isola Minion per prepararsi allo scambio con la Marina del frutto Ope Ope: dopo l'approdo di Donquijote Do Flamingo sull'isola e il successivo imprigionamento di parte della stessa per mezzo della "gabbia per uccelli", Drake si ritrovò all'esterno della barriera di fili e decise di fuggire invece che aiutare i suoi compagni; durante la fuga venne preso in custodia dalla Marina e in seguito si arruolò e raggiunse il grado di contrammiraglio, salvo poi darsi apparentemente alla pirateria. Appare per la prima volta all'arcipelago Sabaody, dove è sbaragliato da Kizaru. Dopo essere entrato nel Nuovo Mondo, entra in contatto con i pirati delle Cento Bestie, infiltrandosi nelle file di Kaido e raggiungendo anche una posizione di spicco tra i Sei Compagni Volanti: come tale, durante le miniavventure di Caribou, lo sconfigge, facendolo poi imprigionare a Udon. Nel corso della battaglia di Onigashima, il suo doppio gioco viene infine scoperto da Queen e si vede costretto a schierarsi con Monkey D. Rufy e tutti i suoi alleati; durante gli scontri affronta la CP0 per evitare che questi si intromettano nel combattimento tra Rufy e Kaido, uscendone però sconfitto. Il suo nome deriva dal celebre corsaro Francis Drake. È doppiato da Eiji Takemoto e Diego Sabre e Paolo De Santis (ep. 401+).

### Falsa ciurma di Cappello di paglia
La falsa ciurma di Cappello di paglia (偽麦わらの一味?, Nise Mugiwara no ichimi) è una ciurma di pirati che si spaccia per Rufy e compagni durante i loro due anni di assenza. I loro abiti sono pressoché identici ma fisicamente sono molto diversi dai pirati di Rufy. Brook è l'unico a non avere un imitatore dato che non era noto come membro della ciurma. Utilizzando la reputazione di Rufy, il loro leader Demaro Black (デマ ロ ブラック?, Demaro Burakku) cerca di reclutare nuovi membri al fine di raggiungere il Nuovo Mondo, accettando solo uomini con una taglia di almeno 70 milioni di berry e riuscendo a collezionare tre interi equipaggi. Quando l'imbroglio viene svelato con la comparsa del vero Rufy, la ciurma e le reclute vengono catturate dalla Marina. Tempo dopo cercano di passare per i pirati di Kidd. Nell'anime i doppiatori giapponesi e italiani dei personaggi sono gli stessi della ciurma di Cappello di paglia, ma con ruoli scambiati tra loro.

### Pirati di Caribou
I pirati di Caribou (カリブー海賊団?, Karibū kaizoku-dan) sono una ciurma che si unisce alla falsa ciurma di Cappello di paglia, ma dopo lo smascheramento di Demaro Black, riesce a scappare alla Marina per inseguire Rufy e compagni verso l'Isola degli uomini-pesce. Tuttavia il mostro marino che li traina, Momu, si dà alla fuga trascinando con sé la nave con la ciurma e lasciando il capitano Caribou sulla Thousand Sunny. La ciurma fa ritorno poco dopo per riprendere Caribou, ma la loro nave viene distrutta dal Kraken. Durante le miniavventure di Caribou, la ciurma attacca la base della Marina G-5 per liberare il proprio capitano lì imprigionato, ma viene sconfitta dai marines e abbandonata dallo stesso Caribou. I pirati comunque riescono a fuggire dalla base dopo aver rubato una nave della Marina e arrivano sull'isola su cui è naufragato Caribou, dove sono sconfitti da X Drake.

#### Caribou
Caribou (カリ ブー?, Karibu), detto Capelli bagnati (濡れ髪?, Nurekami), è il capitano della ciurma, un uomo scaltro che spesso si comporta da vigliacco nei confronti dei più forti. In passato Caribou ha guadagnato una temibile reputazione per l'uccisione di numerosi marine e, perciò, ha una taglia da 210 milioni di berry. Dopo essere stato abbandonato da un mostro marino sulla Thousand Sunny, viene catturato e legato sul ponte della nave, ma riesce a liberarsi e ad approdare senza essere visto sull'isola degli uomini-pesce. Qui tenta di rapire delle sirene, tra cui Shirahoshi, e il tesoro reale, ma è messo al tappeto prima da Rufy e compagni e in seguito da Tamago e Pekoms. Riappare nelle miniavventure dove cattura nuovamente alcune sirene, ma viene sconfitto con facilità da Jinbe, che lo trasporta al G-5. Dopo avere abbandonato il fratello e i compagni nel G-5, Caribou fa naufragio su un'isola invernale, dove viene scambiato da un gruppo di ribelli rivoluzionari per il loro capo, Gaburu. Dopo essersi riunito alla sua ciurma, viene sconfitto da X Drake e portato via sulla sua nave, per poi essere imprigionato al Paese di Wa. Caribou ha ingerito il frutto Rogia Numa Numa (ヌマヌマの実?, Numa Numa no Mi), che lo ha fatto diventare un "uomo-palude". Tale frutto gli permette di creare enormi paludi in grado di intrappolare gli avversari. Essendo un Rogia, il suo corpo può diventare totalmente di melma rendendosi intangibile e ogni cosa che entra in contatto con lui viene assorbita nel fango di cui è composto, abilità che Caribou utilizza per conservare all'interno del suo corpo qualunque altro oggetto gli possa tornare utile. È doppiato da Masaki Terasoma e Dario Oppido.

#### Coribou
Coribou (コリブー?, Koribū), detto Schizzo di sangue ((返り血?, Kaeriji), è il fratello minore di Caribou, con cui condivide il titolo di capitano della ciurma. Sembra essere piuttosto intontito ed incurante delle cose intorno a lui ed ha un certo timore verso il fratello. Porta sempre con sé una pala che usa anche come arma. Ha una taglia di 190 milioni di berry. È doppiato da Kōhei Fukuhara e in italiano da Mario Scarabelli (ep. 520-522) e Giovanni Battezzato (ep. 523+).

### Abitanti delle Isole Sabaody
- Peterman (ピーターマン?, Pītāman) è il capo della banda di rapitori Hound Pets (ハウンドペッツ?, Haundo Pettsu). Insieme ai suoi uomini rapisce Kayme e la porta alla casa d'aste; prima di poter intascare il denaro, tuttavia, viene raggiunto da Duval e sconfitto duramente. È doppiato da Yasuhiro Takato e Sergio Romanò.
- Disco (ディスコ?) è uno dei principali trafficanti di schiavi e il proprietario della casa d'aste dell'arcipelago Sabaody per conto di Donquijote Do Flamingo. Egli cerca di far indossare a Kayme il collare esplosivo che portano tutti gli schiavi, ma quest'ultima è salvata all'ultimo istante da Silvers Rayleigh. Durante il caos scatenato dalla ciurma di Cappello di paglia e dai Tobiuo Riders, cerca di riportare la calma e di farsi perdonare dal Nobile mondiale Shalulia, la quale gli spara senza però ucciderlo. In seguito chiama Do Flamingo in cerca di aiuto, ma questi rifiuta. Due anni dopo, avendo ormai perso la protezione del suo capo, lo si rivede ridotto in miseria. È doppiato da Yasunori Masutani e Marco Pagani.
- Shakuyaku (シャクヤク?), chiamata anche Shakky (シャッキー?, Shakkī), è la barista del Rip-Off Bar che si trova nelle isole Sabaody. In passato è stata l'imperatrice di Amazon Lily e il capitano delle piratesse Kuja[127]. Quando la ciurma di Cappello di Paglia raggiunge per la prima volta le isole Sabaody ha 62 anni[128], che però non dimostra affatto. Quarant'anni prima degli eventi attuali era una famosa piratessa ed era stata anche inseguita da Monkey D. Garp, ma decise di chiudere con la vita da fuorilegge per aprire un bar. Ha una relazione romantica con Silvers Rayleigh ed è molto amica di Hacchan. È una persona molto informata, infatti è lei a rivelare a Rufy che sulle Sabaody, oltre a lui e a Zoro, sono presenti altri nove pirati con una taglia superiore a cento milioni di berry. È doppiata da Hiromi Tsuru, Masumi Asano (ep.870) e Cristina Giolitti.

## Isola degli uomini-pesce

### Famiglia reale

#### Nettuno
Nettuno (ネプチューン?, Nepuchūn) è il sovrano dell'isola degli uomini-pesce. Re giusto, è molto attento ai bisogni del suo popolo e alla sorte del suo regno. Era un grande amico di Gol D. Roger e di Barbabianca, motivo per il quale quest'ultimo decise di porre l'isola degli uomini-pesce sotto la sua protezione, per difenderla dalle assidue razzie di altri pirati. A causa di una profezia di Madame Shirley, che prevedeva la distruzione dell'intera isola per mano di Rufy, Nettuno invita Rufy, Usop, Nami e Brook a palazzo con l'intento di catturarli, ma l'intervento di Zoro, che sconfigge il re stesso e tutte le guardie del palazzo, fa fallire il suo progetto. Quando i Nuovi pirati uomini-pesce ed i pirati Volanti invadono il palazzo, Nettuno si allea con Zoro, Usop e Brook, ma viene catturato e condannato a morte da Hody Jones nella piazza Gyoncorde. Viene però salvato dall'intervento della ciurma di Cappello di paglia, Jinbe e Shirahoshi. Viene accompagnato dal Reverie, assieme ai figli, da Monkey D. Garp; qui tenta di salvare Shirahoshi dal tentativo di rapimento di San Charloss, ma viene fermato dall'intervento favorevole di Myosgard, che lo ringrazia per l'operato di sua moglie Otohime. È doppiato da Minoru Inaba e Alessandro Maria D'Errico.

#### Otohime
Otohime (オトヒメ?) era la regina dell'isola degli uomini-pesce e moglie di Nettuno. Sirena di tipo pesce rosso, Otohime dimostrava profonda saggezza e si prodigava con tutta sé stessa per aiutare gli abitanti meno fortunati dell'isola. Aveva ideali molto nobili e predicava l'integrazione tra uomini-pesce e esseri umani. Quando il Nobile mondiale Myosgard giunse sull'isola in seguito a un naufragio, Otohime intercesse per lui presso la popolazione e accettò di accompagnarlo in superficie, riuscendo anche ad ottenere un'approvazione dei Draghi celesti per suo progetto di far trasferire gli uomini-pesce sulla terraferma. Morì durante una petizione a causa di un colpo di pistola al petto sparato in apparenza da un essere umano, ma in realtà opera di Hody Jones. È doppiata da Michiko Neya e Beatrice Caggiula.

#### Fratelli Tritoni
I fratelli Tritoni sono i tre figli di Nettuno e della regina Otohime. Hanno fama di valorosi combattenti nel regno, impegno che hanno assunto con la madre moribonda per proteggere la sorella Shirahoshi. Dopo la sua dipartita, decidono di portare avanti insieme le sue volontà d'integrazione. Dapprima diffidano della ciurma di Cappello di paglia, ma in breve li comprendono e cambiano opinione. Poco tempo dopo che loro padre viene condotto a piazza Gyoncorde per essere giustiziato, i suoi figli vanno a combattere gli uomini di Hody Jones, ma sono sconfitti. Quando inizia il contrattacco guidato da Rufy, sostengono la sua azione e proteggono la loro sorella dagli attacchi di Hody.
- Fukaboshi (フカボシ?, Fukaboshi) è un tritone squalo, il primogenito ed anche il più nobile ed autorevole dei fratelli Tritoni; come suo padre reca con sé un tridente. È doppiato da Kentarō Itō e Alessandro Zurla.
- Ryuuboshi (リュウボシ?, Ryūboshi), il secondogenito, è un tritone pesce remo. Per intercalare pronuncia le note musicali. Per combattere impugna due spade sottili. Come suo fratello minore, nel tempo si rivela più maturo ed affidabile di quanto non sembri a prima vista. È doppiato da Yusuke Numata e Riccardo Peroni.
- Manboshi (マンボ シ?, Manboshi), il terzogenito, è un tritone pesce luna ha lo stesso carattere spensierato del secondo, ma al canto prediliga il ballo. Usa una spada in battaglia. È doppiato da Kazunari Tanaka, Roberto Accornero e Luca Sandri.

#### Shirahoshi
Shirahoshi (しら ほし?) è la principessa sirena (人魚姫?, ningyo hime) dell'Isola degli uomini-pesce, una sirena gigante di tipo merlano, figlia di Nettuno e Otohime. Costretta a vivere in isolamento e iperprotetta, è rimasta infantile e capricciosa ma, a causa della sua inesperienza del mondo, si dimostra molto curiosa. Possiede l'Ambizione della percezione come sua madre. Mentre solitamente le sirene posseggono il potere di comunicare con pesci e creature marine, Shirahoshi è la predestinata di cui parla una leggenda, secondo cui a distanza di secoli nascerebbe una principessa che possiede la capacità di interagire coi Re del mare e controllarli. Nettuno afferma che questo è il potere in grado di distruggere il mondo e da quest'informazione, unita a quella letta sul Poignee Griffe di Shandora, Nico Robin deduce che Shirahoshi è l'arma ancestrale Poseidon. Entra in contatto con la ciurma di Cappello di paglia e Jinbe, i quali la aiutano a evadere dal suo isolamento a palazzo. Si reca quindi in piazza Gyoncorde per aiutare a liberare il padre. Quando l'Arca Noah sta per crollare sull'isola, Shirahoshi inconsapevolmente richiama a sé i Re del mare, che fermano la discesa della nave. Accompagna il padre al Reverie assieme ai fratelli, dove subisce un tentativo di rapimento da parte del Nobile Mondiale Charloss, ma viene salvata da Myosgard. È doppiata da Yukana e Marcella Silvestri.

### Pirati del Sole
I pirati del Sole (タイヨウの海賊団?, Taiyō no kaizoku-dan) erano una ciurma pirata fondata da Fisher Tiger e composta interamente da uomini-pesce. Alla morte di Fisher Tiger, il comando dell'equipaggio passò a Jinbe, fino a quando questi non accettò di entrare nella Flotta dei Sette. A seguito di tale evento, molti dei membri, tra cui Arlong e Macro, lasciarono la ciurma. Quando Jinbe abbandona l'organizzazione durante la battaglia di Marineford, a lui e ai suoi compagni viene revocato il perdono del Governo mondiale e di conseguenza lasciano l'isola, diventando alleati della ciurma di Big Mom. Hanno tutti un tatuaggio a forma di Sole sul corpo: ad alcuni fu fatto dal capitano, ma per gli altri rappresenta una modifica del marchio impresso dai Nobili mondiali, dei quali erano schiavi prima di essere liberati da Tiger; quest'ultimo lo disegnò su tutti i suoi compagni per far sì che non si potessero più distinguere gli ex-schiavi da coloro che erano sempre stati liberi.
La nave della ciurma è la Snapper Head (スナッパーヘッド号?, Sunappā Heddo-gō), che ha l'aspetto di un grande pesce di colore blu; viene distrutta durante la fuga della ciurma di Rufy da Tottoland.

#### Fisher Tiger
Fisher Tiger (フィッシャー・タイガー?, Fisshā Taigā), conosciuto anche come "L'avventuriero" (冒険家?, Bōkenka), era il capitano dei pirati del Sole e un uomo-pesce di tipo tai. Era molto amato e rispettato dal popolo dell'Isola degli uomini-pesce, che lo considerava un eroe; sulla sua testa pendeva una taglia di 230 milioni di berry. In passato fu schiavo dei Nobili mondiali, ma in seguito riuscì a fuggire. Successivamente scalò a mani nude la Linea Rossa e arrivò a Marijoa, dove scatenò il caos e liberò tutti gli schiavi dei Nobili mondiali. Poiché credeva fermamente nell'uguaglianza e nella libertà nonostante le differenze di razza, non fece alcuna distinzione e liberò anche i prigionieri umani e anche quando li combatté risparmiò loro la vita. Assieme agli uomini-pesce che aveva liberato fondò i pirati del Sole. Voci affermano che sarebbe morto a causa di una mancata trasfusione di sangue negatagli dagli umani ma in seguito si scopre che, vittima di una trappola sull'isola di Full Shout, fu lui stesso a rifiutare la trasfusione di sangue dagli umani poiché, per quanto si fosse sforzato, non sarebbe mai riuscito ad amarli. È doppiato da Kōji Ishii e Marco Balzarotti.

#### Aladin
Aladin (アラディン?, Aradin) è un tritone di tipo brotula barbata e il medico dei pirati del Sole, per poi diventare vice-capitano sotto Jinbe. In passato fu uno schiavo dei Nobili mondiali e un membro dell'esercito di re Nettuno. Durante il salto temporale sposa Charlotte Praline, ventinovesima figlia di Big Mom, e così facendo i pirati del Sole entrano a fare parte della flotta dell'Imperatrice. È doppiato da Takashi Nagasako e Marco Balbi.

### Nuovi pirati uomini-pesce
I Nuovi pirati uomini-pesce (新鱼人海贼団?, Shin gyojin kaizoku-dan) sono un gruppo di pirati capitanati da Hody Jones e di base all'Isola degli uomini-pesce. Perseguono degli ideali di superiorità razziale nei confronti degli umani, attaccando coloro che li aiutano e catturando le ciurme pirata che giungono sull'isola per raggiungere il Nuovo Mondo. Quando la ciurma di Cappello di paglia giunge sull'isola, Hody Jones decide di entrare in azione e, dopo essersi alleato con Vander Decken IX, i Nuovi pirati uomini-pesce assaltano il palazzo, catturano Nettuno e tentano di giustiziarlo davanti agli abitanti dell'isola, ma l'intervento della ciurma di Cappello di paglia e di Jinbe manda a monte i loro piani. Sconfitti, Hody e gli ufficiali vengono imprigionati nel palazzo di Nettuno dove, a causa dell'effetto collaterale delle droghe Energy Steroid, diventano tutti dei gracili vecchietti.

#### Hody Jones
Hody Jones (ホーディ ジョーンズ?, Hodi Jōnzu) è un uomo-pesce di tipo grande squalo bianco. Razzista e sadico nei confronti degli umani, detesta Re Nettuno, che reputa troppo pacifista e desidera spodestarlo per avviare una nuova era di terrore e intolleranza sull'isola. Seguace di Arlong e di Fisher Tiger, Hody decide di unirsi all'armata di Nettuno per imparare a combattere sotto la loro guida. Venuto a sapere della petizione della regina Otohime per favorire la convivenza tra umani e uomini-pesce, Hody bruciò la scatola contenente le firme raccolte e sparò alla donna, accusando dell'omicidio un uomo e demoralizzando i suoi concittadini su una possibile integrazione tra uomini-pesce ed umani. Per raggiungere i suoi scopi, fonda quindi i Nuovi pirati uomini-pesce e si allea con Vander Decken IX. Insieme assaltano il palazzo reale, dove viene ferito da Zoro, ma si riprende assumendo degli Energy Steroid e imprigiona re Nettuno, lo stesso Zoro, Usop e Brook; dopodiché assume nuovamente una forte dose di steroidi che gli causano una crisi e una conseguente metamorfosi. I suoi muscoli aumentano in maniera spropositata e i capelli diventano bianchi. In seguito tenta di giustiziare il re nella piazza Gyoncorde, ma viene interrotto dalla ciurma di Rufy, Shirahoshi, i fratelli Tritoni e Jinbe. Affronta quindi Rufy ed i fratelli Tritoni, venendo sconfitto dal ragazzo di gomma dopo un duro combattimento. In battaglia ricorre al karate degli uomini-pesce e brandisce anche varie armi, tra cui tridenti e la Falce di squalo (キリサメ?, Kirisame), una lama ricurva che Hody posiziona sulla schiena vicino alla sua pinna dorsale per tagliare i nemici durante il nuoto. È doppiato da Jōji Nakata e Marco Pagani.

#### Altri membri dei Nuovi pirati uomini-pesce
- Daruma (ダルマ?) è un sanguinario e vorace uomo-pesce di tipo squalo tagliatore. Ha delle mascelle potentissime, grazie alle quali scava tunnel in ambienti terrosi o rocciosi senza sforzo per attaccare di sorpresa l'avversario o creare trappole sotterranee. Durante l'invasione dell'isola distrugge la fabbrica dei dolci destinati a Big Mom. Quando la ciurma di Cappello di paglia giunge nella piazza Gyoncorde, si ritrova a combattere contro Usop, che lo sconfigge. È doppiato da Hisayoshi Suganuma e Sergio Romanò.
- Hyozo (ヒョウゾウ?, Hyōzō), noto altresì come "L'assassino alcolizzato" (人斬り上戸?, Hitokiri jōgo), è un tritone di tipo polpo dagli anelli blu. Ha otto tentacoli al posto delle gambe, grazie ai quali padroneggia la Tecnica a otto spade (八 刀 流?, Hattōryū), che usa in combinazione con il suo potente veleno. In passato Arlong gli propose di entrare a far parte della sua ciurma, ma egli rifiutò poiché ricompensato scarsamente; afferma inoltre di essere semplicemente un mercenario al servizio di Hody Jones. Quando la ciurma di Cappello di paglia giunge nella piazza Gyoncorde, affronta Zoro, che lo sconfigge facilmente dopo avergli spezzato le spade. È doppiato da Tetsuo Sakaguchi e Cesare Rasini.
- Ikaros Muhhi (イカ ロス ムッヒ?) è un uomo-pesce di tipo calamaro gigante, arrogante e guerrafondaio. Dato che anni prima il suo amico calamaro Daidalos morì essiccato davanti al calore del sole, Ikaros soffre di pirofobia. Quando la ciurma di Cappello di paglia giunge nella piazza Gyoncorde, combatte contro Franky, venendo facilmente sconfitto. Ognuna delle otto braccia di Ikaros impugna una Lancia di seppia essiccata (スルメイカの槍?, Ika surume no yari), i cui calamari secchi usati come punta, una volta colpito il nemico, lo disidratano per tornare calamari normali. È doppiato da Keiji Hirai e Luca Ghignone.
- Sbam (ドスン?, Dosun) è un uomo-pesce di tipo squalo martello. In combattimento usa un grosso martello dalla punta ricurva. Termina sempre le frasi con la parola che descrive il suo livello energetico. Durante l'invasione dell'isola, viene facilmente sconfitto da Fukaboshi, ma si riprende dopo aver ingerito un Energy Steroid. Quando la ciurma di Cappello di paglia giunge nella piazza Gyoncorde, si ritrova a combattere contro Chopper, da cui viene sconfitto. È doppiato da Takahiro Yoshimizu e Gabriele Marchingiglio.
- Zeo (ゼオ?) è un uomo-pesce di tipo squalo tappeto giapponese. È una persona estremamente orgogliosa, infatti ha l'abitudine di trovare giustificazioni ogni volta che fa una figuraccia. Hody Jones lo ha incaricato di studiare la formula chimica degli Energy Steroid per poterne produrre in massa. Quando la ciurma di Cappello di paglia giunge nella piazza Gyoncorde, combatte contro Brook, che lo sconfigge. Zeo possiede la capacità di mimetizzarsi col terreno e in battaglia utilizza una kusari-fundo. È doppiato da Shintarō Asanuma e Davide Albano.
- Hammond (ハモンド?, Hamondo) è un grosso uomo-pesce di tipo murena del Giappone. Si dimostra un individuo loquace e aggressivo. Appare quando la ciurma di Cappello di paglia giunge sull'isola degli uomini-pesce e tenta, fallendo, di impedire loro di proseguire. In seguito ricompare per impedire che a Sanji venga fatta una necessaria trasfusione ma viene colpito da Rufy. Nel corso della battaglia a Piazza Gyoncorde inizia uno scontro con Nico Robin, che lo sconfigge facilmente. È doppiato da Isshin Chiba e Massimiliano Lotti.

### Pirati Volanti
I pirati Volanti (フライング海賊団?, Furaingu kaizoku-dan) sono una ciurma guidata da Vander Decken IX, presente intorno all'isola degli uomini-pesce. Navigano sull'Olandese Volante (フライング ダッチマン 号?, Furaingu Datchiman-go), una sorta di nave fantasma in grado di viaggiare in profondità senza alcun tipo di rivestimento. L'unica parte della nave rivestita è una bolla sul ponte per fare in modo che Vander Decken possa utilizzare i poteri del suo frutto del diavolo. Dopo avere tentato senza successo di catturare la ciurma di Cappello di paglia, i pirati Volanti entrano nell'isola degli uomini-pesce e decidono di allearsi con i Nuovi pirati uomini-pesce con l'obiettivo comune di impossessarsi del regno.

#### Van Der Decken IX
Van Der Decken IX (バンダーデッケン九世?, Banda Dekken Kyusei) è il nono discendente del leggendario Van Der Decken, ereditando il comando dell'Olandese Volante. In passato assistette alla capacità di Shirahoshi di placare i Re del mare e sviluppò per lei una vera e propria ossessione. Una volta assalita la reggia, Decken parte alla ricerca della principessa, venendo però sconfitto da Rufy; amareggiato e folle di dolore, Decken, pur di uccidere la principessa e vendicarsi, scaglia con il suo potere l'arca Noah sull'intera isola, ma Hody Jones lo trafigge per punirlo del tradimento. Alla fine della battaglia viene arrestato dall'esercito di Nettuno insieme a Hody ed i suoi uomini. Van Der Decken ha ingerito il frutto Paramisha Centro Centro (マトマトの実?, Mato Mato no Mi), che gli conferisce la capacità di memorizzare e colpire con un oggetto scagliato a distanza fino a due bersagli, uno per ogni mano. Nonostante Decken sia un uomo-pesce, risente delle debolezze standard dei frutti del diavolo; quindi, vivendo negli abissi marini, non può utilizzare il suo potere senza essere protetto da qualche tipo di rivestimento. È doppiato da Wataru Takagi e Andrea Bolognini.

#### Wadatsumi
Wadatsumi (ワダツミ?), detto Onyudo (大入道? lett. "Grande mostro calvo o gigante"), è un gigantesco uomo-pesce di tipo pesce palla tigre al servizio di Vander Decken. È obbediente e leale, ma mantiene una personalità infantile. Durante il viaggio della ciurma di Cappello di paglia verso l'isola degli uomini-pesce, attacca la Thousand Sunny per rubarne il tesoro, venendo però sconfitto dal Kraken che accomapagnava la nave. Più tardi piomba sulla piazza Gyoncorde perché scivola dalla nave Noah e viene abbandonato dal suo capitano. In seguito Zeo lo convince a schierarsi dalla parte dei Nuovi pirati uomini-pesce e Wadatsumi si ritrova, potenziato con una Energy Steroid, ad affrontare Sanji e Jinbe. Viene sconfitto dai due e portato via dall'isola da Seppy, dato che le prigioni reali erano troppe piccole per trattenerlo. Dopo essere stato esiliato, Wadatsumi si reca nel Nuovo Mondo, dove chiede a Jinbe di poterlo seguire. In seguito si unisce ai Pirati del Sole. È doppiato da Kōki Miyata e Stefano Pozzi.

### Abitanti dell'isola degli uomini-pesce

#### Kayme
Kayme (ケイミー?, Keimī) è una sirena del tipo gurami sbaciucchione. Alquanto ingenua e sbadata, è un'aspirante fashion designer sotto la tutela della stella marina Pappagu. Appare per la prima volta nelle miniavventure di Hacchan, dove viene salvata da Hacchan dalla bocca di un grande pesce. Diventano presto amici e viene salvata di nuovo da lui dopo essere stata rapita dai pirati di Macro; nell'ultima parte delle miniavventure aprono un ristorante di takoyaki. Si imbatte nella ciurma di Cappello di paglia e li conduce alle isole Sabaody a salvare Hacchan, il quale è stato rapito dai Tobiuo Riders. Durante la sua permanenza sull'arcipelago viene catturata e messa all'asta, provocando l'ira di Rufy che prende a pugni un Nobile mondiale per liberarla. Riappare due anni dopo, quando la ciurma di Cappello di paglia giunge all'Isola degli uomini-pesce, facendo loro da guida. È doppiata da Haruna Ikezawa e Paola Della Pasqua.

#### Macro
Macro (マクロ?, Makuro) è un uomo-pesce di tipo anguilla-pellicano che, insieme a Gallo (ギヤロ?, Gyaro) e Tansui (タンスイ?, Tansui) forma i pirati di Macro (マクロ?, Makuro kaizoku-dan). In passato lui e i suoi compagni facevano parte dei Pirati del Sole, ma si staccarono dalla ciurma dopo l'entrata di Jinbe nella Flotta dei 7. Appare per la prima volta durante le miniavventure di Hacchan, dove rapisce diverse volte Kayme, che pero viene salvata da Hacchan. Riesce ad imprigionare quest'ultimo dopo essersi alleato con i Tobiuo Riders e pensa dunque di poter finalmente rapire la sirena, ma questa viene aiutata dalla ciurma di Cappello di Paglia; Hacchan viene così liberato e sconfigge facilmente Macro e i suoi compagni. È doppiato da Takashi Nagasako e Gianluca Iacono.

#### Madame Shirley
Madame Shirley (マダム・シャーリー?, Madamu Shārī) è una sirena di tipo squalo mako, la sorellastra di Arlong e la proprietaria del Mermaid Café, il ristorante in cui lavora Kayme. Un tempo era una veggente ma ha smesso di usare questa sua capacità in quanto prevedeva solo eventi tragici — il caos sull'isola degli uomini-pesce dopo la morte di Roger, la sconfitta della ciurma di Barbabianca a Marineford e la morte di Edward Newgate stesso — ciononostante ha una visione secondo la quale l'isola degli uomini-pesce sarà distrutta da Rufy e incita gli abitanti a scacciarlo. A guerra finita rompe la sua sfera di cristallo, decidendo di smettere definitivamente di fare previsioni nefaste. È doppiata da Romi Park da Cristina Giolitti e Jolanda Granato.

#### Pappagu
Pappagu (パッパグ?) è una stella marina, insegnante fashion designer e amico di Kayme. Egli è lo stilista di punta nonché il capo del marchio di moda Criminal. Parla il linguaggio umano perché quando era giovane credeva di essere un bambino e quando capì di essersi sbagliato aveva già assorbito gran parte del linguaggio e della cultura umana. Accompagna Kayme nelle sue avventure, in cui conosce Hacchan e la ciurma di Cappello di paglia. Due anni dopo, quando la ciurma giunge sull'isola degli uomini-pesce, si reca insieme a Rufy, Nami, Usop e Brook al palazzo reale e, in seguito, aiuta Zoro e gli stessi Usop e Brook a fuggire dalla gabbia in cui erano stati rinchiusi dai Nuovi pirati uomini-pesce. È doppiato da Kōzō Shioya, Mario Scarabelli e Stefano Dalla Valle.

## Punk Hazard

### Organizzazione di Caesar Clown
L'organizzazione di Caesar Clown (シーザー・クラウン・ノ・ダンタイ?, Shīzā Kuraun no dantai) è un'associazione criminale stazionata a Punk Hazard e in affari con Donquijote Do Flamingo. Essa funge da copertura alle ricerche dello scienziato Caesar Clown e alla preparazione del S.A.D., una sostanza che il membro della Flotta dei Sette utilizza per creare dei frutti del diavolo artificiali detti Smile che smercia ai pezzi grossi del Nuovo Mondo. Quando giungono sull'isola la ciurma di Cappello di paglia e i marine del G-5, Do Flamingo, temendo che i suoi esperimenti vengano scoperti, ordina a Caesar di ucciderli ed invia anche Vergo a supportarlo. Tuttavia, alla fine degli scontri, l'organizzazione viene smantellata e Caesar è sconfitto da Rufy e catturato dalla sua ciurma.

#### Caesar Clown
Caesar Clown (シーザー・クラウン?, Shīzā Kuraun) è un ex scienziato agli ordini del Governo. Ha ingerito il frutto Rogia Gas Gas (ガスガス の 実?, Gasu Gasu no Mi), che gli ha donato l'abilità di trasformarsi in qualsiasi gas esistente e di manipolarlo a proprio piacimento. È particolarmente sadico, spietato ed egocentrico, non esitando a sfruttare i suoi stessi sottoposti come cavie per i suoi esperimenti. In passato lavorava assieme a Vegapunk su Punk Hazard, ma l'invidia verso il suo collega lo ha portato ha sviluppare un gas estremamente letale nel tentativo di superarlo: quando Vegapunk lo scoprì lo licenziò e Caesar, per ripicca, liberò il gas sull'isola costringendo tutti alla fuga. Catturato dal Governo riuscì a fuggire ed entrò in affari sia con Big Mom, che gli donò dei fondi per i suoi studi sul gigantismo che però Caesar sperperò completamente, con Trafalgar Law, che decise di stanziarsi su Punk Hazard, e infine con Donquijote Do Flamingo, per il quale iniziò a produrre il S.A.D., una sostanza in grado di generare Frutti del diavolo artificiali che venivano poi rivenduti a Kaido. Nel mentre fece assimilare al gas ancora presente sull'isola il frutto Sala Sala modello axolotl (サラサラの実 モデル アホロートル?, Sara Sara no Mi, Moderu Ahorōtoru), concentrandolo così in un'enorme salamandra gelatinosa alla quale dà il nome di Smiley (スマイリー?, Sumairī). Quando la ciurma di Cappello di paglia e i marines di Smoker giungono sull'isola neutralizza i due gruppi con i suoi poteri, per poi trasformare nuovamente Smiley in gas per ucciderli e dare una dimostrazione al mondo della potenza della sua creazione. I pirati e i marines riescono tuttavia a salvarsi, e Caesar viene sconfitto da Rufy e catturato da Law, alleatisi nel mentre. Questi lo usa come merce di scambio per obbligare Do Flamingo ad abbandonare la Flotta dei sette: una volta giunti a Dressrosa la trattativa tuttavia fallisce, e Caesar e parte della ciurma di Rufy sono costretti ad allontanarsi dall'isola per sfuggire ai pirati di Big Mom, intenzionati a catturare lo scienziato. A Zo viene costretto da Chopper a dissolvere il gas di sua creazione utilizzato da Jack e a soccorrere i visoni, ma quando sull'isola giungono Pekoms e Capone Bege Caesar viene catturato insieme a Sanji e condotto a Tottoland per proseguire i suoi studi sul gigantismo. Liberato da Bege, viene costretto a prendere parte assieme a Bege stesso e a Rufy alla ribellione contro l'Imperatrice, ma in seguito al fallimento del loro piano è nuovamente costretto a fuggire. La sua taglia ammonta a 300 milioni di berry. È doppiato da Ryūsei Nakao e in italiano da Gianni Quillico.

#### Mone
Mone (モネ?) è un'arpia e l'assistente di Caesar Clown nella sua struttura di ricerca a Punk Hazard. In realtà è un membro del clan di Donquijote che è stata introdotta segretamente nell'organizzazione da Do Flamingo per sorvegliare lo scienziato. Quando la ciurma di Rufy sbarca su Punk Hazard, Mone dapprima li tiene sotto controllo e successivamente avverte Caesar della situazione sull'isola e del tradimento di Law. Durante il contrattacco della ciurma di Rufy e dei marine, interviene durante il combattimento tra Rufy e Clown in difesa di quest'ultimo. Dopo avere fatto precipitare il ragazzo in una discarica sotterranea, cerca di impedire al resto della ciurma di portare in salvo i bambini, combattendo dapprima contro Nami e Nico Robin e successivamente contro Zoro e Tashigi, venendo sconfitta dai due spadaccini. Sopravvissuta, raggiunge il laboratorio dove Caesar teneva l'arma che distrusse l'isola anni prima e Do Flamingo le ordina di attivarla, tuttavia fallisce nel suo compito poiché Caesar le pugnala il cuore, credendo invece che fosse quello di Smoker, causandone la morte. Mone ha ingerito il frutto Rogia Neve Neve (ユキユキの実?, Yuki Yuki no Mi), che le consente di tramutare il suo corpo in neve. In battaglia si serve inoltre di due grossi punteruoli. È doppiata da Naoko Matsui e in italiano da Beatrice Caggiula.

#### Barbabruna
Chadros Higelyges (チャドロス・ヒゲリゲス?, Chadorosu Higerigesu) soprannominato Barbabruna (茶ひげ?, Chahige) è un pirata sulla cui testa pende una taglia di 80.060.000 berry. Dopo la morte di Barbabianca prende il controllo dell'isola di Foodvalten, ma è sconfitto e menomato da Basil Hawkins. Giunto in gravi condizioni a Punk Hazard, Barbabruna viene trovato da Caesar, e Law usa i suoi poteri per impiantargli delle gambe di animale come protesi. Quando la ciurma di Cappello di paglia giunge sull'isola, lui e i suoi sottoposti tentano di catturarli ma vengono sconfitti. In seguito viene apparentemente ucciso a tradimento dagli Yeti Cool Brothers, su ordine di Caesar, che lo reputa ormai inutile; tuttavia si riprende e aiuta la ciurma di Cappello di paglia a penetrare nel laboratorio. Qui cerca di convincere i subordinati di Caesar che lo scienziato li sta solo usando, ma è messo fuori combattimento da Cesar. Alla fine delle battaglie decide di farsi arrestare dalla Marina per farsi curare. È doppiato da Yasuhiko Tokuyama e Marco Pagani.

#### Yeti Cool Brothers
Gli Yeti Cool Brothers (イエティCOOL BROTHERS?, Ieti Kūru Burazāzu), noti anche come "Gli assassini dei monti innevati" (雪山の殺し屋?, Yukiyama no koroshiya), sono due sicari giganteschi e ricoperti di pelliccia al servizio di Caesar Clown. I loro nomi sono Rock (ロック?, Rokku) e Scotch (スコッチ?, Sukotchi). Dopo aver apparentemente ucciso Barbabruna e aver rapito Franky per interrogarlo, vengono entrambi sconfitti: Rock viene abbattuto da Chopper con l'utilizzo di un iceberg e Scotch viene sconfitto da Law. Utilizzano entrambi due fucili adatti alle loro dimensioni, caricati con proiettili esplosivi o pieni di gas soporiferi e velenosi. Sono doppiati rispettivamente da Hiroyuki Kinoshita e Shunsuke Sakuya e in italiano da Maurizio Trombini e Gabriele Calindri.

## Dressrosa e Green Bit

### Famiglia Riku
La famiglia Riku (リク一族?, Riku ichizoku) è la stirpe reale che ha governato l'isola di Dressrosa per 800 anni fino a quando non venne spodestata da Donquijote Do Flamingo. Era una delle diciannove famiglie che furono scelte per sostituire i regnanti che si erano trasferiti a Marijoa dopo aver fondato il Governo mondiale. Dieci anni prima degli eventi trattati nella storia, re Riku Dold III venne messo in cattiva luce da Do Flamingo, che mediante i suoi poteri spinse lui e i suoi soldati ad attaccare i sudditi, in modo da ribaltare i sentimenti di questi nei confronti del re stesso. Ottenuto tale risultato, Donquijote e la sua ciurma rovesciarono la famiglia Riku facendosi passare per degli eroi, assumendo il controllo del Paese e costringendo l'ex re a nascondersi. In seguito alla caduta di Do Flamingo la famiglia Riku viene reinsediata a guida del Paese.

#### Riku Dold III
Riku Dold III (リク・ドルド3世?, Riku Dorudo Sansei) è l'ex re di Dressrosa. È sempre stato un sovrano molto attento alle sorti del suo popolo e benvoluto dai regnanti dei paesi confinanti, a cui talvolta prestava aiuto. In passato fu l'unico a credere nel temuto ricercato Kyros, proponendogli la grazia se fosse stato in grado di vincere cento incontri al Colosseo. Riuscito nell'impresa, Riku lo fece diventare capitano della guardia reale e, in seguito al salvataggio di sua figlia Scarlett da parte di Kyros, consentì ai due di andare a convivere in una modesta dimora nelle campagne della nazione, fingendo la morte della figlia e recandosi a trovare loro e la nipote Rebecca in borghese per non essere notato dalla popolazione. Si iscrive al Colosseo sotto l'identità di Ricky e viene collocato nel blocco B, dove è sconfitto da Blue Gily. Imprigionato insieme agli altri combattenti in una buca sotterranea, svela quindi la sua identità. Riappare al palazzo reale, prigioniero di Do Flamingo, ma viene liberato da Kyros. Dopo la caduta di Do Flamingo, il popolo di Dressrosa lo implora di ricominciare a governarli, e quindi lui torna a sedere sul trono. È doppiato in giapponese da Masashi Hirose e Banjō Ginga (ep. 666+), e in italiano da Gianni Gaude.

#### Scarlett
Scarlett (スカーレット?, Sukāretto) era la figlia primogenita di re Riku. Venne salvata da Kyros da una ciurma di pirati che l'avevano rapita e in seguito a ciò si innamorò dell'uomo; finse quindi la sua morte e andò ad abitare con lui. Tre anni dopo mise al mondo Rebecca. Durante il colpo di Stato di Do Flamingo, Kyros si recò al palazzo reale per difendere re Riku, raccomandando alla moglie e alla figlia di restare al sicuro; tuttavia, data la richiesta di cibo della figlia e l'aver dimenticato il marito e quindi la sua raccomandazione a non andare in città, Scarlett vi si recò di nascosto e venne scoperta e uccisa da Diamante all'età di 25 anni. È doppiata da Wakana Yamazaki.

#### Viola
Viola (ヴィオラ?, Viora) è la figlia secondogenita di re Riku. Ha ingerito il frutto Paramisha Fix Fix (ギロギロの実?, Giro Giro no Mi), che le permette di leggere la mente altrui e di potenziare la sua vista disponendo il pollice e l'indice delle mani a cerchio davanti agli occhi a formare una lente. Il frutto consente inoltre all'utilizzatore di trasferire i propri ricordi alla mente di un'altra persona e di vedere tutto ciò che lo circonda per un raggio di quattromila chilometri a volo d'uccello. Durante il colpo di Stato di Do Flamingo, Viola implorò il pirata di risparmiare la vita del padre in cambio del suo ingresso nella ciurma con lo pseudonimo di Violet (ヴァイオレット?, Vaioretto). Durante gli avvenimenti di Dressrosa, riesce a raggirare Sanji e a farlo catturare dai suoi sgherri; ma dopo aver tentato di estorcergli informazioni circa l'alleanza tra Rufy e Law, rimane sinceramente colpita dalla sua gentilezza e galanteria e decide di liberarlo, facendogli conoscere le reali intenzioni di Do Flamingo. Aiuta quindi Rufy, Zoro e Kin'emon ad entrare a palazzo. Quando Do Flamingo intrappola tutta Dressrosa nella sua gabbia, Viola rimane sull'altopiano reale, dove usa i suoi poteri per rintracciare la principessa Manshelly e per aiutare Usop a prendere la mira per colpire Sugar. Più tardi cerca di trattenere Do Flamingo ma quest'ultimo la sconfigge facilmente e prende il controllo di Rebecca per ucciderla ma viene salvata da Rufy. È doppiata in originale da Mie Sonozaki e in italiano da Jolanda Granato.

#### Rebecca
Rebecca (レベッカ?, Rebekka) è la figlia di Kyros e Scarlett e nipote di re Riku. La sua vita è stata funestata dal colpo di Stato di Do Flamingo, in quanto sua madre venne uccisa quando aveva solo sei anni. Negli anni seguenti riuscì a nascondersi dagli uomini del nuovo leader grazie all'aiuto del soldatino zoppo, che in realtà era suo padre, trasformato in un giocattolo da Sugar. Quando compì 16 anni, Rebecca venne infine catturata e costretta a combattere nel Colosseo come gladiatrice. Nonostante i continui insulti da parte del pubblico in quanto nipote del precedente regnante, Rebecca si rivela un'abile spadaccina e riesce a vincere tutte le battaglie, diventando nota come "La donna imbattuta" (無敗の?, Muhai no onna). Durante il Colosseo con in palio il frutto Foco Foco, fa in fretta amicizia con Rufy e gareggia nel blocco D. È l'unica che riesce a sfuggire all'attacco di Cavendish e pertanto accede alla finale, in cui affronta Diamante. In seguito, giunge insieme a Robin e Bartolomeo al palazzo reale, dove incontra nuovamente Diamante; la ragazza ha la peggio, ma viene salvata dal padre. Dopo la sconfitta di Do Flamingo decide di tornare a vivere con Kyros nella casa dove è nata. È doppiata da Megumi Hayashibara e in italiano da Valentina Pallavicino.

#### Kyros
Kyros (キュロス?, Kyurosu) è il marito di Scarlett e padre di Rebecca. All'età di 15 anni uccise una banda per vendetta ma, malgrado la popolazione ne bramasse l'uccisione, re Riku gli propose il perdono se avesse vinto cento incontri nel Colosseo. Passati nove anni e ben tremila incontri vinti, Kyors fu liberato e nominato capitano della guardia reale. A ricordo delle sue imprese nell'arena, gli fu inoltre dedicata un'imponente statua bronzea all'interno del Colosseo. Scarlett si innamorò di lui dopo che Kyros la salvò da un gruppo di pirati, e i due andarono a vivere insieme ed ebbero una figlia, Rebecca. Durante il colpo di Stato del clan Donquijote, Kyros lasciò la moglie e la figlia per andare a difendere re Riku, ma gli venne mozzata una gamba e fu trasformato in giocattolo da Sugar; da quel momento divenne noto come Soldatino zoppo (片足の兵隊?, Kata-ashi no heitai). In quelle condizioni non riuscì ad impedire che Scarlett venisse uccisa, ma divenne il protettore della figlia, sebbene questa avesse dimenticato chi fosse, e le insegnò a combattere. Negli anni, Kyros raccolse un gruppo di dissidenti, comprendente anche i nani del Regno di Tontatta, con lo scopo di rovesciare il clan Donquijote e distruggere la fabbrica degli Smiles. Quando la ciurma di Cappello di paglia giunge a Dressrosa dà inizio al suo piano, ma nei panni di soldatino è sconfitto da Lao G e Gladius, venendo salvato dall'intervento di Rufy. In seguito alla sconfitta di Sugar, Kyros riprende il suo aspetto originario e si ricongiunge con Rufy nell'assalto al palazzo reale, arrivando giusto in tempo per salvare sua figlia da Diamante. Inizialmente in svantaggio perché distratto nel proteggere sua figlia, grazie all'arrivo di Nico Robin può concentrarsi sull'avversario, riuscendo infine a sconfiggerlo. In seguito alla caduta di Do Flamingo, Kyros torna a vivere con Rebecca. È doppiato in originale da Rikiya Koyama e in italiano da Diego Baldoin.

### Combattenti del Colosseo
Al Colosseo con in palio il frutto Foco Foco partecipa un gran numero di combattenti da ogni parte del mondo di One Piece. Tutti i combattenti sconfitti prima della finale vengono tuttavia raggirati da Do Flamingo e, prima di giungere in infermeria per essere curati, vengono gettati in una buca sotterranea dove sono trasformati in giocattoli da Sugar e messi a lavorare nel porto sotterraneo. Quando Usop fa svenire Sugar, tornano alla loro forma originale e decidono di aiutare Rufy nel combattere il clan di Do Flamingo. Al termine degli scontri, molti di loro decidono di supportare il loro salvatore Rufy e formano la Grande Flotta di Cappello di paglia.

#### Cavendish
Cavendish (キャベンディッシュ?, Kyabendisshu) è il capitano dei pirati Splendidi (美しき海賊団?, Utsukushiki kaizoku-dan), con una taglia di 280 milioni di berry, poi aumentata a 330 milioni dopo i fatti di Dressrosa. Narcisista e in cerca di fama, è un giovane di bell'aspetto che cavalca uno stallone bianco chiamato Farul (ファルル?, Faruru). È un abile spadaccino e possiede una sciabola chiamata Durlindana, ritenuta una delle migliori spade al mondo. Cavendish soffre di narcolessia e sonnambulismo, e, ogni volta che si addormenta, Cavallo Bianco (白馬?, Hakuba), la sua seconda personalità, si risveglia. In questo stato egli è molto più veloce e potente ma anche crudele e spietato, tant'è che il suo passaggio è percepito come un vento assassino in grado di fare a pezzi le persone, noto come "Il kamaitachi di Rommel" (ロンメルのカマイタチ?, Ronmeru no kamaitachi). In questo stato il suo viso assume inoltre un'espressione diabolica. Un tempo era il principe del regno di Bourgeois, ma fu esiliato dal suo paese per via della sua popolarità. Dopo che il suo alter ego ferì alcune persone nel regno di Rommel; attirando le attenzioni della Marina, decise di diventare un pirata. Mostra un forte astio nei confronti di Rufy e delle supernove della sua generazione, in quanto colpevoli ai suoi occhi di averlo privato delle luci della ribalta solo un anno dopo essere diventato anche lui supernova. Durante il Colosseo, Cavendish si addormenta di colpo, permettendo a Cavallo Bianco di risvegliarsi e di mettere fuori combattimento tutti i lottatori del Blocco D a eccezione di Rebecca; la quale passa il turno poiché Cavendish continua a dormire. Durante l'assalto al palazzo reale, carica Rufy, Law e Kyros sul suo cavallo, aprendosi una strada verso la cima. Al terzo livello sconfigge Dellinger e tutti i membri di basso rango della ciurma di Do Flamingo, nei panni di Cavallo Bianco, per poi riprendere il controllo di sé, riuscendo a salvare Robin da un attacco di Gladius. Dopo la battaglia Cavendish decide di subordinare la sua ciurma a quella di Rufy e di diventare il capitano della prima flotta di Cappello di paglia. È doppiato in originale da Akira Ishida e in italiano da Mosè Singh.

#### Bartolomeo
Bartolomeo (バルトロメオ?, Barutoromeo) è il capitano della ciurma nota come Barto Club (バルトクラブ?, Baruto Kurabu); inizialmente ha una taglia di 150 milioni di berry, che viene poi aumentata a 200 dopo i fatti di Dressrosa. Si è costruito in breve tempo una pessima fama essendo solito uccidere moltissimi civili e per questo è stato soprannominato "Il cannibale" (人食い?, Hitokui); ama inoltre prendersi gioco degli altri, sebbene abbia dimostrato di essere un uomo d'onore. Ha mangiato il frutto Paramisha Barri Barri (バリバリの実?, Bari Bari no Mi), che gli permette di creare delle barriere che può usare per attaccare o difendersi. In passato era il capo di una gang malavitosa che controllava centocinquanta città ma quando, a Rogue Town, vide Rufy scampare alla decapitazione da parte di Bagy iniziò a seguire le imprese della ciurma di Cappello di paglia diventandone un fervente ammiratore, tanto da decidere di partecipare al torneo di Dressrosa per vincere il frutto Foco Foco e donarlo al suo idolo. Grazie ai suoi poteri esce vincitore dal Blocco B e, nella finale e negli scontri che seguono, si sforza di proteggere Robin, Usop, Rebecca e Sabo; in seguito collabora con Cavendish contro Gladius riuscendo a sconfiggerlo dopo un duro scontro. Al termine dei combattimenti chiede a Rufy di poter mettere il Barto Club al servizio della sua ciurma, diventando il capitano della seconda divisione della flotta di Cappello di paglia: è lui stesso a trasportare poi Rufy, Law e gli altri a Zo. Nelle miniavventure, dopo aver lasciato la Ciurma di cappello di paglia, assalta un'isola per vendere gadget di Rufy: gli abitanti lo avvertono di essere sotto la protezione di Shanks ma Bartolomeo brucia la bandiera dell'Imperatore. È doppiato in originale da Shōtarō Morikubo e in italiano da Gianluca Iacono.

#### Hajrudin
Hajrudin (ハイルディン?, Hairudin), detto "Il pirata mercenario" (海賊傭兵?, Kaizoku yōhei), è un gigante proveniente da Erbaf, figlio illegittimo di re Harald e della sua prima compagna Ida (イーダ?, Īda) e fratellastro maggiore del principe Loki. Poiché sua madre era una gigantessa proveniente dal Mare Meridionale (e non da Erbaf), non è stato riconosciuto come principe, pertanto nutre il sogno di poter diventare il re di tutti i giganti sparsi per il mondo intero È il capitano dei Nuovi guerrieri pirati giganti, e inizialmente al soldo di Bagy il Clown. Appare come combattente del blocco C, dove è sconfitto da Rufy. In seguito riesce a battere Machvise scagliandolo contro la gabbia creata da Do Flamingo. Dopo la battaglia, aiuta Rufy a fuggire da uno scontro con l'ammiraglio Fujitora. Al termine della saga di Dressrosa, diventa il capitano della sesta divisione della flotta di Cappello di paglia, abbandonando quindi con la sua ciurma l'organizzazione di Bagy, la Bagy's Delivery. Ricompare in occasione dell'arrivo della ciurma ad Erbaf insieme ai suoi compagni. È doppiato da Tsuyoshi Koyama (da adulto) e da Aiko Hibi (da bambino).

#### Altri combattenti del Colosseo
- Don Chinjao (首領チンジャオ?) è il dodicesimo leader del Naviglio degli otto tesori (八宝水軍?, Happō Suigun), una ciurma pirata appartenente al Paese dei Fiori. Trent'anni prima degli eventi di Dressrosa, Chinjao era uno dei pirati più potenti del mondo e aveva una taglia di 542 milioni di berry. Sulla sua testa si trovava una lunga protuberanza che le conferiva una forza straordinaria, motivo per il quale il pirata era chiamato "Chinjao il punteruolo" (錐のチンジャオ?, Kiri no Chinjao). Tuttavia il viceammiraglio Monkey D. Garp, in uno scontro, riuscì con un pugno ad appiattire l'escrescenza sulla sua testa e, a seguito di questa sconfitta, Chinjao giurò di vendicarsi del marine e di tutta la sua discendenza. Al Colosseo attacca Rufy non appena lo riconosce come nipote di Garp. Dopo aver sconfitto con enorme facilità diversi combattenti del Blocco C, rimane a contendersi la vittoria con Rufy; questi lo sconfigge con un pugno sulla testa, e l'impatto è così forte che il cranio di Chinjao ritorna alla forma che aveva in passato. Troppo debilitato dallo scontro non riesce a ringraziare Rufy per avergli restituito la forma di un tempo e ad offrirgli la sua ciurma, cosa che avverrà comunque al termine degli scontri per decisione di suo nipote Sai. Negli scontri che seguono si ritrova a combattere assieme al nipote Sai contro Lao G. Quando nel duello si inserisce anche Baby 5, la quale si innamora di Sai, Chinjao attacca la ragazza ma viene sconfitto dal nipote, nominandolo nuovo leader del Naviglio e cedendogli la sua tecnica in grado di spaccare in due un continente. È doppiato in originale da Shin Aomori e in italiano da Pietro Ubaldi.[143]
- Sai (サイ?, Sai) è il nipote di Don Chinjao e il tredicesimo leader del Naviglio degli otto tesori. Si agita molto facilmente, diventando aggressivo anche solo se viene ringraziato; ciononostante è un guerriero d'onore e crede nella lealtà e nella correttezza. In combattimento utilizza un bisento, oltre ad essere esperto nelle arti marziali, padroneggiando la tecnica Bachong Quan del Naviglio degli otto tesori. Al Colosseo ingaggia una lotta contro Ideo, ma viene scagliato fuori dal ring da Rufy, mentre quest'ultimo si dirige a combattere con suo nonno. Negli scontri successivi si ritrova ad affrontare Baby 5, la quale si innamora di lui. Volendo per Sai un matrimonio politico, Chinjao si oppone però al fidanzamento e si avventa sulla ragazza, ma viene fermato dallo stesso Sai, il quale gli piega la testa a punta; spingendo il nonno a nominarlo nuovo leader del Naviglio degli otto tesori con il nome di Don Sai (首領サイ?, Don Sai). In seguito affronta Lao G e lo sconfigge con un potente calcio. Dopo la battaglia Sai mette il Naviglio a disposizione di Rufy, andando a formare la terza flotta di Cappello di paglia. In seguito sposa Baby 5 e accompagna il sovrano del Paese dei Fiori al Reverie. È doppiato in originale da Kōichi Hashimoto e in italiano da Stefano Albertini.[143]
- Ideo (ィデオ?, Ideo), soprannominato "Il cannone distruttore" (破壊砲?, Hakai hō), è un pugile Braccialunghe noto per aver vinto due volte il Torneo di combattimento centrale del Nuovo Mondo. Nel Colosseo combatte nel blocco C, dove affronta inizialmente Sai per poi venire scagliato fuori dal ring da Chinjao mentre questi si dirige a combattere con Rufy. Nei combattimenti successivi fronteggia Dellinger, da cui viene sconfitto. Dopo la battaglia annuncia di voler fondare l'Alleanza della palestra di arti marziali XXX (XXXジム格闘連合?, Toripuru-ekkusu jimu kakutō rengō) insieme a Blue Gilly, Abdullah e Jeet; il gruppo, capitanato da Ideo, va a formare la quarta divisione della flotta di Cappello di paglia. Durante le miniavventure, Ideo e il suo gruppo interrompono una battaglia navale tra Gambelunghe e Braccialunghe, e costringono i due schieramenti a modificare la propria nave con le parti integre di quelle coinvolte nella precedente battaglia. Una volta conclusa, vi salgono a bordo e riprendono il mare: l'alleanza diventa così la ciurma dei Pirati di Ideo (イデオ 海賊団?, Ideo Kaizokudan). È doppiato da Masaki Aizawa.
- Blue Gilly (ブルーギリー?, Buruu Girii) è un combattente gambelunghe. La sua specialità sono le tecniche con i calci dello stile Jiao Gong Dao (脚功道?, Jao Kun Dō). Partecipa al Blocco B, dove viene inizialmente ingaggiato da Dagama; dopo avere fiutato le sue intenzioni riesce a sconfiggerlo prima di venire a sua volta abbattuto dal colpo di Elisabello II. Negli scontri successivi viene sconfitto da Dellinger. Alla fine della battaglia si unisce a Ideo, Abdullah e Jeet nell'Alleanza della palestra di arti marziali XXX[150]. È doppiato in originale da Makoto Naruse e in italiano da Giuseppe Calvetti.[143]
- Abdullah (アブドーラ?, Abudōra) e Jeet (ジェット?, Jetto) sono ex cacciatori di taglie. Combattono rispettivamente con una coppia di tridenti e di spade e la loro tattica consiste nel distrarre l'avversario per poi colpirlo alle spalle. Partecipano al blocco B, in cui sono sconfitti da Bellamy. Durante l'assalto al palazzo reale riescono a salvare Rufy e Law da un clone di Do Flamingo. Alla fine della battaglia si uniscono a Ideo e Blue Gilly nell'Alleanza della palestra di arti marziali XXX. Sono doppiati rispettivamente da Keiji Hirai e Kōji Haramaki e in italiano da Andrea De Nisco (Abdullah).[143]
- Suleiman (スレイマン?, Sureiman), detto "Il tagliatore di teste" (首はね?, Kubi-hane) è un criminale di guerra. Durante i combattimenti del blocco D affronta Rebecca, venendo sconfitto dall'attacco di Cavendish. Partecipa poi con gli altri combattenti all'assalto del palazzo di Do Flamingo, dove viene facilmente sconfitto da Dellinger. Alla fine dei combattimenti si unisce alla ciurma di Cavendish. È doppiato da Ken Naito.
- Orlumbus (オオロンブス?, Ōronbusu), detto "Il signore dello sterminio" (支配者?, Shihaisha), è un avventuriero al servizio del regno di Standing e l'ammiraglio della Grande flotta navale della Yonta Maria (ヨンタマリア大船団?, Yonta Maria Dai-sendan). In combattimento usa una frusta. La sua più grande caratteristica è il riuscire in qualche modo a fare obbedire al suo comando i suoi stessi avversari, semplicemente urlandogli contro. Partecipa al blocco D, dove è sconfitto dall'attacco di Cavendish. Negli scontri successivi aiuta Zoro a sconfiggere Pica. Dopo la fine della battaglia, fa disporre la flotta Yonta Maria davanti alle coste di Dressrosa per far fuggire Rufy e i suoi compagni e diventa poi il comandante della settima divisione della flotta di Cappello di paglia. La sua è ampiamente la flotta più numerosa delle sette, avendo oltre 4000 uomini. È doppiato da Jirō Saitō.
- Elizabello II (エリザベロー2世?, Erisabero nisei) è il re del Regno di Prodence ed è conosciuto come "Il re lottatore" (戦う王?, Tatakau ō). Ha la capacità di concentrare la propria forza per un'ora per poi scagliare un singolo pugno dagli effetti devastanti[151]. È un vecchio amico di re Riku, che più volte ha aiutato il suo paese. Partecipa al blocco B, rimanendo al sicuro dietro a uno scudo di uomini, assoldati dal suo stratega militare Dagama (ダガマ?); quindi utilizza il suo attacco più potente sconfiggendo tutti gli avversari rimasti tranne Bartolomeo, che a sua volta lo mette al tappeto. In seguito spalleggia Zoro nello scontro con Pica. Dopo la fine della battaglia, spinge re Riku a riprendere il posto come sovrano di Dressrosa. È doppiato in originale da Katsumi Chō e in italiano da Marco Balzarotti.[143]

### Tontatta
La tribù Tontatta (小人族?, Tontatta-zoku) è un clan di nani che vivono nel sottosuolo e si nascondono nella fitta foresta dell'isola di Green Bit, a cui si riferiscono col nome di Regno di Tontatta (トンタッタ王国?, Tontatta Ōkoku). Sono creature molto diffidenti e ingenue. Nonostante le dimensioni ridotte sono dotati di grande forza e velocità, tanto da essere molto difficili da vedere per gli umani. Utilizzano scarabei Yellow Kab (山吹オオカブトムシ?, Yamabuki Ō-Kabutomushi) e vespe Pink Bee (桃色スズメバチ?, Momoiro Suzumebachi) per spostarsi volando. Circa novecento anni prima degli eventi attuali, vennero schiavizzati dalla famiglia Donquijote e costretti a lavorare in fabbriche sotterranee, ma dopo che al trono salì la famiglia Riku, furono liberati dal nuovo sovrano, che gli diede anche la possibilità prendere ciò che volevano dal regno giustificando il tutto come "opera dei folletti". In passato hanno avuto a che fare con Montblanc Noland, che ora considerano il loro eroe; in virtù di ciò, sono soliti aggiungere, al nome dei componenti della ciurma di Cappello di paglia, il suffisso "-land". Progettano insieme a Kyros di abbattere Do Flamingo, per liberare cinquecento di loro, tra cui la principessa Manshelly, costretti a lavorare come schiavi nella fabbrica di Smile. Dopo la sconfitta di Do Flamingo, duecento nani della tribù Tontatta, con Leo come capitano, formano la ciurma pirata dei Pirati Tontatta (トンタッタ海賊団小?, Tontatta-kaizokudan) andando a comporre la quinta divisione della flotta di Cappello di paglia. Inoltre viene resa pubblica l'esistenza dei nani, che iniziano a vivere apertamente al fianco del popolo di Dressrosa.

#### Leo
Leo (レオ?, Reo) è il leader dei guerrieri, dal carattere bacchettone e aggressivo, ma al tempo stesso ingenuo e credulone. Alla sua prima apparizione cattura Robin e Usop, ma in seguito li libera quando Usop, mentendo, afferma di essere un discendente di Montblanc Noland. Guida poi la sortita dei nani nella fabbrica di Smile, venendo catturato e sconfitto da Trébol. Durante la battaglia di Dressrosa accompagna Robin, Bartolomeo e Rebecca al palazzo reale, dove libera la principessa Manshelly dalla sua prigionia. Dopo la fine della battaglia, diventa il capitano della quinta divisione della flotta di Cappello di paglia. A lui e ai suoi sottoposti viene affidato poi l'incarico di fare da guardie alla famiglia Riku al Reverie. Leo ha mangiato il frutto Paramisha Cuci Cuci (ぬいぬいの実?, Nui Nui no Mi), che gli permette di cucire cose e persone a qualsiasi superficie. È doppiato in originale da Kurumi Mamiya e in italiano da Davide Garbolino.

#### Manshelly
Manshelly (マンシェリー?, Mansherī) è la principessa del Regno di Tontatta. Molto emotiva e sensibile, Manshelly è infatuata di Leo, il quale però non sembra ricambiare i suoi sentimenti, e interpreta le sue richieste amorose come richieste di una ragazza viziata e scorbutica. Venne imprigionata da Do Flamingo per costringere i nani a lavorare nella fabbrica di Smile e per sfruttare il potere del frutto Paramisha Cura Cura (チユチユの実?, Chiyu Chiyu no Mi), che le permette di curare qualsiasi persona ferita grazie alle sue lacrime. Durante la battaglia di Dressrosa, Jora tenta di costringerla a rianimare gli ufficiali feriti, ma viene salvata da Leo. In seguito usa i suoi poteri per guarire i feriti della battaglia. È doppiata da Ai Nonaka e in italiano da Veronica Cuscusa.

#### Altri Tontatta
- Wicca (ウィッカ?, Wikka) è appartenente alla squadra di ricognizione. Ruba la spada Shusui a Zoro, ma viene scoperta e costretta a restituirla. Rendendosi conto che Zoro non è in grado di orientarsi per la città, rimane con lui, aiutandolo a raggiungere il prato fiorito per lo scontro con il clan di Donquijote. Dopo i fatti di Dressrosa, si unisce con Leo alla flotta di Rufy. È doppiata in originale da Miki Nagasawa e in italiano da Serena Clerici.[143]
- Gancho (ガンチョ?, Gancho) è l'anziano "tontacapo" del Regno di Tontatta e il padre della principessa Manshelly. È lui a rivelare a Usop, Robin e Franky i rapporti che legano i nani alla famiglia Donquijote. È doppiato in originale da Ken'ichi Ogata e in italiano da Cesare Rasini.[143]

### Abitanti di Dressrosa
- Gats (ギャッツ?, Gyattsu) è il commentatore del Colosseo di Dressrosa. Nonostante il suo ruolo gli richieda imparzialità, non si vergogna a dimostrare apertamente i suoi favoritismi nei confronti di alcuni lottatori. Quando Rufy rimane senza forze dopo l'utilizzo del Gear Fourth, guida alcuni combattenti del Colosseo a ostacolare Do Flamingo e permettere così al ragazzo di riprendere le forze. È Doppiato in originale da Taketora e in italiano da Mario Zucca.[143]
- Tank Lepanto (タンク・レパント?, Tanku Repanto) è il capitano dell'esercito di Dressrosa. In passato era al servizio della famiglia Riku, alla quale era molto fedele, ma dopo il colpo di Stato di Do Flamingo lui e alcuni dei suoi uomini furono costretti a passare al suo servizio allo scopo di tenere d'occhio Viola. Durante il torneo viene assoldato da Dagama perché combatta a fianco di Elisabello II ed è sconfitto da Abdullah e Jeet. Una volta catturato insieme agli altri combattenti, riconosce in Ricky l'ex re Riku Dold III. È Doppiato in originale da Keikō Sakai e in italiano da Natale Ciravolo.[143]

## Zo

### Tribù dei visoni
La tribù dei visoni (ミンク族?, Minku-zoku) è una civiltà costituita da animali umanoidi che vivono sull'isola vagante di Zo, in un luogo che chiamano Ducato di Mokomo (モコモ公国?, Mokomo Kōkoku). Secoli prima della storia corrente, i visoni stipularono un patto di alleanza con la famiglia Kozuki del Paese di Wa, patto che prevedeva reciproci lealtà e aiuto, qualora una delle due parti si fosse trovata in difficoltà. I visoni hanno sempre tenuto fede a questo patto, come dimostrano scontrandosi strenuamente contro Jack fin quasi alla morte pur di salvare e nascondere Raizo, vassallo dei Kozuki.

#### Cane-tempesta e Gatto-vipera
La tribù è governata dal duca Cane-tempesta (イヌアラシ公爵?, Inuarashi kōshaku), un cane di grandi dimensioni dal carattere calmo e posato, e dal potente Gatto-vipera (ネコマムシの旦那?, Nekomamushi no dan'na), un enorme gatto dal carattere iracondo e attaccabrighe. Essi si alternano alla guida del loro popolo tra il giorno e la notte. Da piccoli, affascinati dalla storia dell'alleanza tra visoni e Kozuki e desiderosi di vedere il mondo, decisero di prendere il mare e naufragarono proprio a Wa, dove vennero additati come mostri insieme all'uomo-pesce Kawamatsu e condannati a morte: vennero salvati proprio dal rampollo della famiglia Kozuki, Oden, che prese i tre con sé e li fece unire ai Foderi Rossi, i suoi vassalli. Tempo dopo, Cane-tempesta e Gatto-vipera si unirono a Oden e Izo entrando nella ciurma di Barbabianca; in seguito, seguirono il loro signore anche quando entrò nei pirati di Roger. Dopo la morte di Oden la loro relazione mutò bruscamente, poiché si accusavano l'un l'altro dell'accaduto, e diventarono ostili. Considerati i combattenti migliori del regno, guidano la battaglia contro Jack ma sono entrambi sconfitti e mutilati dal pirata. Dopo essersi ripresi, si offrono di supportare Rufy e compagni per sdebitarsi del loro aiuto. Al paese di Wa partecipano all'assalto di Onigashima, provando ad affrontare Kaido assieme agli altri foderi ma venendo sconfitti; in seguito, Cane-tempesta affronta Jack mentre Gatto-vipera combatte contro Charlotte Perospero, uscendo vincitori da entrambi gli scontri. Dopo la vittoria dell'alleanza contro Kaido, decidono di restare a Wa per supportare Momonosuke nel nuovo ruolo di shogun, lasciando la guida dei visoni a Carrot. Sono doppiati rispettivamente da Takaya Hashi e Masaru Ikeda e in italiano da Donato Sbodio e Giorgio Melazzi.

#### Carrot
Carrot (キャロット?, Kyarotto) è un visone coniglio membro dei moschettieri del duca Cane-tempesta. È inoltre un "uccello del sovrano", cioè un'assistente di entrambi i regnanti, quindi è attiva sia di giorno che di notte e si può muovere liberamente in modo da mantenere le comunicazioni tra di loro e adempiere alle loro richieste. Desiderosa di viaggiare per mare, s'infiltra sulla Thousand Sunny al momento della partenza del gruppo di Rufy per salvare Sanji e si unisce a loro. Viene attaccata da Charlotte Brulee e intrappolata insieme a Chopper all'interno di uno specchio. In seguito aiuta Chopper a sconfiggere l'avversaria e a prestare soccorso ai suoi compagni. Durante la fuga assiste sconvolta al sacrificio di Pedro e, successivamente, affronta la flotta di Charlotte Daifuku trasformata in sulong. Al paese di Wa affronta Perospero assieme a Wanda per vendicare Pedro, mettendolo in difficoltà grazie al sulong ma uscendone sconfitte. Dopo la vittoria dell'alleanza contro Kaido, riceve da Cane-tempesta e Gatto-vipera l'incarico di governare i visoni in loro assenza. Dimostra un'agilità e una velocità straordinaria ed è capace di spiccare salti altissimi. In combattimento utilizza dei guanti artigliati che sembrano essere in grado di produrre scariche elettriche. È doppiata in originale da Kanae Itō e in italiano da Chiara Leoncini.

#### Pedro
Pedro (ペドゥロ?, Peduro), soprannominato "L'arboricolo" (木の上?, Ki no Ue), è un visone giaguaro a capo dei guardiani della Foresta Balena. Fuma spesso una sigaretta e gli manca l'occhio sinistro, che ha perso in uno scontro tenutosi cinque anni prima degli eventi attuali con Tamago. In passato, lui, Pekoms e Zepo abbandonarono Zo alla ricerca dei Poignee Griffe, fondando i pirati Nox (ノックス海賊団?, Nokkusu kaizoku-dan), e raggiunsero Tottoland. Qui rubarono qualcosa a Big Mom, che per punizione accorciò la vita di Pedro di cinquant'anni. Sulla sua testa pende una taglia di 382 milioni di berry. In seguito, Pedro si unisce al gruppo di Rufy per salvare Sanji e, a Tottoland, crea un diversivo per permettere a Brook di entrare nella biblioteca. Scontrandosi nuovamente con Tamago, Pedro sconfigge il suo avversario. Durante la fuga da Tottoland, Pedro si sacrifica per consentire alla ciurma di Cappello di paglia di andarsene, facendosi esplodere nel tentativo di eliminare Perospero. È molto furtivo, ed è dotato di grande forza e agilità. È un abile spadaccino, e in combattimento brandisce un grosso machete. È doppiato in originale da Shin'ichirō Miki e in italiano da Omar Maestroni.

#### Altri visoni
- Wanda (ワンダ?) è un visone canide membro dei moschettieri del duca Cane-tempesta. È un "uccello del sovrano", cioè un'assistente di entrambi i regnanti, quindi è attiva sia di giorno che di notte e si può muovere liberamente in modo da mantenere le comunicazioni tra di loro e adempiere alle loro richieste. Credendo inizialmente i Cappello di paglia dei nemici, li attacca salvo poi diventare la loro guida nel regno. A Wa affronta Perospero assieme a Carrot, uscendone però sconfitta. È doppiata da Fumiko Orikasa e Katia Sorrentino.

## Tottoland

### Famiglia Vinsmoke
La famiglia Vinsmoke (ヴィンスモーク家?, Vinsumōku-ke) è una famigerata stirpe di assassini a capo dell'esercito del Germa 66 (ジェルマ66?, Jeruma Daburu Shikkusu): tale esercito è l'antagonista principale della striscia a fumetti Sora, il guerriero dei mari (海の戦士ソラ?, Umi no Senshi Sora) e per questo molti ritengono la sua esistenza una leggenda. In realtà il Germa 66 svolge la propria attività nella malavita, dove opera come fornitore di mercenari. In passato la famiglia regnava sul Mare Settentrionale, ma perse il suo potere e possedimenti; nonostante questo i suoi membri hanno ancora il diritto di partecipare al Reverie di Marijoa ed esercitano una forte influenza sul Governo mondiale: tali privilegi sono andati persi dopo i fatti di Tottoland. La base dell'organizzazione è il Regno di Germa (ジェルマ王国?, Jeruma Ōkoku), che consiste in una gigantesca nave isola composta a sua volta da navi più piccole che all'occorrenza possono staccarsi da quella principale. I Vinsmoke posseggono un'avanzata tecnologia bellica, che ha permesso a Judge di creare l'esercito di Germa 66 e aumentare geneticamente le prestazioni dei suoi figli, ragion per cui Big Mom è interessata ad imparentarsi con essa mediante il matrimonio tra Sanji e Pudding. Sanji tuttavia non manifestò le capacità dei suoi fratelli e, congiuntamente al suo atteggiamento gentile e alla sua passione per la cucina, venne sempre considerato la pecora nera della famiglia e bullizzato dai suoi fratelli.

#### Vinsmoke Judge
Vinsmoke Judge (ヴィンスモーク・ジャッジ?, Vinsumōku Jajji), soprannominato "Garuda" (怪鳥?, Garūda) è il capofamiglia e sovrano del Regno di Germa, oltre che il comandante del Germa 66. Possiede le stesse ideologie dei nobili mondiali affermando che i nobili non dovrebbero abbassarsi a lavorare o ad aiutare i comuni plebei. In battaglia fa uso della tecnologia avanzata del Germa. In passato Judge era uno scienziato che lavorava insieme a Vegapunk sulla ricerca di armi tecnologiche, scoprendo come mutare geneticamente gli esseri umani. Il Governo mondiale, venuto a sapere di ciò, fece arrestare Vegapunk mentre Judge riuscì a scappare; applicando le sue ricerche alla clonazione, poté creare l'esercito di Germa 66 e modificare i suoi figli, affinché sviluppassero capacità sovrumane. Sanji tuttavia non manifestò le capacità dei suoi fratelli e, congiuntamente al suo atteggiamento gentile e alla sua passione per la cucina, venne sempre considerato la pecora nera della famiglia dal padre. Constatato che Sanji non sarebbe mai migliorato, Judge finse la sua morte e lo rinchiuse nelle segrete del regno di Germa con una maschera di ferro. Circa sei mesi dopo, Judge raggiunse il mare Orientale con il resto del Germa per combattere una guerra, e qui Sanji fuggì dalla cella. Tredici anni dopo, decide di stringere alleanza con Big Mom in modo da realizzare il suo sogno di riconquistare il mare Settentrionale e, per rendere il tutto ufficiale, organizza il matrimonio tra Sanji e Pudding. Dopo essere giunto a Tottoland sfida il figlio, battendolo con l'inganno e costringendolo ad accettare il matrimonio. Durante la cerimonia lui e i suoi figli vengono circondati dai pirati di Big Mom, intenzionati a ucciderli per impadronirsi della tecnologia del Germa, ma vengono salvati dalla ciurma di Cappello di Paglia. Per guadagnare tempo, attacca Big Mom, ma l'imperatrice lo sconfigge in pochi secondi. Dopo essersi ripreso, guida la flotta del Germa affinché difenda la Thousand Sunny dagli attacchi dei pirati di Big Mom. È doppiato da Hideyuki Hori e in italiano da Claudio Colombo.

#### Vinsmoke Reiju
Vinsmoke Reiju (ヴィンスモーク・レイジュ?, Vinsumōku Reiju), soprannominata "Poison Pink" (ポイズンピンク?, Poizun Pinku), è la figlia primogenita di Judge. Reiju non ha mai partecipato attivamente al bullismo di Sanji quando erano piccoli, ma lo tollerava per non cadere a sua volta vittima dei tre fratelli; da piccola è l'unica a prendersi cura di Sanji, e, quando la famiglia giunge nel Mare Orientale, aiuta il fratello a evadere. Ha in comune con Sanji la capacità di provare sentimenti, ma come gli altri fratelli è costretta ad obbedire agli ordini di suo padre. Dimostra diplomazia e pacatezza quando soccorre l'avvelenato Rufy, cibandosi del veleno da lui accidentalmente ingerito praticandogli la respirazione bocca a bocca. In combattimento utilizza attacchi a base di veleno. A Tottoland viene ferita e catturata da Pudding, che le rivela l'intenzione di Big Mom di uccidere tutti i Vinsmoke durante il matrimonio, e successivamente le modifica i ricordi in modo che non riveli il piano di Linlin. Sanji raggiunge Reiju e al suo risveglio le spiega cosa le è realmente accaduto. La ragazza a quel punto rivela a suo fratello cosa accadde alla loro madre e gli confida che dovrebbe lasciare che il Germa venga distrutto incoraggiandolo a fuggire. Durante la cerimonia viene circondata dai pirati di Big Mom insieme ai suoi familiari, venendo salvata dall'intervento della ciurma di Rufy. È doppiata in originale da Michiko Neya e in italiano da Elena Mancuso.

#### Fratelli di Sanji
I tre fratelli gemelli di Sanji. A differenza di quest'ultimo, subirono una modifica genetica che li rese delle vere e proprie macchine da guerra prive di sentimenti. Constatando la scarsa propensione di Sanji al combattimento, essi seguirono l'esempio del padre e iniziarono a schernirlo e bullizzarlo brutalmente.
- Vinsmoke Ichiji (ヴィンスモーク・イチジ?, Vinsumōku Ichiji), soprannominato "Sparking Red" (スパーキングレッド?, Supākingu Reddo), è il primo dei quattro fratelli Vinsmoke. Freddo e brutale, come la maggior parte dei membri della sua famiglia, è orgoglioso del suo status regale e guarda i popolani e i servi dall'alto verso il basso. I suoi attacchi sono basati su raggi laser. Appare per la prima volta insieme al fratello Niji mentre comandano un plotone di soldati del Germa 66 sull'isola di Broccoli dove, in meno di quattro ore, portano alla conclusione una guerra durata due anni. Durante la cerimonia affronta Charlotte Katakuri, venendo facilmente sconfitto. È doppiato da Noriaki Sugiyama, Masami Suzuki (bambino) e in italiano da Matteo Ferrando.
- Vinsmoke Niji (ヴィンスモーク・ニジ?, Vinsumōku Niji), soprannominato "Electric Blue" (デンゲキブルー?, Dengeki Burū), è il secondo dei quattro fratelli. Come i suoi fratelli, è orgoglioso del suo status regale e guarda gli altri dal basso verso l'alto, esprimendo anche disgusto verso le manifestazioni di gentilezza di Sanji. I suoi attacchi sono basati sull'elettricità. Appare per la prima volta insieme al fratello Ichiji mentre comandano un plotone di soldati del Germa 66 sull'isola di Broccoli dove, in meno di quattro ore, portano alla conclusione una guerra durata due anni. Durante la cerimonia, si reca in aiuto del padre contro Big Mom insieme a Yonji, venendo facilmente battuti. Dopo che lui e i fratelli sbaragliano i pirati di Big Mom che li inseguivano, finge di essere uno dei pirati di Big Mom per scoprire dove si trova la ciurma di Rufy e la sua famiglia si prepara a salpare nuovamente per aiutarli. È doppiato da Atsushi Miyauchi, Yūko Mita (bambino) e in italiano da Luca Sandri.
- Vinsmoke Yonji (ヴィンスモーク・ヨンジ?, Vinsumōku Yonji), soprannominato "Winch Green" (ウインチグリーン?, Uinchi Gurīn), è il figlio più giovane di Judge. Come Sanji è affascinato dalle belle ragazze, ma dimostra anche un carattere aggressivo e permaloso[156]. Il suo metodo di combattimento è basato sulla forza bruta, che gli permette di tenere testa ad avversari molto più grossi di lui. Quando Sanji viene condotto a Tottoland, Yonji lo sfida in combattimento, convinto di poterlo sconfiggere con facilità, ma viene battuto con sorpresa di tutti. Durante la cerimonia, si reca in aiuto del padre contro Big Mom insieme a Niji, venendo facilmente battuti. È doppiato in originale da Kenjirō Tsuda e Akemi Okamura (bambino), mentre in italiano da Andrea Salierno.

### Invitati
- Morgans (モルガンズ?, Moruganzu) è il direttore del Quotidiano mondiale dell'economia, sempre a caccia di scoop da pubblicare sulla sua rivista. Ha l'aspetto di un uccello antropomorfo, dato dal fatto di aver mangiato il frutto Zoo Zoo Avis Avis, modello albatro (トリトリの実 モデルアルバトロス?, Tori Tori no Mi Moderu Arubatorosu)[157], di cui mantiene permanentemente la forma ibrida. È uno dei signori della malavita invitati al tea party di Big Mom, ed intrattiene buoni rapporti con la famiglia Vinsmoke. Durante il matrimonio prende nota di tutti gli avvenimenti, compresi l'assalto e la fuga dei gruppi di Rufy e Bege: ciò porterà i membri della famiglia Charlotte a tentare di catturarlo per evitare fughe di notizie, ma egli riesce a scappare grazie all'aiuto di Stussy. In seguito pubblica un articolo in cui parla degli avvenimenti di Tottoland, insignendo informalmente Rufy del titolo di quinto Imperatore. È doppiato da Yasuyuki Kase.

## Paese di Wa

### Casato Kozuki
Il casato Kozuki (光月家?, Kōzuki-ke) era la famiglia che ha governato il Paese di Wa fino a che Oden non abbandonò il Paese e Kurozumi Orochi ne usurpò il ruolo di shōgun. Gli antenati della famiglia crearono i Poignee Griffe e li incisero. Secoli prima della narrazione, i Kozuki stipularono un patto di alleanza con la tribù dei visoni di Zo, patto che prevedeva il reciproco aiuto nel caso una delle due parti fosse stata in difficoltà. Sotto la reggenza di Orochi il clan Kozuki è un argomento tabù nel paese di Wa, e il solo parlarne può portare alla condanna a morte.

#### Kozuki Oden
Kozuki Oden (光月おでん?, Kōzuki Oden) era il figlio del precedente shōgun di Wa, marito di Amatsuki Toki e padre di Momonosuke e Hiyori. Era un grandissimo combattente, in particolare maestro dello stile a due spade, e brandiva le due Owazamono Ame no Habakiri (天羽々斬?) ed Enma (閻魔?); possedeva inoltre l'Ambizione del re conquistatore. Fin da piccolo dimostrò di essere una persona fuori dal comune e, crescendo, causò innumerevoli problemi a causa del suo carattere ribelle, anticonformista e rissoso, al punto che suo padre fu costretto a bandirlo dalla Capitale fiorita. Oden si trasferì quindi nella regione di Hakumai, presso il daimyō Shimotsuki Yasuie che tentò invano di renderlo una persona più responsabile. Tempo dopo si recò nella regione di Kuri, in cui spadroneggiavano i peggiori criminali della società. Riuscì a sconfiggerli e a rendere Kuri una regione pacifica e prospera; per tale ragione, suo padre lo nominò daimyō di Kuri all'età di vent'anni. Negli anni seguenti, fece amicizia e salvò da una vita di disperazione coloro che sarebbero diventati in seguito i suoi vassalli principali, ovvero i Foderi Rossi. Da sempre desideroso di lasciare Wa, paese estremamente chiuso verso il mondo esterno, trovò la sua occasione imbattendosi in un naufragato Barbabianca, che lo accettò nella sua ciurma dopo un'iniziale reticenza constatando il suo animo nobile a seguito del salvataggio di Toki; Oden si unì quindi a Newgate (insieme a Toki, Izo, Cane-tempesta e Gatto-vipera, che lo avevano seguito da Wa), divenendo anche comandante della seconda flotta della sua ciurma. In seguito si unì a Gol D. Roger (nuovamente insieme a Toki, Cane-tempesta e Gatto-vipera) come interprete dei Poignee Griffe nel suo ultimo viaggio, riuscendo a raggiungere Raftel. Tornato a Wa, scoprì che Kurozumi Orochi aveva, nel frattempo, preso il potere con l'aiuto di Kaido, attentando alla vita della sua famiglia, e cercò di assassinarlo: Orochi, però, avendo la possibilità di uccidere l'intera popolazione del Paese, lo costrinse a umiliarsi pubblicamente per cinque anni, con la falsa promessa di lasciare l'isola dopo quel termine. Non rispettando tale promessa, Oden diede battaglia a Kaido insieme ai Foderi Rossi, venendo sconfitto: condannato a morire bollito vivo insieme ad essi, riuscì a salvare loro la vita con immani sforzi finendo, però, per essere giustiziato da Kaido. È doppiato da Hiroya Ishimaru.

#### Amatsuki Toki
Amatsuki Toki (天月トキ?) era la moglie di Oden e madre di Momonosuke e Hiyori. Possedeva i poteri del frutto Paramisha Tempo Tempo (トキトキの実?, Toki Toki no Mi), che le consentiva di far viaggiare sé stessa e altri nel futuro: lei stessa affermava di essere nata più di 800 anni prima della storia corrente. Desiderosa di visitare il paese di Wa, conobbe Oden e Barbabianca quando essi la salvarono da alcuni trafficanti di esseri umani, e si unì a loro. Tempo dopo, sposò Oden e da lui ebbe Momonosuke e Hiyori. Seguì il marito quando quest'ultimo lasciò la ciurma di Newgate per aiutare Gol D. Roger a raggiungere Raftel, ma non poté seguirli fino alla fine del viaggio perché ammalatasi gravemente, motivo per cui venne portata a Wa e affidata alle cure dei Foderi Rossi coi figli. Dopo l'esecuzione di Oden, ormai destinata a morte certa insieme ai figli, mise al sicuro Hiyori affidandola a Kawamatsu e usò il proprio potere per trasportare Momonosuke nel futuro protetto da quattro degli altri Foderi. Come ultima azione, profetizzò infine alla popolazione il ritorno dei servitori di Oden da lì a vent'anni, venendo freddata subito dopo. È doppiata da Keiko Han.

#### Kozuki Momonosuke
Kozuki Momonosuke (光月モモの助?, Kōzuki Momonosuke) è il figlio primogenito di Oden e Toki, ma poiché ha viaggiato avanti nel tempo di vent'anni, ora risulta più piccolo della sorella Hiyori. Ha una personalità burbera e orgogliosa. Nonostante la sua età è molto interessato alle ragazze più grandi di lui, e spesso usa la tattica di fingersi innocente e di lusingarle per sfruttare il loro istinto materno. Lui, Kin'emon, Kanjuro e Raizo erano diretti sull'isola di Zo, quando la loro nave naufragò su Dressrosa. Giunto clandestinamente a Punk Hazard si cibò senza saperlo di un frutto Zoo Zoo artificiale, acquisendo la capacità di trasformarsi in un drago cinese. Incontrati Rufy e compagni, si ricongiunge con Kin'emon che di fronte a tutti si finge suo padre. Segue la ciurma di Cappello di paglia a Dressrosa e in seguito giunge a Zo insieme a Sanji, Nami, Chopper, Brook e Caesar. Qui Momonosuke rivela la sua identità alla ciurma e chiede aiuto a Rufy e Law per sconfiggere Kaido; la famiglia Kozuki e i suoi sottoposti formano così un'alleanza con la ciurma di Rufy, i pirati Heart e i visoni per abbattere l'Imperatore. Durante l'assalto a Onigashima viene rapito da Kanjuro e consegnato a Kaido, per poi essere soccorso da Sanji, Shinobu e Yamato. In seguito chiede a Shinobu di invecchiarlo di vent'anni per poter partecipare più attivamente agli scontri. A seguito della sconfitta di Kaido e Orochi viene acclamato dalla popolazione come nuovo shogun. È doppiato da Ai Orikasa da bambino e da Hiro Shimono da adulto e in italiano da Patrizia Mottola da bambino.

#### Kozuki Hiyori
Kozuki Hiyori (光月日和?, Kōzuki Hiyori) è la figlia secondogenita di Oden e Toki, ma poiché suo fratello Momonosuke è stato mandato avanti nel tempo di vent'anni dalla madre, lui è rimasto un bambino, mentre Hiyori ha continuato a crescere regolarmente: per questo, nonostante sia la sorella minore, attualmente è più anziana di lui. È stata salvata dall'incendio del palazzo di Oden da Kawamatsu, che si è preso cura di lei fino ai tredici anni; separatasi da lui, s'imbatté in un altro ex sottoposto di suo padre, Denjiro, nel frattempo trasfiguratosi e divenuto il nuovo boss della yakuza sotto il nome di Kyoshiro, il quale la prese sotto la sua ala, dicendole di non rivelare mai le loro identità fino al ritorno dei loro compagni e allevandola negli anni seguenti per farla diventare la cortigiana più in vista del paese, sotto l'identità di Komurasaki (小紫?), al fine di proteggerla. Anni dopo, durante un'esibizione per Orochi, lo stesso Kyoshiro finge di giustiziarla dopo una sua mancanza di rispetto verso Orochi, permettendole di fuggire con la piccola O-Toko, presa di mira dallo shōgun: pertanto finiscono inseguite da Kamazo, ed entrambe vengono salvate da Roronoa Zoro, che però resta ferito nel combattimento. Dopo averlo soccorso, gli rivela la sua identità chiedendogli di aiutarla a ricongiungersi con Momonosuke, donandogli la spada Enma appartenuta a suo padre in cambio della restituzione della Shusui al paese di Wa. Durante l'assalto a Onigashima, Hiyori segue l'alleanza a loro insaputa con l'intento di vendicarsi di Orochi: raggiuntolo, nonostante riesca a ferirlo con un proiettile di agalmatolite, rischia di essere uccisa, venendo però salvata da Denjiro. È doppiata da Nana Mizuki.

### Foderi Rossi
I Nove Foderi Rossi (赤鞘九人男?, Akazaya Ku-nin Otoko) sono nove abili samurai sotto il comando di Kozuki Oden: la loro abilità è tale da essere riconosciuta anche dallo stesso shogun Orochi, che ha un profondo timore verso di loro. Del gruppo fanno parte anche Kurozumi Kanjuro (fino a che si smaschera quale spia di Orochi), Cane-tempesta e Gatto-vipera; in un primo momento, ne faceva parte anche Izo.

#### Kin'emon
Kin'emon (錦えもん?) è un samurai del Paese di Wa e servitore della famiglia Kozuki soprannominato "Il fuoco fatuo" (狐火?, Kitsune-bi); è sposato con O-Tsuru. In passato era il capitano dei Foderi Rossi. Ha un carattere piuttosto austero, cinico e bacchettone ed ha un modo di parlare estremamente forbito e antiquato. Kin'emon è un esperto nella tecnica a due spade: la sua speciale tecnica, chiamata Fuoco fatuo (狐火流?, Kitsunebi-ryū), gli consente di tagliare anche le fiamme e le esplosioni. Ha ingerito inoltre il frutto Paramisha Veste Veste (フクフクの術?, Fuku Fuku no Mi) che gli permette di trasformare gli oggetti messi sulla testa delle persone in capi di vestiario e oggetti con cui coprirsi. Diciotto anni prima della storia, Kin'emon era uno degli uomini della guardia di Kozuki Oden: dopo l'esecuzione chiese a Kozuki Toki di utilizzare i suoi poteri per portarli vent'anni nel futuro, in modo da fermare Kaido e vendicare il loro signore. Naufragato anche lui su Punk Hazard, venne sconfitto da Law che, grazie ai suoi poteri, lo scompose in tre pezzi e li disperse per l'isola. Ricomposto dalla ciurma di Cappello di paglia, Kin'emon si ricongiunge a Momonosuke e salpa con Rufy e compagni verso Dressrosa. Qui aiuta la ciurma nello scontro con Do Flamingo e si ricongiunge con Kanjuro. Riunitosi con Raizo a Zo, rivela alla ciurma la vera identità di Momonosuke e chiede loro aiuto contro Kaido. Durante l'assalto a Onigashima i Foderi scoprono il tradimento di Kanjuro: giunti all'isola provano ad affrontare Kaido venendo sconfitti. Salvati da Rufy e Law, si separano andando ad affrontare gli avversari rimasti: dopo aver neutralizzato Kanjuro assieme a Kiku, Kin'emon viene portato in fin di vita da Kaido, intenzionato a trovare e uccidere Momonosuke. Salvati da Usop, i due si uniscono poi ai foderi superstiti quando Momonosuke fa il suo ingresso nella capitale come nuovo shogun. Il personaggio è ispirato all'attore Nakamura Kinnosuke. È doppiato da Kenyu Horiuchi e in italiano da Matteo Brusamonti.

#### Raizo
Raizo (雷ぞう?, Raizō), noto come Raizo della nebbia (霧の雷ぞう?, Kiri no Raizō), è un ninja del Paese di Wa, amico di Kin'emon e Kanjuro e servitore della famiglia Kozuki. Ha mangiato il frutto Paramisha Roto Roto (マキマキの実?, Maki Maki no Mi), che gli permette di manipolare delle pergamene in grado di assorbire gli attacchi nemici e di rilasciarli in un secondo momento. Fa parte del gruppo di Foderi inviati nel futuro da Toki dopo l'esecuzione di Oden: è però l'unico dei suoi compagni a giungere a Zo dove viene inseguito da Jack, il quale intende estorcergli il segreto per raggiungere Raftel. Durante l'attacco del pirata avrebbe voluto intervenire e consegnarsi, ma i visoni, per estrema lealtà nei confronti del clan Kozuki, glielo hanno impedito, incatenandolo ad un Poignee Griffe nascosto nell'Albero della Balena. Diciassette giorni dopo l'arrivo di Jack, viene raggiunto da Cane-tempesta, Gatto-vipera, i suoi amici samurai di Wa, i pirati di Cappello di paglia e Law, e liberato. A Wa aiuta Rufy e Kawamatsu a fuggire di prigione, per poi assaltare Onigashima con i compagni: qui affronta e sconfigge il suo vecchio rivale Fukurokuju. È doppiato da Masashi Ebara.

#### Altri membri dei Foderi Rossi
- Kikunojo (菊の丞?, Kikunojō), il cui fratello maggiore è Izo (comandante della sedicesima flotta di Barbabianca), è un personaggio transgender noto come Kikunojo dell'ultima neve (残雪の菊の丞?, Zansetsu no Kikunojō, lett. "Kikunojo tormenta di neve"): infatti, pur essendo nato biologicamente maschio ha l'aspetto di una bellissima giovane donna, e afferma di essere donna nell'animo[173]. Sotto le mentite spoglie della ragazza-immagine della casa del tè di O-Tsuru, si presenta come O-Kiku (お菊?). Dopo aver aiutato Rufy e Zoro a salvare O-Tama, s'imbatte (insieme a quest'ultima, Momonosuke e Chopper) in una Big Mom priva di memoria, con la quale raggiunge Udon e si ricongiunge con Raizo e Kawamatsu. Durante l'assalto a Onigashima aiuta gli altri Foderi ad affrontare Kaido, ma ne escono sconfitti. In seguito si dirige ad affrontare Kanjuro, che però riesce a portare Kiku in fin di vita per poi essere sconfitto da Kin'emon, che viene a sua volta quasi ucciso da Kaido. Entrambi vengono poi salvati da Usop[169]. Il personaggio è doppiato da Mariya Ise.
- Denjiro (傳ジロー?, Denjirō) fu il primo a unirsi a Oden come suo seguace, insieme a Kin'emon: orfano, crebbe di espedienti quali truffe e raggiri finché non incontrò Oden, al cui seguito, negli anni seguenti, divenne un samurai dall'indole nobile e responsabile. Dopo la morte di Oden e sua moglie Toki, nonché alla sparizione dei loro figli, Momonosuke e Hiyori, si diede alla macchia e tale fu la rabbia e la sete di vendetta per la fine dei suoi signori da trasfigurare il suo aspetto. Pertanto, si presentò alla corte di Orochi, divenendo il suo braccio destro e nuovo capo della yakuza dopo Hyogoro dei fiori, sotto l'alias di Kyoshiro il sonnolento (居眠り狂死郎?, Inemuri Kyōshirō). Fedele servitore della corte di giorno, la notte derubava i ricchi per donarne gli averi alle fasce più basse della popolazione: poiché tali ruberie avvenivano nottetempo, gli venne attribuito l'appellativo di Ragazzino dell'ora del bue (丑三つ小僧?, Ushimitsu Kozō). Dopo diverso tempo, s'imbatté nella piccola Hiyori che prese sotto la sua protezione, inducendola, negli anni a venire, a non svelare a nessuno la loro identità, fino al giorno in cui i loro compagni sarebbero ritornati: a tal fine, la fece diventare col tempo la cortigiana più illustre del Paese, sotto il nome di Komurasaki[162]. Si riunisce ai foderi durante l'assalto a Onigashima, fornendo il supporto anche dei membri della sua banda di yakuza. Dopo la sconfitta dei Foderi da parte di Kaido si mette alla ricerca di Orochi, riuscendo a decapitarlo[174]. È doppiato da Daisuke Kishio.
- Ashura Doji (アシュラ童子?, Ashura Dōji) è un samurai molto grasso, tanto che si sposta solamente in sella ad un grosso toro; nonostante ciò, è estremamente agile e veloce, tanto da colpire Jack senza che questi se ne accorga e sufficientemente forte da tenergli testa in combattimento. In passato era un bandito che venne sconfitto da Kozuki Oden. Dopo essere stato sconfitto, divenne un suo alleato e uno dei Foderi Rossi, sebbene non avesse mai effettivamente giurato fedeltà alla famiglia Kozuki. Dopo l'assassinio di Oden, egli si diede alla macchia divenendo noto come Shutenmaru (酒天丸?), il leader dei Briganti della testa montuosa (頭山盗賊団?, Atama-yama Tōzoku-dan), tornando alla sua vita di criminale, avendo ormai perso ogni speranza a causa della morte di Oden. Si riunisce ai suoi vecchi compagni a seguito della morte di Yasuie. Durante l'assalto a Onigashima, dopo la sconfitta dei Foderi da parte di Kaido, perde la vita per proteggere i compagni da una trappola di Kanjuro[175]. È doppiato da Nobuo Tobita.
- Kawamatsu (河松?) è un uomo pesce di tipo pesce palla giapponese[176] dall'aspetto di un grosso kappa corpulento, che indossa un kimono e un grande kasa; per via del suo aspetto è noto come "Il Kappa" (河童?) ed è definito come il miglior lottatore di sumo di Wa, tanto da potersi fregiare del titolo di yokozuna. Da bambino naufragò a Wa con sua madre, che prima di morire gli raccomandò di nascondere la sua vera identità per via della discriminazione verso gli uomini pesce. Aiutò Hiyori a fuggire dal castello di Oden durante l'attacco di Kaido, e si prese cura di lei per circa sette anni[165]; venne però arrestato e rinchiuso nella prigione di Udon. Qui incontra Raizo, a cui chiede di aiutarlo a fuggire, e assiste allo scontro tra Rufy e Hyogoro contro gli uomini di Queen. Liberato durante l'irruzione di Big Mom, si riunisce ai suoi compagni e a Hiyori. Partecipa all'assalto a Onigashima affrontando prima Kaido assieme ai compagni e poi i pirati delle cento bestie con gli altri samurai. È doppiato da Yū Mizushima.

### Casato Kurozumi
Il casato Kurozumi (黒炭家?, Kurozumi-ke) è stata una delle cinque grandi famiglie di daimyō del Paese di Wa per secoli, finché cadde in disgrazia a causa dei complotti operati dal nonno di Kurozumi Orochi a danno degli altri daimyō: a causa di ciò, la famiglia venne perseguitata e pressoché sterminata dalla popolazione. Anni dopo, grazie alle macchinazioni degli anziani superstiti Kurozumi Higurashi (黒炭ひぐらし?) e Kurozumi Semimaru (黒炭せみ丸?), Orochi ebbe modo di prendersi la sua vendetta sui Kozuki, la famiglia degli shōgun del Paese, usurpandone il ruolo e alleandosi con Kaido.

#### Kurozumi Orochi
Kurozumi Orochi (黒炭オロチ?) è lo shōgun del paese di Wa, dall'indole severa e intransigente, ma anche codarda e paranoica. Ha mangiato il frutto Zoo Zoo mitologico Serpe Serpe, modello Yamata no Orochi (ヘビヘビの実 モデル 八岐大蛇?, Hebi Hebi no Mi, Moderu Yamata no Orochi), che gli permette di trasformarsi nel mostro mitologico Yamata no Orochi, e di riprendersi da qualsiasi ferita fintantoché non gli vengono tagliate tutte le otto teste. Da bambino, a causa dei complotti del nonno, divenne oggetto, assieme al resto del suo casato, di una spietata persecuzione e discriminazione, che lo lasciò orfano. Tempo dopo, istigato da Higurashi e Semimaru, decise di vendicare l'onore della propria famiglia e di diventare shōgun. Venne preso come servitore dapprima dal daimyō di Hakumai Shimotsuki Yasuie e poi dallo shōgun Kozuki Sukiyaki: ciò avvenne grazie a Higurashi, la quale possedendo i poteri del frutto Paramisha Mimo Mimo prese le sembianze di Oden, figlio di Sukiyaki, e lo raccomandò. In seguito, ottenne il titolo di shōgun reggente sempre grazie al medesimo stratagemma: dopo aver imprigionato Sukiyaki, Higurashi ne prese le sembianze e lo nominò come suo successore; Orochi consolidò poi il proprio potere con l'aiuto di Kaido, facendo giustiziare Oden quando questi tornò dai suoi viaggi e tentò di detronizzarlo, constatato il degrado in cui Orochi aveva fatto cadere Wa. Negli anni seguenti, terrorizzato dal profetizzato ritorno dei Foderi Rossi, rende tabù l'argomento della famiglia Kozuki, giustiziando chi anche semplicemente la nomini. Nonostante predichi il totale isolamento di Wa dal resto del mondo, intrattiene segretamente rapporti politici e commerciali con il Governo mondiale attraverso la CP0. Viene decapitato da Kaido stesso quando quest'ultimo annuncia il "Progetto Nuova Onigashima", volto a fare di Wa un paradiso per i pirati, e Orochi tenta di opporvisi; sopravvissuto grazie ai poteri del suo frutto, prova ad affrontare i Foderi rossi ma questi gli tagliano sei delle sette teste che gli rimanevano. Dopo aver incontrato Komurasaki e averne scoperta la reale identità prova a ucciderla, venendo però fermato e neutralizzato da Denjiro È doppiato da Hiroshi Iwasaki.

#### Kurozumi Kanjuro
Kurozumi Kanjuro (黒炭カン十郎?, Kurozumi Kanjūrō), conosciuto come "Tempesta vespertina" (夕立?, Yūdachi), è figlio di una famiglia di attori appartenenti al casato Kurozumi. Ha un aspetto simile agli attori del teatro kabuki e porta con sé un grande pennello, col quale realizza i disegni che poi prendono vita grazie ai poteri del frutto Paramisha Fude Fude (スミスミの実?, Fude Fude no Mi) All'inizio i suoi disegni hanno una pessima qualità, ma quando rivela la sua vera natura, dimostra di poter creare perfettamente un suo autoritratto da usare come copia. A causa della persecuzione della popolazione verso il clan, rimase orfano, cadendo in una totale apatia, che lo portò a desiderare unicamente una morte teatrale. Nel suo vagabondare per Kibi, che gli procurò il soprannome di "Yōkai di Kibi" (希美の妖怪?, Kibi no Yōkai), s'imbatté in Kozuki Oden che, non conoscendo la sua reale identità, lo accolse tra i suoi seguaci. Diverso tempo dopo, entrò in contatto con lo shōgun Kurozumi Orochi, che lo incaricò di continuare a vivere come samurai di Oden al fine di passargli informazioni: Kanjuro s'immedesimò a tal punto nella "recita" da essere disposto a morire bollito con Oden e gli altri Foderi Rossi. In seguito, viaggiò nel futuro insieme a Kin'emon, Raizo, Kikunojo e Momonosuke grazie ai poteri di Amatsuki Toki: giunti nel futuro, Kanjuro naufragò a Dressrosa, venendo catturato dagli uomini di Donquijote Do Flamingo, venendo poi successivamente liberato e dirigendosi a Zo insieme a Kin'emon e Momonosuke, dove si ricongiunge con Raizo. Una volta tornato nel Paese di Wa, dopo una serie di avvenimenti, decide di smascherarsi, rivelandosi quale spia di Orochi, rapendo Momonosuke e portandolo a Onigashima. Qui riesce a uccidere Ashura Doji con una trappola, ma viene poi attaccato e sconfitto da Kin'emon e Kiku. In fin di vita, su richiesta di Orochi crea un enorme demone di fuoco con i suoi poteri per distruggere l'isola, ma questo viene ostacolato da Yamato e si rivolta infine contro Orochi stesso, incendiandolo. È doppiato da Takumi Yamazaki e in italiano da Matteo De Mojana.

### Casato Shimotsuki
Il casato Shimotsuki (霜月家?, Shimotsuki-ke) era un'importante famiglia feudale nel paese di Wa, talmente influente da avere controllo su ben due regioni del paese, Hakumai e Ringo. Questa famiglia era in ottimi rapporti con la famiglia Kozuki. In passato, due membri molto importanti di questa famiglia furono Shimotsuki Kozaburo (霜月コウ三郎?, Shimotsuki Kōzaburō), un mastro spadaio fuggito da Wa più di cinquant'anni prima della storia corrente, creatore delle lame Enma e Wado Ichimonji nonché fondatore del Villaggio di Shimotsuki e nonno di Kuina, e Shimotsuki Ushimaru (霜月牛マル?), abile guerriero discendente del leggendario samurai Ryuma, nonché daimyō della regione di Ringo, divenuto particolarmente noto per essere sempre accompagnato dalla kitsune Onimaru (オ二丸?). Roronoa Zoro è un discendente del casato Shimotsuki in quanto sua nonna, sorella di Ushimaru, lasciò Wa al seguito di Kozaburo.
- Shimotsuki Yasuie (霜月康イエ?), conosciuto come Yasu il porcospino (ハリネズミの康?, Harinezumi no Yasu), è il padre adottivo di O-Toko ed ex daimyō della regione di Hakumai. Era uno degli uomini più rispettati del Paese, al punto che persino un allora irrequieto e ribelle Kozuki Oden lo stimava al punto da considerarlo il miglior samurai di Wa e un più degno successore al titolo di shōgun in vece sua. Fedele al casato Kozuki, dopo la morte di Oden si diede alla macchia, nascondendosi dietro l'alias di Tonoyasu (トの康?) o, più semplicemente, Yasu (康?). Un tempo uomo dall'indole piuttosto rigida, a causa del nutrirsi degli Smile malriusciti ha perso la capacità di provare emozioni, mostrandosi quindi sempre con un ampio sorriso stampato sul volto. Dalla figlia, riceve quantità di denaro che poi spartisce all'indigente popolazione di Ebisu, cosa che ne ha fatto l'uomo più popolare della città. Autoaccusatosi di furto per non nascondersi più in vista della rivolta viene catturato dagli uomini di Orochi, che scoprono la sua vera identità. Condannato a morte, durante l'esecuzione provoca lo shōgun insultandolo e rivelando alla popolazione la sua paranoia verso la maledizione di Kozuki Toki, venendo per questo fucilato all'istante[187]. È doppiato da Bin Shimada.
- O-Toko (おトコ?) è la figlia adottiva di Yasuie ed è una kamuro, una bambina che viene istruita per diventare cortigiana; come tale, appare al seguito di Komurasaki, che ammira come una sorella maggiore: è una delle poche a conoscere la vera identità di Kozuki Hiyori. Appare sempre con il sorriso sulle labbra, indipendentemente dal fatto che sia felice o triste, a causa dell'influsso degli SMILE. Durante un banchetto scatena l'ira dello shogun, ridendo di lui a causa della sua paranoia verso la famiglia Kozuki. Orochi tenta di ucciderla, ma viene fermato da Komurasaki e dall'intervento di Nami, Brook e Shinobu, che consentono ad O-Toko di mettersi in salvo: fugge insieme a Hiyori inseguita da Kamazo, ma le due vengono salvate da Roronoa Zoro. In seguito, assiste impotente all'esecuzione di suo padre da parte dello shōgun. È doppiata da Kokoro Kikuchi.

### Abitanti del paese di Wa

#### O-Tama
O-Tama (お玉?), il cui nome completo è Kurozumi Tama (黒炭玉?), è una bambina apprendista kunoichi che, grazie ai poteri del frutto Paramisha Kibi Kibi (キビキビの実?, Kibi Kibi no Mi) è in grado di produrre dango dalle guance. Tali dango sono in grado di addomesticare qualunque animale li mangi (compresi i possessori di Smile). In passato Portuguese D. Ace le promise che l'avrebbe portata in mare con lui se fosse diventata abbastanza forte, e lei lo aspettò per quattro anni senza mai muoversi dal suo villaggio, anche quando questo venne devastato da X Drake. Dopo aver visto Rufy combattere si arrende subito a lui e, ospitatolo a casa sua, gli offre il poco riso a sua disposizione, mentre lei di nascosto beve dell'acqua di fiume per placare la fame: il fiume era tuttavia avvelenato dagli scarichi delle fabbriche di Kaido e ciò, unito alla fame ed alla notizia della morte di Ace, le fa perdere i sensi. Subito Rufy si precipita a cercare un medico, trovandolo nel villaggio vicino. Rapita dagli uomini di Kaido per via dei suoi poteri, viene salvata da Rufy riuscendo anche ad addomesticare Speed. Affidata a quest'ultima vengono intercettate da Kaido, che sconfigge Speed e ferisce O-Tama. Dopo essersi ripresa, accompagna il gruppo di Chopper e Momonosuke a Udon per salvare Rufy, e successivamente partecipa alla battaglia di Onigashima, usando i suoi dango per portare i Gifters di Kaido dalla parte dell'alleanza. Dopo la battaglia inizia un addestramento per diventare kunoichi sotto la guida di Shinobu. È doppiata da Megumi Han.

#### Altri abitanti del paese di Wa
- Shinobu (しのぶ?) è una kunoichi dall'aspetto alquanto grottesco (in contrasto con quello che aveva in gioventù, ammaliante e seducente). Ha mangiato il frutto Paramisha Juku Juku (熟熟の実?, Juku Juku no Mi), con i cui poteri può far maturare qualunque cosa fino a causarne la marcescenza. In passato faceva parte di un gruppo di ninja che voltò le spalle ai Kozuki quando Orochi prese il potere, ma lei continuò a rimanere schierata dalla parte di Oden e dei Foderi Rossi, combattendo insieme a loro contro le truppe di Kaido anche dopo l'esecuzione di Oden stesso. Dopo vent'anni, alla ricomparsa di Momonosuke e di alcuni Foderi (che avevano viaggiato nel tempo grazie ai poteri di Amatsuki Toki), continua ad aiutarli nel piano di rivolta contro Orochi e Kaido, contribuendo in special modo nella fase di spionaggio della missione. Durante l'assalto a Onigashima, dopo aver salvato Momonosuke da Kaido, usa i suoi poteri per farlo invecchiare di vent'anni per permettergli di pertecipare più attivamente agli scontri[190] È doppiata da Yuriko Yamamoto.
- Fukurokuju (福ロクジュ?, Fukurokuju), è un ninja a capo delle Guardie del cortile di Orochi (オロチお庭番衆?, Orochi Oniwabanshū), un'armata di 5000 ninja al servizio dello shogun Orochi. È conosciuto come il maggiore rivale di Raizo, e serve diligentemente e fedelmente Orochi. Dopo l'apparente morte di questi, lui e i suoi uomini si sono uniti ai Pirati delle cento bestie, ma li ha traditi in favore dello shogun. Durante la battaglia di Onigashima, ingaggia uno scontro con Raizo, in cui i due ninja finiscono per immobilizzarsi a vicenda mentre l'area circostante va a fuoco: alla fine della loro sfida di resistenza è Fukurokuju ad uscire sconfitto dalla sfida[172]. La sua tecnica speciale gli permette di allungare i lobi dell'orecchie per utilizzarli come fruste o di rotearli per alzarsi da terra. È doppiato da Masahiro Ogata.
- Hyogoro (ヒョウ五郎?, Hyōgorō), noto come Hyogoro dei fiori (花のひょうごろう?, Hana no Hyōgorō), era il capo della yakuza prima che la famiglia Kozuki venisse spodestata da Orochi e Kaido. Sebbene fosse il leader della malavita di Wa, il suo carisma e il suo profondo senso dell'onore lo rendevano benvoluto dalla cittadinanza dell'intera nazione, ed era stimato persino da Oden. Quando i Kozuki caddero, si rifiutò di sottomettersi a Orochi e venne imprigionato nelle miniere. Attualmente ha completamente perso il vigore di un tempo, divenendo un anziano dal fisico piuttosto fragile, ora noto come Vecchio Hyo (ヒョウじい?, Hyō-jii): nonostante ciò è ancora piuttosto agile e in grado di utilizzare l'ambizione dell'armatura a livelli elevati[165]. È doppiato da Tomomichi Nishimura.

## Erbaf

### Pirati Guerrieri Giganti
I pirati Guerrieri Giganti (巨兵海賊団?, Kyo Hei Kaizoku-dan) sono una longeva e celebre ciurma proveniente da Erbaf e, in quanto tale, interamente composta da giganti. Tale ciurma ha la particolarità di essere comandata da due capitani contemporaneamente: secoli prima della narrazione corrente, i capitani erano Jarl "Barbamontagna" (山ひげのヤルル?, Yamahige no Yaruru) e Jorl "Barbacascata" (滝ひげのヨルル?, Takihige no Yoruru), quest'ultimo ucciso da Charlotte Linlin quand'era bambina a Erbaf. Successivamente a loro, furono Dori e Brogi a prendere il comando della ciurma, ma circa un secolo prima degli eventi narrati nel presente una lite scoppiata tra i due li trattenne a Little Garden e l'equipaggio si sciolse. Dopo i due anni intercorrenti tra la prima e la seconda parte della storia, i pirati Giganti Guerrieri si ricompongono a seguito del ritorno di Dori e Brogi, andando in aiuto dei pirati di Cappello di Paglia a Egghead per farli fuggire dall'isola e accompagnarli proprio a Erbaf.
Due altri membri dell'equipaggio sono Oimo e Karsee. Questa ciurma sembra essere in ottimi rapporti con i pirati del Rosso e la sua nave ammiraglia è la Great Eirik (グレート・エイリーク号?, Gurēto Eirīku-gō), un gigantesco drakkar.

### Nuovi guerrieri pirati giganti
I Nuovi guerrieri pirati giganti (新巨兵海賊団?, Shin Kyo Hei Kaizoku-dan) sono una ciurma capitanata da Hajrudin, che intende portare avanti la fama e le gesta dei pirati Guerrieri Giganti, apparentemente ritiratisi circa un secolo prima della narrazione corrente. Per un certo periodo, la ciurma è stata al soldo mercenario della Bagy's Delivery, alle dipendenze di Bagy il Clown, ma dopo gli eventi di Dressrosa, Hajrudin decide di abbandonare tale organizzazione, decidendo di far unire la sua ciurma alla Grande Flotta di Cappello di Paglia. La nave della ciurma è un grande drakkar chiamato Naglfar (ナグルファル?, Nagurufaru) .
- Stansen (スタンセン?, Sutansen) è il carpentiere della ciurma. Vecchio amico di Hajrudin, è tra gli schiavi in vendita durante gli avvenimenti dell'arcipelago Sabaody, venendo liberato grazie all'intervento della ciurma di Rufy e di Silvers Rayleigh. Nel corso dei due anni intercorrenti tra la prima e la seconda parte della storia, ritrova Hajrudin e si unisce alla sua ciurma. È doppiato da Eiji Takemoto.
- Gerd (ゲルズ?, Geruzu) è la dottoressa della ciurma. Quand'era bambina, era una delle più care amiche di Charlotte Linlin, amicizia cessata a seguito dell'assassinio da parte di quest'ultima a danno di Jorl e all'esilio a cui fu costretta. Sembra essere molto protettiva e curiosa verso gli esseri umani. Da bambina, è doppiata da Natsuko Kuwatani.
- Road (ロード?, Rōdo) è il navigatore della ciurma. A causa delle sue passioni tipiche da otaku (dedicandosi, ad esempio, alla creazione di giochi di ruolo), da bambino subì bullismo fino a che conobbe Hajrudin, che lo accolse prima come suo amico e poi come suo compagno di ciurma, vista la sua abilità nel disegnare mappe[191]. Ha atteggiamenti tendenti al masochismo, non disdegnando di essere maltrattato da belle ragazze.
- Goldberg (ゴールドバーグ?, Gōrudobāgu) è il cuoco della ciurma.

### Loki
Loki (ロキ?, Roki) è il figlio secondogenito di re Harald, avuto dalla moglie Estrid (エストリッダ?, Esutoridda): pertanto, è il fratellastro minore di Hajrudin, ma essendo nato dalla moglie legittima del re, è l'erede al trono di Erbaf. Tuttavia, una serie di disgrazie accadute al paese e al popolo di Erbaf nel corso degli anni, tutte attribuite alla sua esistenza, oltre al fatto di aver ucciso il padre in circostanze misteriose e aver apparentemente rubato e ingerito un frutto del diavolo leggendario custodito dalla famiglia reale 12 anni prima dell'inizio della storia, lo hanno reso un reietto agli occhi della società dei giganti, tanto da essere definito "Principe maledetto" (呪いの王子?, Noroi no Ōji). Dopo l'omicidio del padre, prese il mare e 8 anni dopo fu sconfitto da Shanks il Rosso e riportato nella sua terra, nella quale fu incatenato all'immenso Albero Adam. In passato, chiese in moglie Laura, una delle figlie di Big Mom, ma venne rifiutato. Sulla sua testa, il Governo mondiale ha posto una taglia speciale di 2 miliardi e 660 milioni di berry.

### Harald
Harald (ハラルド?, Hararudo) era il sovrano di Erbaf. Cresciuto insieme a Dori e Brogi nel mito della forza tipico della sua terra natale, divenne re a 45 anni (corrispondenti a circa una quindicina d'anni umani). Convinto della superiorità della sua specie, e forte del retaggio degli antichi giganti, spadroneggiò per i mari alla stregua dei pirati Guerrieri Giganti, finché l'incontro fortuito con la gigantessa Ida (イーダ?, Īda) lo cambiò radicalmente e, seguendo i di lei consigli, iniziò a viaggiare per il mondo per accrescere le proprie conoscenze e pacificare i rapporti tra i giganti e le altre specie. I suoi ideali di uguaglianza lo spinsero a intrufolarsi a un Reverie a Marijoa onde poter presentare alcune richieste; tuttavia, saltata la sua copertura, fu costretto a fuggire, facendo in tale circostanza conoscenza con Rocks D. Xebec, del quale, negli anni seguenti, avrebbe più volte rifiutato la proposta di unirsi alla sua ciurma. Anche a Erbaf decise di mutare radicalmente il tipo d'impostazione culturale, sostituendo gradatamente il culto della guerra con un'educazione sempre più accademica e diplomatica; tali posizioni politiche gli avrebbero negli anni conferito enorme stima da parte del suo popolo, al punto di essere considerato il miglior monarca nella storia del regno. Gli fu, però, proibito da dogmi radicali di sposare Ida poiché proveniente dal Mare Meridionale, pur avendo da lei avuto il suo primogenito, Hajrudin, e gli venne imposta come regina consorte Estrid (エストリッダ?, Esutoridda), di nobili natali, dalla quale ebbe il suo secondogenito, Loki. Da quest'ultimo fu ucciso in misteriose circostanze 12 anni prima dell'inizio della narrazione corrente.

### Altri abitanti di Erbaf
- Koron (コロン?) è il figlio di Ripley e di Scopper Gabin; poiché i giganti vivono molto più a lungo degli esseri umani, pur avendo 20 anni[195], si presenta come un bambino. A differenza degli altri bambini educati secondo gli innovativi principi di pacifismo, dimostra uno spirito molto legato ai vecchi valori bellicosi di Erbaf, motivo per cui è allontanato dai suoi coetanei[196]. Ammira molto Shanks il Rosso, desiderando di prendere il mare al suo seguito[197]. È doppiato da Arisa Sekine.
- Ripley (リプリー?, Ripurī) è una bellissima gigantessa, insegnante di biologia nella Scuola del tricheco (セイウチの学校?, Seiuchi no Gakkō), compagna di Scopper Gabin e madre di loro figlio Koron. Essendo una gigantessa, appare con un aspetto molto più giovanile rispetto al suo compagno, pur essendo anagraficamente più vecchia di lui.

## Miscellanea

### Pirati di Roger
I pirati di Roger (ジョリロジャー海賊団?, Rojā Kaizoku-dan) erano la ciurma capitanata dal Re dei Pirati Gol D. Roger nonché l'unica che sia riuscita a circumnavigare completamente la Rotta Maggiore arrivando a Raftel. I suoi membri si sono scontrati più volte con il viceammiraglio Monkey D. Garp e con la ciurma di Barbabianca, con la quale c'era una forte rivalità e un grande rispetto reciproco. Ad un certo punto fecero parte di essa anche Shanks e Bagy in qualità di mozzi nonché Kozuki Oden, Cane-tempesta e Gatto-vipera. Quando Roger venne giustiziato la ciurma si sciolse, sebbene gli altri membri siano ancora ricercati dalla Marina. La nave della ciurma era la Oro Jackson (オーロ・ジャクソン号?, Ōro Jakuson-gō), costruita dal carpentiere di Water Seven Tom con il legno dell'Albero Adam.

#### Gol D. Roger
Gol D. Roger (ゴール・D・ロジャー?, Gōru Dī Rojā) è stato il Re dei pirati, titolo che gli venne riconosciuto quando riuscì a trovare il leggendario tesoro che, in seguito, le persone iniziarono a chiamare One Piece. Inizialmente viene presentato come Gold Roger (ゴールド・ロジャー?, Gōrudo Rojā), nome con cui è noto ai più: il suo nome corretto è stato nascosto dal Governo dopo la conquista della Rotta Maggiore e viene menzionato per la prima volta dalla dottoressa Kureha parlando della volontà della D.. Essendo stato il primo (a capo dei pirati di Roger) a raggiungere sia Lodestar sia Raftel, venne riconosciuto come il più grande pirata di tutti i tempi. In gioventù era il possessore del cappello di paglia che donò a Shanks, e che poi Shanks avrebbe donato a sua volta a Monkey D. Rufy, caratterialmente molto simile proprio a Roger. In battaglia utilizzava una spada e la sua forza era tale da consentirgli di mettere in difficoltà un samurai di Wa, nonché di battersi alla pari con Edward Newgate, possedendo sia l'Ambizione dell'armatura sia del re conquistatore. Prima della sua esecuzione, la sua taglia ammontava a 5.564.800.000 berry. Oda avrebbe tratto ispirazione da due pirati realmente esistiti per creare il personaggio: Olivier Levasseur, noto per aver lasciato un messaggio cifrato nel quale rivelava l'ubicazione del suo tesoro e per aver sfidato dal patibolo la gente a trovarlo, e Henry Every, noto con il soprannome di "Re dei pirati" dopo aver depredato oltre seicentomila sterline in una sola incursione, le cui imprese hanno spinto molti famosi pirati a prendere il mare.
Nato a Rogue Town, da ragazzo incontrò Silvers Rayleigh e gli chiese di unirsi a lui, formando poi i pirati di Roger. Roger impiegò molto tempo a conquistare la sua fama: Brook, infatti, si ricorda di lui come di un novellino. Iniziò a farsi un nome dopo aver sconfitto Rocks D. Xebec grazie anche all'aiuto del viceammiraglio Monkey D. Garp, che in seguito divenne uno dei suoi più grandi avversari. Suoi nemici furono anche i pirati che avevano in precedenza fatto parte della ciurma di Rocks: Charlotte Linlin, che riuscì a battere sul tempo nel raggiungere Raftel decifrando i Poignee Griffe in suo possesso; Shiki, su cui ebbe la meglio nella battaglia di Ed Waugh; e soprattutto Edward Newgate, considerato poi come il suo più grande rivale e come l'unico uomo che fosse mai riuscito a battersi alla pari con lui. Proprio grazie a Newgate conobbe Kozuki Oden, samurai del paese di Wa che lo aiutò a decifrare i Poignee Griffe necessari per raggiungere Raftel, isola completamente sconosciuta e a cui lui stesso diede il nome: giungendo qui scoprì la storia del Secolo vuoto grazie alla sua abilità di "sentire" la voce delle cose. Qualche tempo prima di giungervi, completando così per primo il viaggio attraverso la Rotta maggiore, gli era stata diagnosticata una malattia incurabile che riuscì a tenere a bada grazie al medico di bordo Crocus, cosa che lo avrebbe portato alla morte nel giro di un anno dalla scoperta di Raftel; consapevole di ciò, rintracciò per l'ultima volta il suo grande rivale e amico Barbabianca, volendo rivelargli l'ubicazione dell'isola, informazione che Newgate rifiutò di sapere preferendo farsi rivelare il significato della D. Infine si costituì alla Marina, sebbene il Governo avesse dichiarato di averlo catturato per ostentare il proprio potere, non prima di aver concepito con Portuguese D. Rouge un figlio, Portuguese D. Ace, che affidò alle cure del suo avversario Garp. Sul patibolo, indusse con le sue ultime parole milioni di persone a prendere il mare affinché ritrovassero lo One Piece, dando così il via proprio a ciò che il Governo sperava di scoraggiare con la sua esecuzione, ossia l'inizio della grande era della pirateria. Nella serie anime è doppiato da Chikao Ōtsuka (Episodi 1-590) e Masane Tsukayama (episodi 890+) e in italiano da Vittorio Bestoso; nell'adattamento televisivo di Netflix è interpretato da Michael Dorman e doppiato in italiano da Stefano Alessandroni.

#### Silvers Rayleigh
Silvers Rayleigh (シルバーズ・レイリー?, Shirubāzu Reirī), soprannominato "Re oscuro" (冥王?, Mei ō), era il vice-capitano dei pirati di Roger, ed era pertanto definito "Il braccio destro del Re dei pirati" (海賊王の右腕?, Kaizoku-Ō no Migiude). Non si conosce molto della sua personalità da giovane ma da anziano ama l'alcool, il gioco d'azzardo, le belle ragazze e frequenta le bische e i parchi divertimento. Nonostante venga spesso riconosciuto e la Marina sappia quindi dove trovarlo, le notizie che lo riguardano vengono messe a tacere grazie anche agli interventi di Garp, poiché tentare di catturarlo causerebbe alla marina immani perdite. Ha una relazione romantica con Shakky. Dopo aver conosciuto Roger si unisce a lui per formare il nucleo dei futuri pirati di Roger, con cui attraversa tutta la Rotta Maggiore fino a Raftel; dopo la morte del capitano si ritira dalla pirateria, trasferendosi all'arcipelago Sabaody, dove diviene un rivestitore di navi. All'età di 76 anni incontra la ciurma di Cappello di paglia alla casa d'aste e accetta di rivestire la Thousand Sunny per poi aiutare la ciurma nello scontro con l'ammiraglio Kizaru, Orso Bartholomew e i Pacifista; dopo la battaglia di Marineford attraversa a nuoto la fascia di bonaccia per raggiungere Rufy ad Amazon Lily, dove si offre di allenarlo nell'uso dell'Ambizione per due anni. Quando la ciurma si riunisce riveste la Sunny e aiuta Rufy e i suoi a sfuggire alla Marina. Nonostante l'età possiede ancora una forza e una resistenza sovrumane, padroneggia tutti e tre i tipi di Ambizione ed è un abile spadaccino. È doppiato da Keiichi Sonobe e Antonio Paiola.

#### Crocus
Crocus (クロッカス?, Kurokkasu) è il guardiano del faro della Reverse Mountain, situato all'ingresso della Rotta Maggiore, nonché un abile medico. In passato incontrò i Pirati Rumbar, che gli affidarono la balena Lovoon. Alle isole Sabaody Rayleigh spiega che Crocus divenne il medico di bordo della ciurma per tenere a bada la malattia incurabile che affliggeva il capitano, permettendogli di giungere fino in fondo alla Rotta Maggiore. Quando giungono Rufy e compagni dà loro informazioni su Raftel, Lovoon e spiega loro il funzionamento del Log Pose. È doppiato da Gorō Naya e Masuo Amada (dall'episodio 959) e Mario Scarabelli.

#### Scopper Gabin
Scopper Gabin (スコッパー・ギャバン?, Sukoppā Gyaban) era il navigatore della ciurma, noto come "Il braccio sinistro del Re dei pirati" (海賊王の左腕?, Kaizoku-Ō no Hidariude) e, in un'occasione in cui dovette difendere un indebolito Roger su una catena montuosa, la devastazione che provocò sia tra i nemici che all'ambiente circostante gli valse il soprannome di "Divoratore di montagne" (山喰らい?, Yamagurai): simili imprese, lo resero una leggenda al pari del suo capitano e di Silvers Rayleigh. Dopo l'esecuzione di Roger, si ritirò a Erbaf, dove conobbe la gigantessa Ripley, della quale divenne compagno e da cui ebbe il figlio Koron. È noto presso gli abitanti dell'isola con l'alias "Signor Ya" (ヤーさん?, Yā-san). È doppiato da Toshiyuki Morikawa.

### Armata rivoluzionaria
L'Armata rivoluzionaria (革命軍?, Kakumei gun), precedentemente nota come Eroica armata della libertà (自勇軍?, Jiyū-gun), è un'organizzazione che si pone come obiettivo il rovesciamento del Governo mondiale; per questo motivo le autorità li considerano dei terroristi e la minaccia più seria per l'ordine e la stabilità mondiale. La base dei rivoluzionari si trovava sull'isola di Baltigo, nella Rotta Maggiore. Prima di essere trasformato in un automa privo di volontà, anche Orso Bartholomew faceva parte dell'Armata rivoluzionaria. Durante il Reverie, Koala rivela che l'Armata rivoluzionaria non intende rovesciare il Governo mondiale in sé, ma il dominio dei Draghi celesti che lo governano. Al quarto giorno del reverie assaltano Marijoa per salvare Orso Bartolomew, reso schiavo dai nobili mondiali, affrontando gli ammiragli Fujitora e Ryokugyu.

#### Monkey D. Dragon
Monkey D. Dragon (モンキー・D・ドラゴン?, Monkī Dī Doragon) è il fondatore nonché capo dell'Armata rivoluzionaria: in quanto tale è stato dichiarato nemico pubblico numero uno dal Governo mondiale ed è noto come "Il rivoluzionario" (革命家?, Kakumeika). È figlio del viceammiraglio Monkey D. Garp e padre del pirata Monkey D. Rufy; in pubblico si cela sempre in un mantello mentre fisicamente si presenta come un uomo alto con lunghi capelli neri e un tatuaggio composto da motivi romboidali rossi sulla parte sinistra del volto. In passato, Dragon faceva parte della Marina, che poi abbandonò ritenendola un'organizzazione priva di una vera giustizia e, in seguito all'esecuzione di Gol D. Roger e della distruzione di Ohara, fondò l'Eroica armata della libertà, che in seguito sarebbe divenuto l'armata rivoluzionaria. Dieci anni prima dell'inizio della storia corrente, soccorse Sabo durante l'incendio del Grey Terminal e una seconda volta dopo che la barca del bambino venne affondata dal Nobile mondiale Jalmack; dopo averlo guarito lo accolse tra i rivoluzionari. La sua prima apparizione avviene a Rogue Town, quando Rufy sta per essere catturato da Smoker, soccorrendo il figlio e aiutandolo a scappare. Dopo la battaglia di Marineford indice una riunione dei comandanti dell'armata dal momento che la morte di Barbabianca avrebbe avuto pesanti ripercussioni sull'intero assetto mondiale e dopo gli eventi di Dressrosa ne indice un'altra al fine di dichiarare guerra ai Nobili mondiali durante il Reverie, in modo anche da liberare Orso Bartholomew. È doppiato da Hidekatsu Shibata e in italiano da Mario Zucca (ep. 52-53), Claudio Moneta (ep. 324), Oliviero Corbetta (ep. 441, 510 e 752) e Luca Ghignone (ep. 501+).

#### Emporio Ivankov
Emporio Ivankov (エンポリオ・イワンコフ?, Enporio Iwankofu), spesso abbreviato in Iva (イワ?, Iwa, Ivan nella trasposizione italiana dell'anime), è il "regino" del Regno di Kamabakka, nonché comandante della divisione della Rotta Maggiore dell'Armata rivoluzionaria. Ha una personalità molto eccentrica, e, come molti okama, termine che denota un travestito o omosessuale, tiene molto in conto il valore dell'amicizia e non ha pregiudizi verso le altre persone. Anche il suo modo di parlare è particolare: chiama infatti le altre persone aggiungendo il suffisso "boy" o "girl" in base al sesso ed è affetto da un evidente rotacismo. Iva è considerato il più grande okama del mondo di One Piece e un idolo e punto di riferimento per gli altri okama. I suoi poteri derivano dal Paramisha Horu Horu (ホルホルの実?, Horu Horu no Mi, Ormo Ormo nella versione italiana dell'anime), con il quale è in grado di somministrare ormoni che possono modificare il corpo umano. Ciò gli conferisce capacità taumaturgiche, alterando gli ormoni in una persona, come l'adrenalina, per farla rinvigorire, oppure può creare ormoni sconosciuti per ingrandire le sue parti del corpo o mutare il sesso delle persone, compreso il proprio. A causa dei suoi poteri è soprannominato "La persona dei miracoli" (奇跡の人?, Kiseki no hito). In combattimento fa uso di una versione migliorata del Kung Fu gay, denominata Kung Fu dei trans-formati (ニューカマー拳法?, Nyūkamā Kenpō, Newkama Kenpo), Nuova tecnica del Kung Fu di Kamabakka nell'edizione italiana dell'anime. Il personaggio è ispirato a Frank-N-Furter e all'attore Norio Imamura; il nome del personaggio deriva dal fatto che Eiichirō Oda ricordava erroneamente che il cognome dell'attore fosse Iwamura, al punto da soprannominarlo Iva.

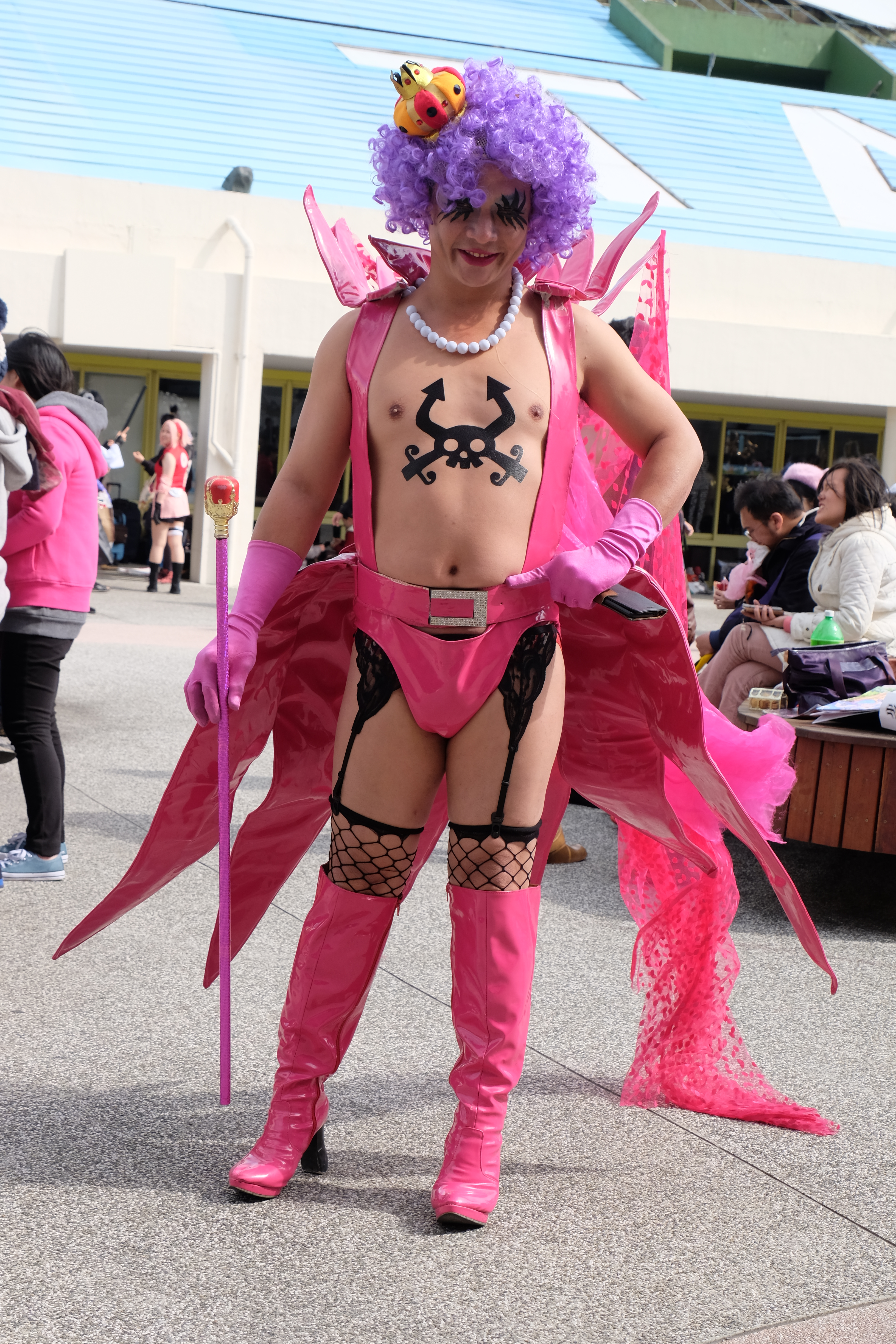
Cosplay di Emporio Invankov

Trentasei anni prima dell'inizio della storia corrente, era uno schiavo dei Nobili mondiali e, in quanto tale, fu portato a God Valley dove, insieme alla sua amica Ginny, fece la conoscenza di Orso Bartholomew: col trambusto provocato dall'arrivo dei pirati Rocks, dei pirati di Roger e della Marina, i tre riuscirono a fuggire e a salvare molti altri schiavi. Separatosi dai due amici, nel corso degli anni Ivankov conobbe Monkey D. Dragon insieme al quale fondò l'Eroica armata della libertà (poi divenuto, appunto, l'armata rivoluzionaria) e tornò da Orso e Ginny, liberandoli dalla prigionia a Sorbet e facendoli unire all'armata. A causa della sua militanza in essa Iva venne arrestato e imprigionato a Impel Down, dove crea un'oasi nascosta tra i livelli 5 e 6, denominata livello 5,5. In questo luogo, accoglie Mr. 2 Von Clay e cura Rufy dal veleno di Magellan. Avendo scoperto che il ragazzo è figlio di Dragon, Iva decide di aiutarlo nel salvataggio di Ace; durante l'evasione affronta Magellan insieme a Inazuma, ma sono entrambi sconfitti dal direttore della prigione. Curatosi grazie ai suoi ormoni, Iva raccoglie il suo compagno e si riunisce con gli altri evasi. Successivamente raggiunge Marineford e protegge Rufy dagli assalti di Kizaru e di Orso Bartholomew. Sebbene contrario, somministra a Rufy una dose di Tension Hormone per permettergli di continuare a combattere; tenta in seguito di bloccare Akainu, venendo sconfitto. Al termine della battaglia, Iva fa ritorno all'isola di Momorio nel Regno di Kamabakka, dove trova Sanji che è stato spedito sull'isola da Orso Bartholomew. Per poter lasciare l'isola, lo sfida a sconfiggere i 99 maestri del Kung Fu dei trans-formati presenti sull'isola. Due anni dopo, durante l'attacco al Reverie, ospita l'armata rivoluzionaria su Kamabakka per poi ascoltare assieme a Dragon il rapporto di Sabo su Im, provando a formulare delle ipotesi sulla sua possibile identità. È doppiato in giapponese da Norio Imamura (ep. 438-452) e Mitsuo Iwata (ep. 461+) e in italiano da Simone D'Andrea.

#### Sabo
Sabo (サボ?, Sabo) è il fratello adottivo di Monkey D. Rufy e Portuguese D. Ace e capo di stato maggiore dell'armata rivoluzionaria; in quanto tale ha sulla testa una taglia di 602 milioni di berry. Possiede una grande abilità nel combattimento con il bastone e il suo stile di lotta ruota attorno all'uso delle dita, che lui definisce "artigli", e dell'Ambizione; dopo avere mangiato il frutto Foco Foco, inoltre, acquisisce la capacità di trasformarsi e di manipolare il fuoco. Ultimo discendente di una famiglia nobile del regno di Goa, fuggì di casa a causa del disinteresse dei genitori rifugiandosi nel Grey terminal, dove conobbe Rufy ed Ace con i quali strinse un patto di fratellanza dopo essere diventati inseparabili. Quando il pirata Blujeam venne assoldato dai genitori per riportarlo a casa Sabo vi tornò spontaneamente per proteggere i suoi fratelli, scoprendo il piano della nobiltà per distruggere il Grey terminal in vista della visita di un Nobile mondiale: comprendendo che sarebbero morti tutti coloro che vi abitavano Sabo tentò di dirigersi lì, ma venne fermato e malmenato dalle guardie del paese. Qualche giorno dopo prese il mare con una piccola imbarcazione ma venne affondato dal Nobile mondiale per avergli tagliato la strada. Creduto morto da tutti, Sabo viene salvato e curato da Dragon, entrando a far parte dell'Armata rivoluzionaria e divenendone, nel corso dei dodici anni successivi, capo di stato maggiore e secondo in comando; avendo perso la memoria a seguito del colpo del Nobile, la riacquistò solamente dopo aver letto la notizia della morte di Ace per mano di Akainu. Deciso quindi a ritrovare il frutto Foco Foco del fratello due anni dopo si dirige a Dressrosa, dove si riunisce con Rufy prendendo il suo posto nel torneo indetto da Donquijote Do Flamingo con il palio proprio il Frutto. Dopo aver vinto il torneo, con i nuovi poteri affronta l'ammiraglio Fujitora e Jesus Burgess; al termine degli scontri consegna a Rufy una sua Vivre card per poterlo rintracciare. In seguito si dirige a Marijoa con gli altri comandanti rivoluzionari per liberare Orso Bartholomew dai Nobili mondiali: dopo essere riusciti nel loro intento, Sabo prova senza successo a impedire l'omicidio di re Cobra da parte degli Astri di saggezza, scoprendo inoltre l'esistenza di Im; riuscito miracolosamente a fuggire, si dirige a Kamabakka dove fa rapporto di quanto scoperto a Dragon e Ivankov. È doppiato in giapponese da Junko Takeuchi (da bambino), Tōru Furuya (da adulto; ep. 663-1089) e Miyu Irino (da adulto; ep. 1116+) e in italiano da Patrizia Mottola (da bambino) e Shade (da adulto).

#### Altri membri dell'Armata rivoluzionaria
- Inazuma (イナズマ?) è il braccio destro di Emporio Ivankov. Ricorre agli ormoni di Iva per modificare spesso il suo sesso a seconda delle situazioni. Inazuma ha ingerito il frutto Paramisha Zak Zak (チョキチョキの実?, Choki Choki no Mi)[N 3]; grazie ad esso è in grado di trasformare le sue mani in forbici, con le quali può tagliare ogni materiale come fosse carta. È uno dei prigionieri che vive nel livello 5,5 di Impel Down, dove conduce anche Rufy e Mr. 2 Von Clay dopo averli soccorsi al livello 5. Liberati Crocodile e Jinbe, partecipa all'evasione di massa, combattendo contro Magellan, dal quale viene sconfitto. Ivankov lo trae in salvo e, medicato, Inazuma ricompare alla battaglia di Marineford, dove crea una rampa per consentire a Rufy di raggiungere Ace; dopo l'uccisione di quest'ultimo, si schiera per proteggere Rufy dall'ammiraglio Akainu, venendo sconfitto. È doppiato in giapponese da Umeka Shōji (come donna) e Kenji Hamada (come uomo) e in italiano da Giuliana Atepi (come donna) e Matteo Zanotti (come uomo).
- Koala (コアラ?, Koara) è una ragazza che fa parte dell'Armata rivoluzionaria. Dieci anni prima dell'inizio della storia era una bambina schiava dei Nobili mondiali[236], ma venne liberata in seguito all'incursione di Fisher Tiger e accolta dai pirati del Sole. Proprio per riaccompagnare la bambina a casa, Fisher Tiger cadde nell'agguato che gli costò la vita. A causa dei suoi trascorsi Koala ha appreso la tecnica del karate degli uomini-pesce. Viene inviata insieme a Sabo e Hack a Dressrosa per bloccare il traffico di armi illegali che parte dall'isola. È doppiata da Satsuki Yukino e in italiano Francesca Bielli (da bambina) e da Deborah Morese (da adulta)[143].
- Hack (ハック?, Hakku) è un uomo-pesce di tipo pesce scoiattolo membro dell'Armata rivoluzionaria. È un caro amico di Jinbe e condivide anche lo stesso sogno di avere un rapporto di amicizia tra umani e uomini-pesce. Viene inviato a Dressrosa per bloccare il traffico di armi illegali che parte dall'isola, e qui si iscrive al Colosseo, dove viene sconfitto da Bartolomeo. Dopo essere stato trasformato in giocattolo e aver riacquistato la sua forma abituale, Hack tiene impegnati i cittadini di Dressrosa permettendo così a Usop di colpire a distanza Sugar e farla svenire. È doppiato da Kōsei Hirota e in italiano da Sergio Romanò.[143]
- Morley (モーリー?, Mōrī) è il comandante della divisione occidentale dell'Armata rivoluzionaria, su cui pende una taglia di 293 milioni di berry[237]. È un gigante di 160 anni dalla barba, capelli e baffi neri che si esprime come un okama di mezza età[219]. Possiede i poteri del frutto Paramisha Spingi Spingi (オシオシの実?, Oshi Oshi no Mi)[238] che gli permettono di spingere e muovere cose; usato sul terreno gli permette così di scavare gallerie. Cento anni prima era un violento pirata e quando fu catturato venne rinchiuso a Impel Down. Fu lui il misterioso prigioniero che scavò il livello "quinto e mezzo" che divenne la "Terra dei Trans-formati" dove si rifugiarono Emporio Ivankov e altri prigionieri[238]. In seguito evase senza essere scoperto e solo di recente si è unito all'Armata rivoluzionaria[238]. Compare per la prima volta assieme agli altri comandanti mentre combatte con un tridente contro un sottoposto di Barbanera, per poi partecipare all'attacco al Reverie per liberare Bartholomew[235]. Doppiato da Kenta Miyake.
- Belo Betty (ベロ・ベティ?, Bero Beti) è il comandante della divisione orientale dell'Armata rivoluzionaria, su cui pende una taglia di 457 milioni di berry[237]. È una donna di bell'aspetto che tende ad insultare chiunque non mostri coraggio nell'affrontare i nemici. Possiede i poteri del frutto Paramisha Sprona Sprona (コブコブの実?, Kobu Kobu no Mi)[N 4], che le consente di aumentare coraggio e forza fisica delle persone incitandole[219]. Compare assieme agli altri comandanti mentre combatte contro un sottoposto di Barbanera. È l'unica dei comandanti a non partecipare all'attacco al Reverie, restando a Kamabakka assieme a Dragon, Ivankov e Koala. Per creare il personaggio Oda si è ispirato a Marianne, rappresentazione allegorica della libertà nata durante la Rivoluzione francese e rappresentata da Eugène Delacroix nel celebre dipinto La Libertà che guida il popolo[239][240]. Doppiata da Yūko Kaida.
- Lindbergh (リンドバーグ?, Rindobāgu) è il comandante della divisione meridionale dell'Armata rivoluzionaria, su cui pende una taglia di 316 milioni di berry[237]. È un uomo con dei baffi simili a quelli di un gatto. È un inventore che utilizza le proprie invenzioni in combattimento[219]. Compare assieme agli altri comandanti mentre combatte contro un sottoposto di Barbanera, per poi partecipare all'attacco al Reverie per liberare Bartholomew[235]. Doppiato da Hisayoshi Suganuma.
- Karasu (カラス?, Karasu) è il comandante della divisione settentrionale dell'Armata rivoluzionaria[219], su cui pende una taglia di 400 milioni di berry[237]. È un uomo alto e calvo dall'aspetto inquietante, che indossa una maschera simile al becco di un uccello dotata di microfono ed un mantello nero piumato. Si è nutrito del rogia Fuli Fuli (ススススの実?, Susu susu no mi), che gli permette di trasformarsi in fuliggine: con il suo potere è in grado di evocare stormi di corvi[N 5] composti di cenere con cui attaccare o spostarsi. Compare assieme agli altri comandanti mentre combatte contro un sottoposto di Barbanera, per poi partecipare all'attacco al Reverie per liberare Bartholomew[235]. Doppiato da Takeshi Kusao.

### Pirati Rocks
I pirati Rocks (ロックス海賊団?, Rokkusu Kaizokudan) sono stati una potente ciurma formatasi più di cinquant'anni prima della narrazione corrente grazie alla pratica del Davy Back Fight e che annoverava tra le sue fila moltissimi pirati che, in seguito, avrebbero avuto modo di divenire famigerati, quali i futuri Imperatori Edward Newgate, Charlotte Linlin e Kaido e la precedente imperatrice di Amazon Lily Gloriosa. La loro forza era tale che all'epoca chiunque conosceva le loro gesta, talmente folli e sconsiderate da farli considerare una vera e propria organizzazione terroristica. Trentasei anni prima dell'inizio della narrazione, furono sconfitti presso l'isola di God Valley dagli sforzi combinati di Monkey D. Garp e Gol D. Roger.

#### Rocks D. Xebec
Rocks D. Xebec (ロックス・D・ジーベック?, Rokkusu Dī Jībekku) era il capitano della ciurma e padre di Marshall D. Teach. La massima ambizione di Xebec era divenire il Re del mondo, e tale era questa sua motivazione che, cinquantaquattro anni prima dell'inizio della storia, s'introdusse a Marijoa nel corso di un Reverie, uccidendo un ammiraglio della Marina e scoprendo addirittura l'esistenza di Im; nella fuga, incrociò la strada con Harald, re di Erbaf, col quale riuscì a fuggire dalla Terra Sacra. A seguito di queste sue azioni, iniziò la sua carriera criminale, razziando navi sia governative sia pirata, distruggendo un Cancello della Giustizia e attorniandosi nel corso degli anni seguenti dei migliori elementi del sottobosco criminale, con l'obiettivo iniziale di prendere possesso dell'isola di Alveare e da lì inziare il suo piano per rovesciare il Governo mondiale.

#### Altri membri dei pirati Rocks
- Shiki (シキ?), chiamato Kinjishi nell'adattamento italiano, conosciuto in passato come "Il malavitoso" (極道?, Gokudō) e divenuto poi famoso come "Il leone dorato" (金獅子?, Kinjishi), fece parte in gioventù dei Rocks[205] e, negli anni seguenti la sconfitta della ciurma, divenne uno dei più accaniti avversari di Roger, divenendo il comandante della più grande flotta pirata al mondo. Dopo aver saputo dell'arresto del rivale, invase Marineford intenzionato a giustiziarlo lui stesso, e si scontrò con Garp e Sengoku, dai quali venne sconfitto e rinchiuso a Impel Down. Fu il primo prigioniero capace di evadere da questa prigione, riuscendoci amputandosi le gambe e sostituendole con le sue spade. Possiede i poteri del frutto Paramisha Fuwa Fuwa (フワフワの実?, Fuwa Fuwa no Mi), che gli consente di far volare gli oggetti e, grazie alle spade attaccate alle gambe, di far levitare se stesso, motivo per cui era stato soprannominato "Il pirata volante" (空飛ぶ海賊?, Soratobu Kaizoku). È l'antagonista principale del film One Piece: Avventura sulle isole volanti; nel manga compare nel Capitolo 0 mentre nella trama principale viene solamente nominato da Sengoku in alcune occasioni[205][243]. È doppiato da Naoto Takenaka e Sergio Romanò.
- Miss Buckingham Stussy (ミス・バッキンガム・ステューシー?, Misu Bakkingamu Sutyūshī), conosciuta anche come Miss Bakkin (ミス・バッキン?, Misu Bakkin) e soprannominata "la ladra della scienza" (科学強盗?, Kagaku Gōtō), è la madre di Edward Weeble, in gioventù faceva parte dei Rocks, ed è una sedicente scienziata[244], tanto che ha avuto a che fare anche con l'unità scientifica illegale MADS, capeggiata dal dottor Vegapunk: fu proprio lavorando su di lei che tale branca scientifica riuscì a realizzare il suo primo esperimento di clonazione riuscito, l'agente del CP0 Stussy[245]. È doppiata da Reiko Suzuki e Rossana Bassani.

### Altri personaggi
- Clou D. Clover (クラウ・D・クローバー?, Kurau Dī Kurōbā), conosciuto in tutto il mondo semplicemente come Professor Clover (クローバー博士?, Kurōbā-hakase), era uno dei più importanti studiosi dell'Albero della Conoscenza di Ohara e incentivò la passione di Nico Robin per l'archeologia, tuttavia le proibì di studiare i Poignee Griffe per non farle subire lo stesso destino degli altri archeologi. Quando il Governo mondiale venne a sapere che a Ohara si erano decifrati i Poignee Griffe e che si era scoperto il segreto del Secolo vuoto, inviò il CP9 ad uccidere Clover e ordinò un Buster Call sull'intera isola. Era molto amico del dottor Vegapunk e di Monkey D. Dragon[246]. È doppiato da Kōichi Kitamura e Pietro Ubaldi.
- Nico Olvia (ニコ・オルビア?, Niko Orubia) era la madre di Nico Robin e un'archeologa di Ohara, dove conduceva clandestinamente ricerche sui Poigne Griffe e sul Secolo vuoto. Per proseguire i suoi studi, abbandonò la figlia e lasciò l'isola insieme ad altri studiosi. L'oggetto delle sue ricerche venne però alla luce e Olvia venne infine catturata insieme ai colleghi dalla Marina. Riuscita a scappare grazie all'aiuto di Hagwor D. Sauro, un viceammiraglio dissidente, ritornò sull'isola di Ohara. Quando il Governo mondiale autorizzò il Buster Call sull'isola per eliminare gli studiosi e il frutto delle loro ricerche, Olvia affidò la figlia a Sauro affinché la portasse in salvo. È doppiata da Yuriko Yamaguchi, la stessa doppiatrice di Robin, e Marcella Silvestri.
- Haredas (ハレダス?, Haredasu) è un uomo anziano che vive nell'isola del cielo di Weatheria. Dopo aver incontrato Nami, spedita sull'isola del cielo da Orso Bartholomew, Haredas acconsente di passarle le sue conoscenze dei fenomeni meteorologici del Nuovo Mondo e la istruisce per i due anni successivi. Riappare, insieme ad altri studiosi di Weatheria, all'arcipelago Sabaody, dove scatena un temporale per ostacolare la Marina e permettere alla ciurma di Cappello di paglia di salpare per l'isola degli uomini-pesce. È doppiato da Rokurō Naya e Maurizio Scattorin.
- Hercules (ヘラクレス?, Herakuresu), Heracles nell'edizione italiana dell'anime, è un uomo che vive sull'isola di Greenstone nell'arcipelago Boeing. Indossa perennemente una corazza da scarabeo, una maschera e un mantello. Nativo nel mare meridionale, trentasei anni prima dell'inizio della narrazione si recò sull'arcipelago per compiere delle ricerche botaniche e, nonostante perse tutti i suoi compagni, continuò le sue ricerche. Sull'isola fa amicizia con Usop e accetta di fargli da maestro per aiutarlo a sopravvivere sull'isola. Lo si rivede all'arcipelago Sabaody quando aizza i suoi scarabei giganti contro la Marina per permettere alla ciurma di Cappello di paglia di partire per l'isola degli uomini-pesce. È doppiato da Rintarō Nishi e in italiano da Riccardo Lombardo (ep. 420), Massimiliano Lotti (ep. 454) e Alessandro Maria D'Errico (ep. 506+).